# 宇都宮線
宇都宮線（うつのみやせん）は、東京都千代田区の東京駅から栃木県宇都宮市の宇都宮駅を経由して同県那須塩原市の黒磯駅までの区間で、東日本旅客鉄道（JR東日本）が運行する東北本線の列車運行系統の愛称である。
「宇都宮線」の愛称が設定されたのは1990年（平成2年）3月10日で、それまで「東北線」と案内されていた区間を中心とした区間を走行し、東京駅 - 日暮里駅（通過）間と赤羽駅 - 黒磯駅間は東北本線を、日暮里駅 - 尾久駅 - 赤羽駅間は東北本線尾久支線を経由する。駅ナンバリングで使われる路線記号はJU（東京駅 - 大宮駅間）。

## 概要
宇都宮線は、首都東京と埼玉県南部・北東部、茨城県古河周辺と主に栃木県宇都宮以南、さらに那須周辺 までの北関東地域を縦貫する、首都圏通勤輸送・地域間輸送を担う路線の一つである。「宇都宮線」と呼ばれる区間は、東北本線列車線の直流電化区間（東京駅 - 黒磯駅間〈尾久駅経由〉）と一致する。東京駅 - 大宮駅間は電車線の京浜東北線が並走しており、同区間は主に各駅停車の京浜東北線に対して列車線である当路線は普通列車も含めて快速運転の役割をもつ。
全区間が旅客営業規則の定める「東京近郊区間」内、およびIC乗車カード「Suica」の首都圏エリアに含まれる。このうち東京駅 - 大宮駅間は電車特定区間となっており、区間外よりも割安な運賃設定となっている。また、同区間には高崎線からの列車が乗り入れている。ラインカラーは首都圏地区の東海道線や高崎線と同様、車体色の一部に用いられているオレンジ（■）で案内されている。
起点は東京駅であるが、2015年に上野東京ラインが開業する以前は実質的なターミナル駅は古くから北の玄関口とされた上野駅であった。2022年3月のダイヤ改正により、宇都宮駅を境に南北で運転系統を分離したため、黒磯駅から東京方面に直通する列車は存在しない。上野東京ラインにより、栃木県の宇都宮駅以南、茨城県古河周辺、埼玉県南部・北東部と丸の内・大手町・八重洲のある東京駅、さらに東京駅から東海道線に直通して新橋・品川・川崎・横浜のほか、藤沢・茅ヶ崎・平塚などの湘南地域や、小田原・湯河原、そして熱海・伊東などの伊豆方面を直結している。また宇都宮駅以南では、大宮駅から新宿駅経由で横須賀線に直通する湘南新宿ラインの列車が運行されており、東京副都心の池袋・新宿・渋谷や、横浜・鎌倉・逗子などの神奈川県東側の各都市にも直結している。
宇都宮線区間に所在する宇都宮貨物ターミナル駅は日本貨物鉄道（JR貨物）による1,200トン級コンテナ貨物列車が運行される北限であり、当駅と名古屋貨物ターミナル駅・福岡貨物ターミナル駅・広島貨物ターミナル駅間を結ぶ毎日2.5往復が1,200トンコンテナ貨物列車で運行されているほか、当駅と南関東沿岸部の各駅間には石油貨物列車が多数設定されている。また、宇都宮線区間には首都圏と東北・北海道間を結ぶコンテナ貨物列車が多数往来しており、中には西日本から東北・北海道に直通する長距離コンテナ貨物列車もある。
宇都宮線には、東京都台東区から埼玉県川口市にかけては東京都道・埼玉県道58号台東川口線・東京都道306号王子千住夢の島線・国道122号が、川口市からさいたま市にかけては埼玉県道35号川口上尾線・国道17号・国道463号・埼玉県道65号さいたま幸手線・埼玉県道164号鴻巣桶川さいたま線が、さいたま市から久喜市にかけては埼玉県道3号さいたま栗橋線・国道125号が並行している。久喜市（旧北葛飾郡栗橋町）以北は、ほぼ全区間にわたり国道4号が並行している。

### 名称について
宇都宮線の名称は、当線沿線自治体の一つである栃木県の県庁所在地・宇都宮市に由来する。経緯は#「宇都宮線」の愛称制定後を参照。

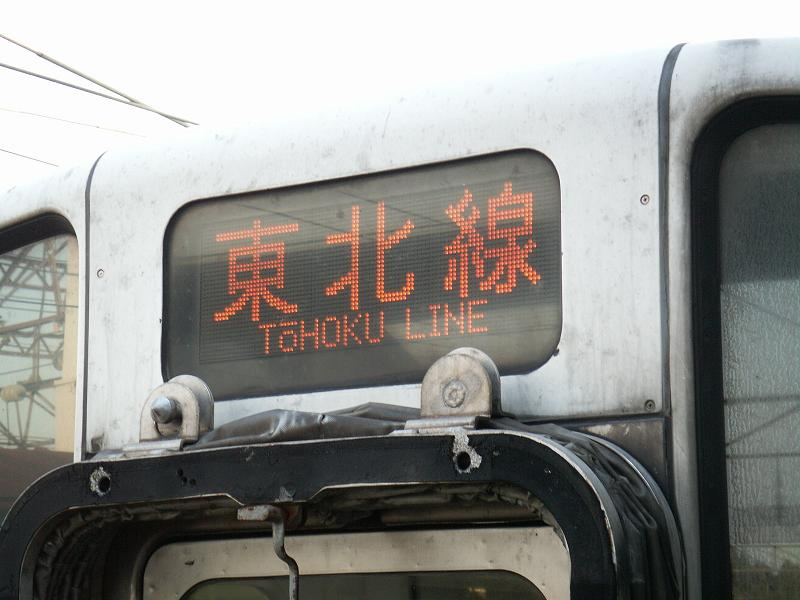
かつて宇都宮線で運用されていた211系電車のLED表示器には「東北線」と表示されることがあった（2006年6月撮影）

経緯にもある通り、地元自治体が働きかけて「宇都宮線」の呼び名が決まったため、関東地方（黒磯駅以南の直流区間）では「宇都宮線」の呼称が使用され、「東北線」（あるいは「東北本線」）の呼び名は東北本線のうち黒磯駅以北の区間を指すことが多い。
JR東日本の運行情報案内では、この区間については「宇都宮線」（愛称名）を用いており、黒磯駅以北については「東北本線」（正式路線名）または「東北線」の名を用いている。なお、JR東日本公式サイト掲載の時刻表の路線名表記は、すべての駅で「宇都宮線（東北本線）」となっている。また、2019年3月23日でサービスが終了した 公式スマートフォンアプリ『列車運行情報』でのみ「東北本線（宇都宮線）」表記を用いていた。
名称制定について住民感情に基づく紆余曲折を経ているため、駅構内時刻表やのりば案内、列車内停車駅案内で「宇都宮線（東北線）」と併記されることがある。当初は長距離旅客主体の新幹線の車内放送などでは「東北線」と案内することがあったが、現在は「宇都宮線」での案内が定着している。また、JR東日本公式サイト掲載の広域路線図および上野駅・大宮駅などの構内図や、市販されている雑誌型時刻表の構内図では「東北本線（宇都宮線）」などと表記されている。
なお、宇都宮線の呼称制定前の国鉄時代に登場した211系電車の正面方向幕は、通常は列車種別である「普通」と表示するが、まれに「東北線」と表示させることがあった（写真参照）。一方、JR発足後に登場したE231系、E233系電車の行先表示器は「宇都宮線」・「湘南新宿ライン宇都宮線直通」・「上野東京ライン宇都宮線直通」である。211系の場合でも、JR発足後に新規設定された湘南新宿ライン運用時の表示には「宇都宮線直通」で設定されていた。
関東地方では、各鉄道事業者などが車内放送や駅構内案内（東海道新幹線を除く）、在京各テレビ局等マスコミの報道で「宇都宮線（あるいはJR宇都宮線）」を日常的かつ恒常的に用いており、「宇都宮線」の呼称が定着している。
また、東京駅 - 大宮駅間において高崎線列車が乗り入れていることから、同区間内においては、運行系統上一体化され「宇都宮・高崎線」と案内されることがある。上野東京ライン開通により、東京駅・新橋駅・品川駅では「宇都宮・高崎・常磐線」と案内されることがある。
しかし、あくまでも「宇都宮線」は愛称であるため、出発信号機や場内信号機などの鉄道信号の表記は「東北」もしくは略した「東」が、踏切などの表記は「東北本線」「東北線」が用いられているほか、東海旅客鉄道（JR東海）が運営する東海道新幹線でも「東北線」（もしくは「東北・高崎・常磐線」）と案内している。西日本旅客鉄道（JR西日本）が運営する「JRおでかけネット」では上野駅や大宮駅の構内図で「東北本線」の表記が見られる。JR東日本公式運行情報などで、大まかな方面別（東京から見て大宮方面）でくくる場合は「東北・高崎方面」と表記されている。
また、かつての各種寝台列車や今の豪華クルーズ列車「TRAIN SUITE 四季島」といった黒磯駅を越えて運行される列車では、宇都宮線内においても正式名称の「東北本線」と案内されている。貨物列車（JR貨物）でもあくまで「東北線」として扱っている。
2023年2月現在、「Google マップ」では「宇都宮線」と「東北本線」が交互に表記され、地理院地図や、ゼンリンデータコムが運営する「いつもNAVI」や、「Yahoo!マップ」では全て「東北本線」と表記されている。その一方で、「Mapion」や「MapFan Web」では「宇都宮線」の単独表記となっている。また、市販されている地図では、国土地理院の地形図や、ゼンリン社の道路地図や、日本自動車連盟の「JAFルートマップ」では「東北本線」の単独表記となっているが、昭文社の道路地図（街の達人など）や旧アルプス社の道路地図（アトラスRDXなど）では「東北本線（宇都宮線）」の表記が使用されている。昭文社の「文庫版都市図」など、同社のポケットサイズの地図では「宇都宮線」の単独表記が採用されたものもある。なお、iOS純正マップは「宇都宮線」の表記が大半だが、稀に「東北本線」表記も混在している。

## 歴史
東北本線の建設についての詳細は「東北本線#歴史」を参照。

### 概略
1883年（明治16年）7月28日、日本初の「民営鉄道」として日本鉄道第一期線の上野駅 - 熊谷駅（現高崎線）間が開業した。開業時の開設駅は上野駅・王子駅・浦和駅（・上尾駅・鴻巣駅・熊谷駅）で、現在は中距離列車の停車しない王子駅も含まれていた一方、大宮には駅が設置されなかった。
第二区線の建設は急ピッチで進められ、まず、1885年（明治18年）7月16日に大宮駅 - 宇都宮駅間の営業が開始され、途中には蓮田駅・久喜駅・栗橋駅・古河駅・小山駅・石橋駅が設置された。当時利根川の架橋が完了しておらず、この区間には渡船が運行され、栗橋駅 - 古河駅間の現在の利根川畔には中田仮停車場が設けられて利根川鉄橋の開通まで運用された。以後、1886年に黒磯駅まで開通した。1897年（明治30年）2月25日には、夏季の鬼怒川の大水に対する橋脚や護岸の補修費および時間がかさむという問題を解消するために宇都宮駅 - 矢板駅間の経路が変更され、現在のルートが開業した。
東京近郊区間には上野駅 - 大宮駅間を中心に三等車のみの近距離区間列車が複数設定され、現在の京浜東北線（東北本線電車線）が赤羽駅以南区間で運行開始されるまで、首都圏近距離区間輸送も担っていた。この京浜東北線開業後の1929年（昭和4年）6月、日暮里駅から北東に分岐し貝塚操車場まで伸びていた回送線を赤羽駅まで延伸したうえで貝塚操車場を廃止、同所に尾久駅を設けて列車線とすることで、鶯谷駅・田端駅・王子駅を経由していた中・長距離列車と近距離電車線を相互に独立した形で運行させることが可能となり、同年6月20日より尾久駅経由の運輸が開始された。

#### 高度経済成長期
第二次世界大戦中は戦時体制で運行本数は極限まで減らされたが、戦後はGHQの意図によって東京駅 - 上野駅間に東北本線の中・長距離列車が乗り入れ、青函連絡船・函館本線・室蘭本線等と一体化した東京 - 北海道間旅客輸送も行われた。さらに高度経済成長に伴う鉄道の高速化事業に乗り、当線も電化・複線化が進み、東京から宇都宮駅を経て栃木県の観光地（日光・那須方面）間を結ぶ中距離優等列車が当時最新型の157系「日光型」を使用して運行された。当線の全線電化・複線化が完了した1968年（昭和43年）10月には「ヨンサントオ」と通称される白紙ダイヤ改正が実施され、これ以降東北本線にも485系電車や583系電車、455系電車、165系電車を用いた特急・急行列車が増発された。輸送は東北地方各地 - 関東地方栃木県各地 - 東京を結ぶ広域都市間輸送機能を主体としており、最盛期で毎時2 - 3本の東京 - 東北間長距離特急・急行列車、および1日数本の長距離普通列車が往来し、長編成の貨物列車も定期運行されていた。

#### 東北新幹線開業に伴う変化
1982年（昭和57年）6月23日の東北新幹線大宮駅 - 盛岡駅間開業後は、東京と東北を結ぶ長距離昼行列車の運行は東北新幹線に引き継がれ、上越新幹線開業に伴う同年11月15日のダイヤ改正では特急「はつかり」・「ひばり」や急行「日光」などが当線から姿を消した。線路容量に余裕が生じた当線では、需要が見込まれていた中距離電車（中電）が増発されることとなった。
当時の中電の主力であった115系が全国から集められ、上野駅 - 黒磯駅間の普通・快速列車が大幅に増発・長編成化され、結果的に当線の機能は首都圏内輸送に特化されることとなった。上野駅 - 小金井駅間には、115系普通車のみによる15両の長編成、上野 - 宇都宮・黒磯間でも11両編成と高輸送力を有する普通列車が数多く往来した。東海道線では1編成15両のうちグリーン車2両を含んでおり、編成あたりの輸送力は東北線（高崎線・常磐線も同様）が上回っていた。増発本数は、上野駅 - 宇都宮駅間で毎時2 - 3往復程度（増発前：毎時2 - 3往復、増発後：毎時4 - 5往復）、宇都宮駅 - 黒磯駅間で毎時1 - 2往復程度（増発前：毎時1 - 2往復、増発後：毎時3往復）である。さらに、快速列車も30分 - 1時間毎で運行されるようになり、中距離旅客の利便性は格段に向上し、時刻表を気にせず列車を利用できるようになった。増発により、沿線では住宅地化をはじめとした開発が進んだ。この時期に複数の新駅が設置されている。
1985年（昭和60年）3月14日の東北新幹線上野駅 - 大宮駅間開業後は、昼行の長距離優等列車は特急「つばさ」・「あいづ」各1往復が残るのみとなった。1987年（昭和62年）4月1日に国鉄が民営化され、JR東日本に引き継がれた。1988年（昭和63年）3月13日には、新宿駅・池袋駅発着列車の運行を開始した。また、津軽海峡海底部に建設された青函トンネルの開通により、青函連絡船経由で東京 - 北海道間輸送を担ってきた寝台特急「はくつる」・「ゆうづる」に代わって、東京と北海道を直接結ぶ寝台特急「北斗星」や貨物列車が多数設定されるようになるという変化も起きた。東北新幹線の上野駅乗り入れ後も毎時1 - 2本運行されていた「新特急なすの」は、1990年（平成2年）までにその大半が東北新幹線「あおば」に移行、もしくは快速「ラビット」に格下げられ、朝夕の新宿駅発着の通勤特急として1.5往復（毎日上り2本、下り1本）が運行されるのみとなった。

#### 「宇都宮線」の愛称制定後
1988年（昭和63年）、東北本線の長距離旅客輸送機能が東北新幹線に移され、上野駅 - 黒磯駅間が東京 - 埼玉県南部・北東部 - 栃木県間の輸送に特化されつつある状況を鑑み、当時の栃木県知事であった渡辺文雄が、県庁所在地である宇都宮市のアピールも絡めて、上野駅 - （日暮里駅） - 尾久駅 - 赤羽駅 - 黒磯駅間の名称を「宇都宮線」とすることをJR東日本に提案した。沿線自治体である東京都・埼玉県・茨城県の各知事の了承のもと実現され、1990年（平成2年）3月10日 から公式の愛称となった。
宇都宮線の愛称が付された後も、上野駅 - 秋田駅間に「つばさ」1往復と同駅 - 会津若松駅間に「あいづ」1往復が定期昼行長距離列車として残されていたが、「つばさ」は1992年（平成4年）の山形新幹線開業に伴って新幹線に移行し、「あいづ」は1993年（平成5年）12月ダイヤ改正に伴って宇都宮線区間からは姿を消した。これをもって黒磯駅以北へ直通する定期昼行長距離列車は消滅した。
東北新幹線開業や愛称制定と前後して、宇都宮線でも首都圏の中距離輸送力増強の流れと並行して運行合理化が進められた。複数行先列車（上野駅 - 黒磯駅・日光駅など）や日光線直通列車（上野駅 - 日光駅）の廃止、上野口出発ダイヤと宇都宮駅 - 黒磯駅間ダイヤのパターン化、それに伴う烏山線直通列車（宇都宮駅 - 烏山駅間）の削減などが行われた。一方、東北新幹線開業後も、東京 - 北海道間輸送や新幹線の到達していない東北地方各地への輸送を担っていた夜行長距離寝台特急や夜行急行は多くが1990年代まで存続した。豪華寝台特急「カシオペア」は1999年から運行を開始した。その後寝台特急「はくつる」・「ゆうづる」は2002年までに全廃され、「あけぼの」は1997年の上越線・羽越本線への運行経路変更を経て2014年に臨時列車となった。
2001年（平成13年）11月18日には東京駅 - 宇都宮駅間の各駅でICカード乗車券「Suica」サービスが開始された。同年12月1日には、湘南新宿ラインの名称で、新宿駅経由で宇都宮線と横須賀線との直通運転を開始した。2004年（平成16年）10月16日のダイヤ改正で、宇都宮駅における運転系統分離、湘南新宿ラインの増発・パターンダイヤ化、宇都宮駅以南の普通列車へのグリーン車連結、編成組成のパターン化が行われた。同時に「Suica」エリアが東京駅 - 宇都宮駅間から東京駅 - 黒磯駅間に拡大された。2006年（平成18年）3月18日のダイヤ改正では、宇都宮駅 - 黒磯駅間へのグリーン車運行区間の拡大が実施され、同時に東武鉄道直通特急「日光」・「きぬがわ」・「スペーシアきぬがわ」が運転を開始した。同年7月8日のダイヤ改正では、15両編成普通列車の運転区間が上野駅 - 小金井駅間から上野駅 - 宇都宮駅間に拡大されたほか、上野駅 - 黒磯駅間を直通する列車（グリーン車連結）の増発が実施された。2008年（平成20年）3月15日改正では、データイムにおける下り普通列車の発車時刻パターンが変更された。
2010年（平成22年）12月4日、高度経済成長期以降継続して設定されてきた宇都宮線内で完結する優等列車のうち、唯一残されていた特急「おはようとちぎ」・「ホームタウンとちぎ」1往復が、利用者減少を理由として廃止され、栗橋駅より北の区間を走行する優等列車は北海道方面への寝台夜行列車「北斗星」・「カシオペア」のみとなった。同時に、小金井駅発着の湘南新宿ラインが宇都宮駅まで延長された一方、小金井駅発着列車のうち毎時1本が古河駅発着へ変更となった。2013年（平成25年）3月16日のダイヤ改正では、湘南新宿ラインが浦和駅に停車するようになった。
東北新幹線東京駅 - 上野駅間の開業に伴って、東北本線の列車線は東京駅 - 秋葉原駅間が分断されたかたちになっていたが、2014年（平成26年）度を目標に、東京駅 - 秋葉原駅間を再度線路で結び、宇都宮線・高崎線の列車と東海道線の列車が相互乗り入れを行うことがJR東日本から発表された。2015年（平成27年）3月14日のダイヤ改正で、上野東京ラインの名称で、上野駅・東京駅経由で宇都宮線と東海道線との直通運転を開始した。同日、「北斗星」は臨時列車となり、同年8月に運行を終了した。「カシオペア」も2016年（平成28年）3月26日のダイヤ改正で運行を終了した。

### 年表
歴史を年表のかたちで記述する。1929年（昭和4年）6月20日の日暮里駅（通過） - 尾久駅 - 赤羽駅間の開業までは、日暮里駅 - 田端駅 - 赤羽駅間についても記述している。

#### 日本鉄道
- 1883年（明治16年）7月28日：日本鉄道第一区の上野駅 - 熊谷駅間開通、上野駅・浦和駅開業。
- 1885年（明治18年）
  - 3月1日：赤羽駅開業。
  - 3月16日：大宮駅開業。
  - 7月16日：大宮駅 - 栗橋駅間および中田仮駅 - 宇都宮駅間開通。蓮田駅・久喜駅・栗橋駅・中田仮駅・古河駅・小山駅・石橋駅・宇都宮駅開業。利根川橋梁は橋脚が完成しておらず、利根川を鉄道連絡船で連絡していた。
- 1886年（明治19年）
  - 6月17日：栗橋駅 - 中田仮駅間の利根川橋梁が完成、同区間が開通し、上野駅 - 宇都宮駅間全通。中田仮駅を中田信号所に変更。
  - 10月1日：宇都宮駅 - 那須駅（現・西那須野駅）間開通、矢板駅・那須駅開業。このときの宇都宮駅 - 矢板駅間は、現在の東北新幹線に近い直線的な経路であった。
  - 11月1日：宇都宮駅 - 矢板駅間に長久保駅開業。
  - 12月1日：那須駅 - 黒磯駅間開通、黒磯駅開業。
- 1891年（明治24年）
  - 5月1日：那須駅を西那須野駅に改称。
  - 9月1日：古田駅開業。
- 1892年（明治25年）10月20日：上野駅 - 赤羽間、川口駅 - 大宮駅間複線化。
- 1893年（明治26年）3月25日：小金井駅開業。
- 1894年（明治27年）4月1日：間々田駅開業。
- 1895年（明治28年）7月6日：雀宮駅開業。
- 1896年（明治29年）4月1日：荒川橋梁を含む赤羽駅 - 川口駅間が複線化され、上野駅 - 大宮駅間の複線化完成。
- 1897年（明治30年）
  - 2月25日：宇都宮駅 - 矢板駅間経路変更。当時、同区間では西鬼怒川、東鬼怒川（現在の鬼怒川本水路）の2本の鬼怒川を渡っており、夏季の鬼怒川の大水に対する橋脚や護岸の補修費および時間がかさみ問題化したため、その下流部の東西鬼怒川が合流し流路帯が狭くなる地点を渡る現在の経路に切り替えることとなったもの。新線上に岡本駅、氏家駅開業。旧線上の古田駅、長久保駅廃止。野崎駅開業。
  - 6月5日：片岡駅開業。
- 1898年（明治31年）11月24日：東那須野駅（現・那須塩原駅）開業。
- 1899年（明治32年）
  - 10月7日：矢板駅 - 野崎駅間で箒川鉄橋列車転落事故が発生。
  - 10月21日：宝積寺駅開業。
- 1906年（明治39年）4月16日：田端駅 - 王子駅間に田端北部信号所を、赤羽駅 - 蕨駅間に金山信号所を、浦和駅 - 大宮駅間に大原信号所を開設。田端北部信号所は廃止日不明。

#### 鉄道院 - 運輸通信省
- 1906年（明治39年）11月1日：日本鉄道が国有化。
- 1908年（明治41年）
  - 5月1日：大宮駅 - 蓮田駅間に砂信号所、蓮田駅 - 久喜駅間に白岡信号所開設。
  - 9月30日：大宮駅 - 蓮田駅間複線化。
  - 11月6日：蓮田駅 - 久喜駅間、古河駅 - 間々田駅間複線化。
  - 11月10日：久喜駅 - 栗橋駅間複線化。
  - 11月20日：中田信号所 - 古河駅間複線化。
- 1909年（明治42年）
  - 8月1日：間々田駅 - 小山駅間複線化。
  - 10月12日：国有鉄道線路名称制定。東北本線となる。
  - 12月16日：上野駅 - 田端駅間が直流電化。
- 1910年（明治43年）2月11日：白岡信号所を駅に変更して白岡駅開業。
- 1913年（大正2年）4月：小山駅 - 宇都宮駅間複線化。
- 1918年（大正7年）5月15日：蕨駅 - 浦和駅間に小谷場信号所開設。
- 1920年（大正9年）12月2日：氏家駅 - 片岡駅間に蒲須坂信号所開設。
- 1921年（大正10年）10月1日：蕨駅 - 浦和駅間の小谷場信号所廃止。
- 1922年（大正11年）
  - 3月5日：栗橋駅 - 中田信号所間複線化。
  - 4月1日：信号所を信号場に改称。
- 1923年（大正12年）2月11日：蒲須坂信号場を駅に変更して蒲須坂駅開業。
- 1926年（大正15年）10月10日：日暮里駅から分岐する貝塚操車場を開設。
- 1927年（昭和2年）6月10日：久喜駅 - 栗橋駅間に桜田信号場開設。
- 1928年（昭和3年）2月1日：田端駅 - 赤羽駅間が直流電化。
- 1929年（昭和4年）6月20日：日暮里駅 - 尾久駅 - 赤羽駅間が複線で開通、貝塚操車場を廃止し同所に尾久駅開業。
- 1932年（昭和7年）
  - 5月1日：大宮駅 - 蓮田駅間の砂信号場、久喜駅 - 栗橋駅間の桜田信号場、栗橋駅 - 古河駅間の中田信号場廃止。
  - 9月1日：赤羽駅 - 大宮駅間直流電化。京浜東北線が同区間で延伸開業。当線の列車はほとんどが浦和駅を通過するようになった。

#### 日本国有鉄道
- 1950年（昭和25年）3月25日：栗橋駅 - 古河駅間に中田仮信号場開設。
- 1952年（昭和27年）9月26日：栗橋駅 - 古河駅間の中田仮信号場廃止。
- 1958年（昭和33年）
  - 4月14日：大宮駅 - 宇都宮駅間直流電化。
  - 12月15日：宇都宮駅 - 宝積寺駅間直流電化。
- 1959年（昭和34年）
  - 5月22日：宝積寺駅 - 黒磯駅間直流電化。東北線黒磯駅以南の直流電化が完成。
  - 9月22日：季節運転の準急列車「なすの」を「日光形」157系電車で運行開始。
  - 12月12日：宇都宮駅 - 岡本駅間複線化。
- 1960年（昭和35年）
  - 10月20日：片岡駅 - 矢板駅間複線化。
  - 10月31日：西那須野駅 - 東那須野駅間複線化。
- 1961年（昭和36年）12月15日：岡本駅 - 宝積寺駅間複線化。
- 1962年（昭和37年）
  - 1月31日：東那須野駅 - 黒磯駅間複線化。
  - 3月19日：宝積寺駅 - 氏家駅間複線化。
  - 6月7日：野崎駅 - 西那須野駅間複線化。
- 1963年（昭和38年）2月16日：野木駅開業。
- 1964年（昭和39年）
  - 3月20日：東大宮駅開業。
  - 9月3日：蒲須坂駅 - 片岡駅間複線化。
- 1968年（昭和43年）
  - 9月25日：川口駅 - 大宮駅間で完全立体交差化が完成し、同区間の踏切を廃止。当線の列車は、前日までは貨物線であった新しい旅客線を通ることとなった。
  - 10月1日：ヨンサントオ白紙ダイヤ改正実施[注 9]。浦和駅に旅客線ホームを新設、朝夕ラッシュ時のみ停車を開始[9]。
- 1971年（昭和46年）12月1日：（貨）宇都宮貨物ターミナル駅開業。
- 1973年（昭和48年）4月1日：東京電車特定区間を東京近郊区間に改め、当線では東京駅 - 大宮駅間から東京駅 - 小山駅間に拡大。
- 1981年（昭和56年）4月15日：（貨）東鷲宮駅開業。
- 1982年（昭和57年）6月23日：東鷲宮駅旅客営業開始。東那須野駅を那須塩原駅に改称。東北新幹線開業に伴い上野駅発の東北特急が一部を除いて廃止。これを補完する形で「なすの」の運転本数を毎日下り7本、上り9本に増発。
- 1983年（昭和58年）
  - 4月27日：自治医大駅開業。
  - 10月1日：土呂駅開業。
- 1984年（昭和59年）3月24日：古河駅付近高架化。
- 1985年（昭和60年）3月14日：東北新幹線 上野駅 - 大宮駅間開業に伴い、「なすの」は上野駅 - 宇都宮駅・黒磯駅間運行のエル特急「新特急なすの」に昇格し185系電車による運行となる。
- 1987年（昭和62年）2月26日：新白岡駅開業。

#### 民営化以降
- 1987年（昭和62年）4月1日：国鉄分割民営化により、東日本旅客鉄道が承継。
- 1988年（昭和63年）3月13日：新宿駅・池袋駅発着列車の運行を開始[新聞 1]。赤羽駅 - 大宮駅間では貨物線を走行。貨物線にホームがない浦和駅は通過となった。「新特急なすの」9往復のうち利用客の少ない4往復を格下げる形で快速「ラビット」が運転開始[新聞 1]。夕方（18時以降）の速達列車として快速「スイフト」が1時間に1本の割合で4往復運転開始。
- 1989年（平成元年）5月20日：上野 - 尾久間にATS-Pを導入[新聞 2]。
- 1990年（平成2年）3月10日：上野駅 - （日暮里駅） - 尾久駅 - 赤羽駅 - 黒磯駅間で宇都宮線の愛称を使用開始。
- 1993年（平成5年）10月3日：尾久 - 蓮田間にATS-Pを導入[10]。
- 1991年（平成3年）3月16日：快速「スイフト」を通勤快速に改称。
- 1995年（平成7年）12月1日：「新特急なすの」は「新特急おはようとちぎ」・「新特急ホームタウンとちぎ」に名称変更。烏山線直通列車のみ宇都宮駅 - 宝積寺駅間でワンマン運転を開始。
- 1998年（平成10年）4月26日：赤羽駅付近の高架化完成。同駅付近の「開かずの踏切」が全廃される。
- 1999年（平成11年）6月1日：東京近郊区間を東京駅 - 小山駅間から東京駅 - 宇都宮駅間に拡大。
- 2000年（平成12年）
  - 4月1日：さいたま新都心駅開業。貨物線にはホームがないため、新宿駅・池袋駅発着の列車は通過。
  - 6月21日：E231系近郊タイプの営業運転を開始。
  - 12月2日：夕方の池袋駅始発の列車2本を新宿駅始発に変更[報道 3]。
- 2001年（平成13年）
  - 11月18日：東京駅 - 宇都宮駅間の各駅でICカード乗車券「Suica」サービス開始。
  - 12月1日：湘南新宿ラインの名称で、新宿駅経由で宇都宮線と横須賀線との直通運転を開始。当時貨物線にホームがなかった浦和駅と、現在も貨物線にホームがないさいたま新都心駅には停車しないこととなった[報道 4]。
- 2002年（平成14年）12月1日：新特急の称号を廃止。
- 2004年（平成16年）
  - 7月1日：普通列車（快速などを含む）へのグリーン車の連結を開始（10月15日までは普通車扱い）[報道 5][11]。
  - 10月16日：上野駅 - 宇都宮駅間の普通列車（快速などを含む）でグリーン車の営業運転を開始[11]。朝通勤ピーク時間帯の上野行き列車を、上野駅 - 宇都宮駅間で1本増発。湘南新宿ラインが大幅増発。東京近郊区間およびICカード乗車券「Suica」首都圏エリアを東京駅 - 宇都宮駅間から東京駅 - 黒磯駅間に拡大[報道 6]。
  - 12月19日：上野駅 - 古河駅間で東京圏輸送管理システム (ATOS) 使用開始[12]。
- 2005年（平成17年）
  - 4月1日：普通列車（快速などを含む）へのグリーン車連結を拡大[報道 7]。
  - 10月16日：野木駅 - 那須塩原駅間で東京圏輸送管理システム (ATOS) 使用開始。
- 2006年（平成18年）
  - 3月18日：東武鉄道直通特急「日光」・「きぬがわ」・「スペーシアきぬがわ」を運転開始[報道 8]。
  - 7月8日：すべての普通列車（快速などを含む）にグリーン車を連結。自治医大駅 - 宇都宮駅間のホームを延伸し、最大15両編成で運転される区間を上野駅 - 小金井駅間から上野駅 - 宇都宮駅間に拡大[報道 9]。
- 2008年（平成20年）3月15日：宇都宮駅 - 新宿駅間の特急「おはようとちぎ」の1本が廃止。
- 2009年（平成21年）12月20日：浦和駅付近の上り線が高架化[13]。
- 2010年（平成22年）12月4日：「おはようとちぎ」・「ホームタウンとちぎ」が廃止となる[報道 10]。
- 2011年（平成23年）
  - 3月6日：浦和駅付近の下り線が高架化。東北旅客線ホームが完成[14]。
  - 3月11日：東北地方太平洋沖地震（東日本大震災）の発生により全線にわたり運休となる。
  - 3月12日：上野駅 - 宇都宮駅間が運転再開。
  - 3月16日：宇都宮駅 - 黒磯駅間が運転再開。
- 2012年（平成24年）7月8日：浦和駅付近の東北貨物線上り線が新しい高架線に切り替わる[15]。
- 2013年（平成25年）3月16日：浦和駅の高架化工事完了。湘南新宿ラインが浦和駅への停車を開始。
- 2015年（平成27年）3月14日：東京駅 - 上野駅間が宇都宮線の区間に加わる。上野東京ラインの名称で、上野駅・東京駅経由で宇都宮線と東海道線との直通運転を開始。
- 2016年（平成28年）10月1日：東京駅 - 大宮駅間に駅ナンバリングを設定。路線記号は「JU」。
- 2017年（平成29年）
  - 3月4日：宇都宮駅 - 宝積寺駅間の烏山線直通列車を全てワンマン化。
  - 10月23日：久喜駅 - 東鷲宮駅間で架線の碍子が破損し漏電が発生、東鷲宮駅の信号機などが故障[新聞 3]。近くを走っていた計3本の電車が立ち往生して乗客約1900人が線路上に降り、最寄り駅まで歩くなどして避難した[新聞 4]。同日に通過した台風21号による間引き運転と併せ、白岡駅 - 古河駅間で24日まで約2日間運転を見合わせた。
- 2019年（令和元年）10月12日：台風19号の影響により、矢板駅 - 野崎駅間の箒川橋りょうおよび西那須野駅 - 那須塩原駅間の蛇尾川橋りょうで、護床工が変状する被害を受ける[報道 11]。
- 2021年（令和3年）3月13日：ダイヤ改正に伴い、通勤快速を全廃（高崎線方面の列車を含む）。快速全列車が東大宮駅・蓮田駅に停車するようになる[報道 12]。
- 2022年（令和4年）3月12日：E131系電車を投入し、宇都宮駅 - 黒磯駅間（と小山駅 - 宇都宮駅間の一部及び日光線）はE131系ワンマン列車・グリーン車無しに統一され、一部の小山駅発下り列車を除いて、宇都宮駅で系統分離された[報道 13]。
- 2023年（令和5年）10月19日：黒磯駅で東京圏輸送管理システム (ATOS) 使用開始。
- 2024年（令和6年）1月23日：東北新幹線の架線支障による運休の救済のため、東京駅発仙台駅行きの列車が運行。当路線内は東京駅、上野駅、大宮駅、小山駅、宇都宮駅、黒磯駅に停車。
- 2026年（令和8年）7月1日（予定）：支社制から事業本部制への再編に伴い、首都圏本部管内については東京駅付近を東京事業本部、上野駅 - 尾久駅間を上野事業本部、赤羽駅前後を池袋事業本部の管轄、大宮支社管内については浦和駅 - さいたま新都心駅間を浦和事業本部、大宮駅 - 栗橋駅間を大宮事業本部、古河駅 - 黒磯駅間を栃木事業本部の管轄とする[報道 14]。

### 優等列車の沿革
以下の項目を参照。
- 東北本線優等列車沿革（東京 - 青森 - 北海道）…東北本線優等列車沿革#東京 - 青森 - 北海道間連絡輸送列車
- 東北本線優等列車沿革（東京 - 福島・仙台・盛岡など）…東北本線優等列車沿革#東京対東北各都市間連絡列車
- 奥羽本線優等列車沿革（東京 - 秋田・青森など：夜行列車）…あけぼの (列車)#奥羽本線・羽越本線夜行列車の沿革
- 奥羽本線優等列車沿革（東京 - 山形・秋田など：昼行列車）…つばさ (列車)#奥羽本線福島駅 - 秋田駅間昼行優等列車沿革
- 磐越西線優等列車沿革（東京 - 会津若松・新潟）…あいづ#磐越西線優等列車沿革
- 日光線優等列車沿革（東京 - 宇都宮・日光）…日光 (列車)#国鉄・JR東日本日光線優等列車沿革
- 宇都宮線優等列車沿革（東京 - 宇都宮・黒磯…おはようとちぎ・ホームタウンとちぎ#宇都宮線優等列車沿革
- 本州北海道直通列車沿革（東京 - 函館・札幌）…北斗星 (列車)#沿革およびカシオペア (列車)#概要
- 近距離新幹線「なすの」の沿革…なすの (列車)#沿革
- 東北新幹線の歴史…東北新幹線#沿革

### 宇都宮線区間で快速運転した列車の沿革
本項には急行列車ならびに特急列車、およびかつて存在した準急列車以外で、宇都宮線区間で快速運転（および途中駅の通過運転）を行った列車の沿革を記載する。
- 1908年（明治41年）5月 - 東北本線701・702列車（奥羽本線経由上野 - 青森普通列車）が設定され、当線区間で快速運転が行われる。
  - 上野 - 黒磯間の停車駅：上野 - 赤羽 - 浦和 - 大宮 - 久喜 - 古河 - 小山 - 宇都宮 - 宝積寺 - 氏家 - 矢板 - 西那須野 - 黒磯
  - 所要時間は上野 - 宇都宮間が2時間55分ほど。当時各駅に停車した列車の所要時間が3時間10-20分前後、急行201・202列車が2時間40分程度だったので、急行より15分程度遅く、各停より15分程度速かった。
  - 当時の上野 - 黒磯間の駅数は27駅で、列車は上野、日暮里、田端、王子、赤羽、蕨、浦和、大宮、蓮田、久喜、栗橋、古河、間々田、小山、小金井、石橋、雀宮、宇都宮、岡本、宝積寺、氏家、片岡、矢板、野崎、西那須野、東那須野、黒磯の全駅に停車した。
  - この時、当区間で運行される下り列車は全11便で、その各列車の行き先と始発駅発車時刻は、次のとおりであった。
    - 221列車（宇都宮発一ノ関行き、6時00分）
    - 225列車（上野発日光・黒磯行き、5時20分）
    - 201列車（「急行」上野発青森行き：寝台車・食堂車附き、7時25分）
    - 227列車（上野発日光・仙台行き、8時00分）
    - 231列車（上野発仙台行き、10時15分）
    - 233列車（上野発福島行き、12時15分）
    - 237列車（上野発日光・白河行き、14時00分）
    - 615列車（上野発日光行き、16時20分）
    - 243列車（上野発宇都宮行き、18時30分）
    - 701列車（上野発山形・秋田廻り青森行き、20時00分）
    - 203列車（上野発青森行き、21時25分）
- 1913年（大正2年）5月 - 701・702列車に加え、東北本線上野 - 宇都宮間（宇都宮線区間）で快速運転する普通列車609・610列車が上野 - 黒磯・日光間に設定される。このほか長距離普通列車である203・204列車（上野 - 青森間）、217・218列車（上野 - 仙台間）が上野 - 黒磯間での快速運転の設定となった。
  - 609・610列車の停車駅：上野 - 赤羽 - 蕨 - 浦和 - 大宮 - 蓮田 - 久喜 - 栗橋 - 古河 - 小山 - 石橋 - 宇都宮 -（各駅停車）- 黒磯
  - 203・204列車の上野-黒磯間の停車駅：上野 - 赤羽 - 浦和 - 大宮 - 久喜 - 古河 - 小山 - 宇都宮 -（各駅停車）- 黒磯
  - 217・218列車の上野-黒磯間の停車駅：上野 - 王子 - 赤羽 - 川口町 - 蕨 - 浦和 - 大宮 - 蓮田 - 久喜 - 栗橋 - 古河 - 間々田 - 小山 - 石橋 - 宇都宮 - 宝積寺 - 氏家 - 片岡 - 矢板 - 西那須野 - 黒磯
  - 所要時間は、上野 - 宇都宮間で701・702列車が約2時間30分、203・204列車が約2時間40分、217・218列車が約2時間45分、609・610列車が約2時間50分と、急行201・202列車の約2時間30分と同等あるいは15-20分程度遅く、各駅に停車する普通列車の3時間10-20分より20-50分も速い設定であった。
  - この当時の上野 - 黒磯間の駅数は30駅に増えており、列車は上野、日暮里、田端、王子、赤羽、川口町、蕨、浦和、与野、大宮、蓮田、白岡、久喜、栗橋、古河、間々田、小山、小金井、石橋、雀宮、宇都宮、岡本、宝積寺、氏家、片岡、矢板、野崎、西那須野、東那須野、黒磯の各駅に停車した。
  - この時、当区間で運行される下り列車は全22便に倍増しており、その各列車の行き先と始発駅発車時刻は、次のとおりであった。
    - 223列車（宇都宮発一ノ関行き、6時00分）
    - 251列車（上野発赤羽行き：3等車のみ、5時35分）
    - 703列車（上野発山形・秋田廻り青森・一ノ関行き、6時00分）
    - 227列車（上野発日光・黒磯行き、7時20分）
    - 253列車（上野発大宮行き：3等車のみ、8時25分）
    - 255列車（上野発赤羽行き：3等車のみ、8時50分）
    - 229列車（上野発日光・仙台行き、9時10分）
    - 609列車（上野発日光・黒磯行き、10時50分）
    - 257列車（上野発赤羽行き：3等車のみ、11時05分）
    - 611列車（上野発日光行き、11時35分）
    - 259列車（上野発大宮行き：3等車のみ、12時30分）
    - 201列車（「急行」上野発青森行き：寝台車・食堂車附き、13時00分）
    - 613列車（上野発日光行き、13時35分）
    - 203列車（上野発青森行き、15時00分）
    - 261列車（上野発大宮行き：3等車のみ、15時20分）
    - 615列車（上野発日光行き、16時51分）
    - 701列車（寝台車・食堂車附き、上野発山形・秋田廻り青森行き、18時00分）
    - 263列車（上野発赤羽行き：3等車のみ、18時20分）
    - 235列車（上野発宇都宮行き：3等車のみ、19時05分）
    - 265列車（上野発大宮行き：3等車のみ、20時20分）
    - 217列車（上野発仙台行き、21時30分）
    - 267列車（上野発赤羽行き：3等車のみ、22時20分）
- この後、全国的に列車の速達化が進み、戦前までに各駅停車の所要時間は2時間30-40分程度に、停車駅を減らした急行列車に至っては1時間45-50分程度にまで短縮化された。戦後は燃料不足などの事情でスピードダウンしたが、戦後間もなく、急行列車が2時間程度、各停の普通列車が2時間30-40分程度に回復した。
- 1954年（昭和29年）10月 - ダイヤ改正により、上野 - 宇都宮間の所要時間が若干短縮した。急行・準急が同区間を1時間50分 - 2時間程度で結ぶようになり、各駅停車の普通列車も2時間25分 - 40分程度となった。
- 1955年（昭和30年） - ダイヤ改正により気動車が導入され、これに伴い運転時間が大幅に短縮される。上野 - 黒磯間には全区間快速運転の気動車普通列車511・512・513・514列車、臨時快速3113・3116列車（「ゆのか」）および3118列車が、上野 - 宇都宮間には上野 - 小山間で快速運転する客車普通列車541・542列車（「おおとね」）および上野 - 宇都宮間で快速運転する不定期ながら毎日運転の日光線直通客車普通列車3511・3522列車（「だいや」）と休日のみ運転の828列車が、また上野 - 小山間には両毛線直通で新橋 - 小山間快速の客車普通列車531・532列車（「わたらせ」）が設定される。
  - 511・512・513・514列車の線内停車駅と所要時間：上野 - 赤羽 - 大宮 - 小山 - 宇都宮 - 岡本* - 矢板** - 野崎* - 西那須野 - 黒磯、上野-宇都宮間の所要時間約1時間40分、*：岡本は上り便のみ停車、野崎は上りの1便のみ停車、**：矢板は下り1便のみ停車。
  - 3511・3512列車「だいや」の線内停車駅と所要時間：上野 - 赤羽 - 大宮 - 宇都宮、上野-宇都宮間の所要時間約1時間40分。
  - 531・532列車「わたらせ」の線内停車駅と所要時間：上野 - 赤羽 - 大宮 - 小山、上野-小山間の所要時間約1時間20-25分。運転区間は新橋 - 高崎間。
  - 541・542列車「おおとね」の線内停車駅と所要時間：上野 - 赤羽 - 大宮 - 久喜 - 栗橋 - 古河 - 小山 -（各駅停車）- 宇都宮、上野-宇都宮間の所要時間約2時間10-20分。なお、上り便の始発駅は烏山駅。
  - 828列車の線内停車駅と所要時間：上野 ← 赤羽 ← 大宮 ← 久喜 ← 栗橋 ← 古河 ← 小山 ← 宇都宮、上野-宇都宮間の所要時間約2時間。上り便のみ。
  - 3113・3116列車「ゆのか」の線内停車駅と所要時間：上野 - 赤羽 - 大宮 - 蓮田* - 小山 - 宇都宮 - 片岡* - 野崎** - 西那須野 - 東那須野 - 黒磯、上野-宇都宮間の所要時間約1時間40分、*：蓮田と片岡は上りのみ停車、**：野崎は下りのみ停車。
  - 3118列車の線内停車駅と所要時間：上野 ← 赤羽 ← 大宮 ← 久喜 ← 古河 ← 小山 ← 宇都宮 ← 氏家 ←（各駅停車）← 黒磯、上野-宇都宮間の所要時間約2時間15分。
- 1958年（昭和33年）4月 - 大宮 - 宇都宮間が電化。上野-黒磯間で快速運転する普通列車511・512・513・514列車および3113・3116列車「ゆのか」が準急「二荒」（同年10月より「あぶくま」）および「しもつけ」に格上げされ、代わりに長距離客車列車111列車（上野 - 青森）、124列車（上野 - 福島間）および126・127（上野 - 一ノ関）が上野 - 宇都宮間で快速運転を行うようになる。また、80系電車が投入され、上野 - 宇都宮間の普通列車の所要時間が20分前後短縮される。「だいや」「おおとね」「わたらせ」は特に変化無し。
  - 111・124・126・127列車の線内停車駅と所要時間：上野 - 尾久* - 赤羽 - 大宮 - 久喜 - 古河 - 小山 - 宇都宮 -（各駅停車）- 黒磯、上野-宇都宮間の所要時間約1時間50分、*：尾久は111列車のみ停車。
- 1959年（昭和34年）9月 - 「だいや」が準急に格上げされる。
- 1960年（昭和35年）8月 - 「わたらせ」「おおとね」が再編されて、上野 - 小山間で快速運転する無名の普通列車と不定期ながら毎日運転の準急「ふたあら」（上野 - 宇都宮）が新設される。

## 運行形態
かつて東北本線が非電化であった時代には特急・急行列車も含め上野駅・宇都宮駅を始発終着とする客車列車が東北地方までの長距離を走行していたが、その後の高度経済成長と相まって鉄道輸送も高速化・速達化が図られ、中距離輸送ではキハ45000形や44500形などのディーゼルカーが、さらに電化に伴い80系や157系電車が投入されると、上野駅 - 宇都宮駅・黒磯駅間を運行する電車列車が徐々に増発され、115系や165系電車が普及すると客車が運用されていた従来の長距離普通列車も黒磯駅を境に運用が分けられ、上野駅 - 黒磯駅間は115系・165系といった直流電車での運行に置き換えられ、これにより黒磯駅を跨ぐ普通列車は1978年10月2日のダイヤ改正で全廃された。また長距離輸送についても、東北線東北地方管内の完全電化により客車・ディーゼルカー輸送を引き継いだ485系や583系・455系電車などによる在来線特急・急行列車での運行を経て、さらに東北新幹線の開業に伴い新幹線に移行された。最終的に、当線を経由して黒磯駅をまたいで直通運転する定期旅客列車は、東京と北海道方面間を結ぶ寝台夜行特急のみとなったが、2015年3月14日のダイヤ改正で定期運行は終了した。

運転系統図

普通列車（快速列車を含む）は、上野駅発着の列車・上野駅から東京駅を経由して東海道線へ直通する上野東京ラインと、池袋駅・新宿駅を経由して東海道線の横浜駅・大船駅および横須賀線の鎌倉駅・逗子駅まで直通する湘南新宿ラインを中心に、常磐線・高崎線（さらに上越線・両毛線へ直通する列車を含む）・日光線・烏山線に直通する列車が設定されている。このほか、東京と栃木県北西部地区を結ぶ特急列車「日光」「きぬがわ」「スペーシアきぬがわ」、高崎線方面の特急列車「あかぎ」「スワローあかぎ」などが当線経由で運転されているが、いずれも東京と宇都宮線沿線地区以外の遠隔地を結ぶ列車となっており、宇都宮線区間内で完結する特急列車は皆無となっている。
当節では、赤羽駅 - 大宮駅間において東北貨物線を走行する湘南新宿ラインの列車も、同区間における宇都宮線の列車と見なして記述する。
日中は1時間に上野東京ラインが3本、湘南新宿ラインが2本（1本は快速）設定されており、高崎線に直通する列車（1時間に5本）も含め、東京駅 - 大宮駅間は、併走する京浜東北線電車に対する快速列車の役割も果たしている。赤羽駅 - 浦和駅 - 大宮駅間は合わせて1時間に10本運転されているが、上野駅発着系統・上野東京ラインと湘南新宿ラインで並走する場合も多く、間隔は均等ではない。赤羽駅・浦和駅・大宮駅における、上野駅発着系統・上野東京ラインと湘南新宿ラインの列車の相互接続や、宇都宮線列車と高崎線直通列車の相互接続は、終電間際を除き考慮されていない場合が多い。また、乗り換え自体は可能であるが、その乗り換えも対面乗り換えではできない。
普通列車の運転系統は、2022年（令和4年）3月12日のダイヤ改正以降は車両運用に絡んだ小山駅・小金井駅 - 黒磯駅間の区間列車を除いて宇都宮駅を境に南北で分離されており、南側ではグリーン車を組み込んだ10両編成または15両編成の近郊形E231系・E233系電車が、北側では3両編成または6両編成のE131系電車のワンマン運転がそれぞれ中心になっている。
2022年（令和4年）3月12日のダイヤ改正以降、当路線を運行する普通列車・快速列車は烏山線直通を除いて4ドアの車両に統一されており、小山車両センター・国府津車両センターに所属するE231系・E233系電車（いずれも近郊型）と小山駅・宇都宮駅 - 黒磯駅間用のE131系（小山車両センター所属）で運行されている。快速列車は上野駅 - 小山駅間で快速運転を行い、小山駅 - 宇都宮駅・黒磯駅間は各駅に停車する。このため、所要時間は東京駅 - 宇都宮駅間で1時間35 - 45分程度、大宮駅 - 宇都宮駅間で1時間5 - 10分程度と、快速「ラビット」が小山駅 - 宇都宮駅間でも通過運転していた時代に旧式近郊型電車の115系電車が東京駅 - 宇都宮駅間を1 - 2本、所要時間1時間30 - 35分程度、大宮駅 - 宇都宮駅間を1時間程度で結んでいたのに比較しても延長傾向にある。また、東北新幹線開業前に宇都宮線区間内で利用可能であった昼行特急の「はつかり」・「やまびこ」・「ひばり」・「やまばと」・「つばさ」などの所要時間が、東京駅 - 宇都宮駅間1時間15分程度、大宮駅 - 宇都宮駅間50分であったのに比較すると、最短所要時間は大幅に延長している。なお、2015年3月14日ダイヤ改正時点のこの区間の最速優等列車は、東京 - 北海道間を結ぶ臨時寝台特急「カシオペア」であるが、所要時間は上野駅 - 宇都宮駅間が1時間26分、大宮駅 - 宇都宮駅間が1時間1分と、寝台客車特急と昼行電車特急を単純には比較できないものの、中距離区間の最短所要時間は過去より延びている。
2021年3月13日のダイヤ改正にて、日中の普通列車の減便（上野駅発着列車の廃止）と快速列車の見直しが行われ、快速「ラビット」・湘南新宿ライン快速の停車駅に東大宮駅が追加されるとともに、平日運転の通勤快速が快速「ラビット」に置き換えられた。これにより、宇都宮線内の快速の停車パターンが一本化された。
首都圏のJR線では、年末年始で終夜運転を実施しており、宇都宮線では『終夜臨時列車』の扱いで湘南新宿ライン（宇都宮駅 - 逗子駅間）が1時間あたり1本運転されていたが、年を追う毎に規模が縮小している。2004年までは上野駅発着で大宮駅以北の区間を走る終夜運転もあったが、2005年以降は上野駅発着列車の終夜運転は京浜東北線および高崎線直通列車のみとなった。2014年の元日は小金井駅までに短縮され、2015年元日は小山駅までに短縮、運転本数も上下2本のみとなった。その後、2本ずつのまま1本が宇都宮駅までに再延長されている。2022年元日の大宮駅 - 小山駅・宇都宮駅間は下りのみの設定となった（大宮-新宿方面の湘南新宿ラインは上下あり）。
各快速列車などの現在の停車駅は駅一覧を参照。

### 日中1時間あたりの運行本数
日中1時間あたりの運行本数を記述する。高崎線・常磐線直通列車は除く。系統別の詳細は下記を参照。また直通運転区間の発着駅の（ ）内の南北表記は、主にその方向での運行しかないものを示す。
| 系統           | 種別 | 黒磯 | …   | 宇  | 都  | 宮  | …   | 小  | 金  | 井  | …   | 古  | 河  | …   | 大  | 宮        | …         | 赤        | 羽          | …           | 上野        | 東京        | 直通運転区間 （東京以南） |
| -------------- | ---- | ---- | --- | --- | --- | --- | --- | --- | --- | --- | --- | --- | --- | --- | --- | --------- | --------- | --------- | ----------- | ----------- | ----------- | ----------- | ------------------------- |
|                | 普通 | 2本  | 2本 | 2本 |     |     |     |     |     |     |     |     |     |     |     |           |           |           |             |             |             |             |                           |
| 上野東京ライン | 普通 |      |     |     | 1本 | 1本 | 1本 | 1本 | 1本 | 1本 | 1本 | 1本 | 1本 | 1本 | 1本 | 1本       | 1本       | 1本       | 1本         | 1本         | 1本         | 1本         | 東海道線 平塚・熱海（北） |
| 上野東京ライン | 普通 |      |     |     |     |     |     |     | 1本 | 1本 | 1本 | 1本 | 1本 | 1本 | 1本 | 1本       | 1本       | 1本       | 1本         | 1本         | 1本         | 1本         | 東海道線 熱海             |
| 上野東京ライン | 普通 |      |     |     |     |     |     |     |     |     |     |     | 1本 | 1本 | 1本 | 1本       | 1本       | 1本       | 1本         | 1本         | 1本         | 1本         | 東海道線 平塚・熱海（北） |
| 湘南新宿ライン | 普通 |      |     |     | 1本 | 1本 | 1本 | 1本 | 1本 | 1本 | 1本 | 1本 | 1本 | 1本 | 1本 | [ 注 12 ] | [ 注 12 ] | [ 注 12 ] | →山手貨物線 | →山手貨物線 | →山手貨物線 | →山手貨物線 | 横須賀線 大船（北）・逗子 |
| 湘南新宿ライン | 快速 |      |     |     | 1本 | 1本 | 1本 | 1本 | 1本 | 1本 | 1本 | 1本 | 1本 | 1本 | 1本 | [ 注 12 ] | [ 注 12 ] | [ 注 12 ] | →山手貨物線 | →山手貨物線 | →山手貨物線 | →山手貨物線 | 横須賀線 逗子             |

### 特急列車
2010年（平成22年）12月4日のダイヤ改正で「おはようとちぎ」・「ホームタウンとちぎ」が廃止され、宇都宮線内を相互発着する特急列車がなくなった。2016年3月26日ダイヤ改正時点で以下の列車が当線経由で運転されているが、すべて東京方面と他線区沿線各地を結ぶ列車となっている。
- 新宿・大宮方面 - 東武日光線沿線都市（栃木・鹿沼・日光方面）間
  - 東武直通特急「日光」、「きぬがわ」、「スペーシアきぬがわ」
    - 毎日4往復（加えて臨時列車が特定日のみ最大2往復）
    - 多客期には東海道線・上野東京ライン経由の臨時列車も運転される（大船から東京経由、赤羽停車）。
- 品川・上野 - 柏方面 - 常磐線沿線都市（土浦・水戸・日立・いわき方面）間
  - 特急「ひたち」、「ときわ」
    - 毎日下り37本、上り34本
    - 「スーパーひたち」が原ノ町・相馬・仙台方面まで運転されていたが、2011年3月11日の東日本大震災および福島第一原子力発電所事故の影響を受けていわき駅 - 仙台駅間が運休となり、2012年3月17日のダイヤ改正で正式にいわき駅発着に短縮。2015年3月14日のダイヤ改正で「スーパーひたち」・「フレッシュひたち」からそれぞれ「ひたち」・「ときわ」に改称。2020年3月14日のダイヤ改正で「ひたち」が仙台駅乗り入れ再開。
- 上野 - 高崎線、上越線、両毛線、吾妻線各沿線都市（熊谷・高崎・前橋・長野原草津口方面）間
  - 特急「あかぎ」、「草津・四万」
    - （平日）下り10本、上り6本、（土休日）下り5本、上り6本

詳細は、各列車の記事を参照。

### 東京駅 - 宇都宮駅間

#### 快速「ラビット」
朝夕時間帯に運転される快速列車である。

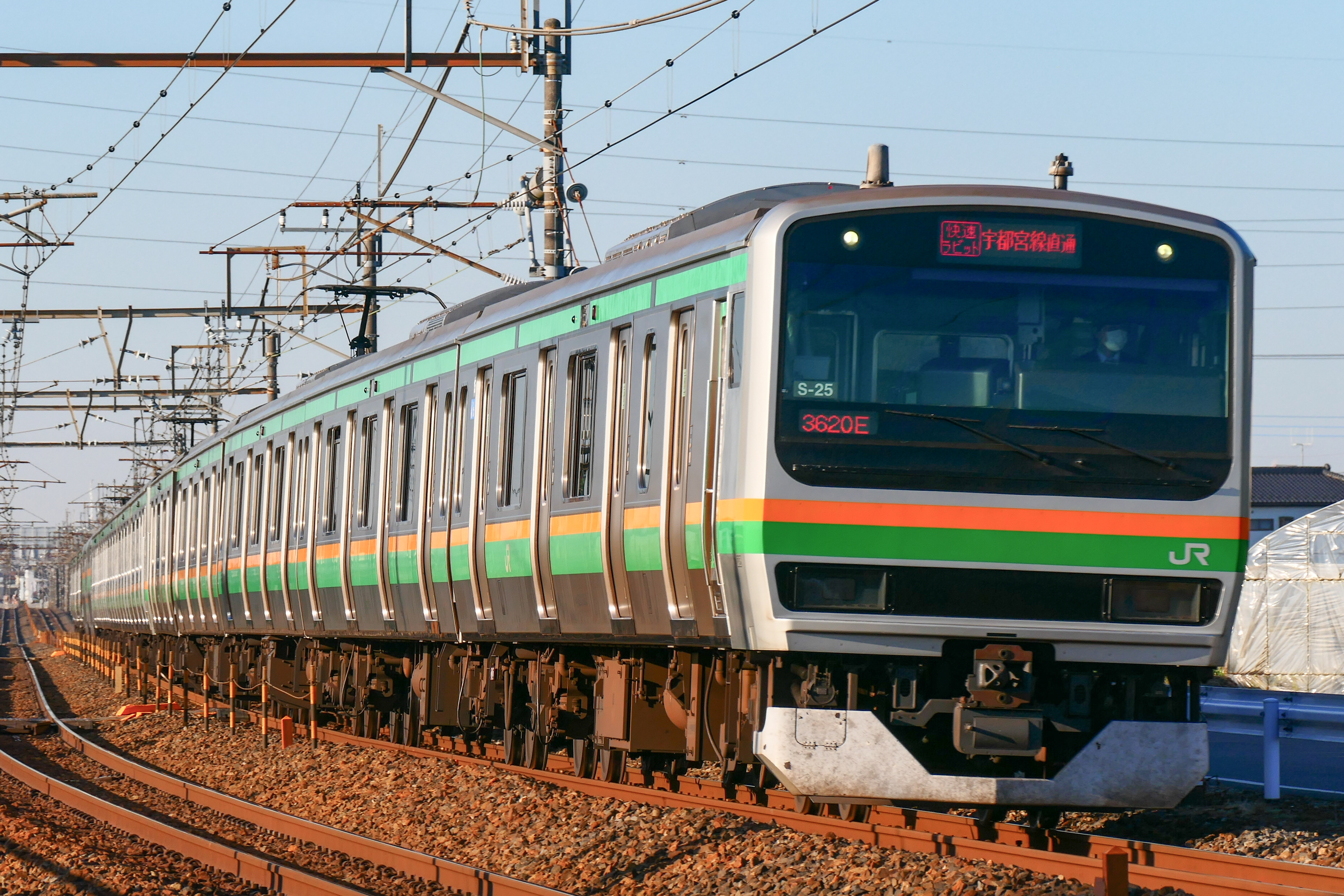
E231系による快速「ラビット」（2023年2月 野木駅 - 間々田駅間）

快速「ラビット」のもともとの前身は新特急「なすの」で、日中の大半を格下げする形で1988年3月13日のダイヤ改正で登場し、「ラビット」と命名され、下り9本・上り8本で運行を開始した。その後、残っていた日中の「なすの」も全列車格下げとなる形で「ラビット」が増発され、日中1時間に1 - 2本の頻度で、毎日1日下り12本・上り10本が運行された。
土休日ダイヤが導入されると、夕方・夜間の通勤快速は土休日に限り快速「ラビット」として運行されるようになったため、土休日ダイヤでの「ラビット」の運行本数は1日下り18本・上り17本に達した。
新設当初、「ラビット」は小山駅 - 宇都宮駅間でも快速運転を行っており、この区間の停車駅は石橋駅のみだった。その後、土休日に通勤快速の代替として小金井駅・自治医大駅・雀宮駅にも停車する快速「ラビット」が運行されるようになり、1995年12月1日のダイヤ改正で小山駅 - 宇都宮駅間が各駅停車に統一された。
2004年10月16日のダイヤ改正で、日中の「ラビット」はすべて湘南新宿ラインの快速に置き換えられた。更に、2019年3月のダイヤ改正で黒磯発上野行きの「ラビット」が廃止され、宇都宮以北から快速自体の設定が無くなった。
2021年3月13日のダイヤ改正では平日夕方の通勤快速が快速「ラビット」に置き換えられ、平日・土休日共に朝の下り（東海道線からの直通）と夜間の上下線の運転（上野発着）となった上で、新たに東大宮駅にも停車するようになった。2024年3月のダイヤ改正では上りの快速「ラビット」が普通列車に格下げされる形で全廃され、以降は毎日朝に東海道線国府津発の「ラビット」宇都宮行きが2本（東海道線内では普通）、夕方以降に上野駅発の電車が2本運行されている。
過去に新宿駅改良工事などの大規模工事で湘南新宿ラインの運行ができない場合、湘南新宿ラインの快速が上野駅発着の快速「ラビット」として運行されていた。
停車駅の変遷
- 1988年（昭和63年）3月13日
  - 停車駅：上野駅 - 赤羽駅 - 浦和駅 - 大宮駅 - 蓮田駅 - 久喜駅 - 古河駅 - 小山駅 - 石橋駅 - 宇都宮駅 -（各駅に停車）- 黒磯駅
    - 上野 - 宇都宮間の所要時間：1時間26 - 30分
- 1994年（平成6年）12月3日頃
  - 土休日に通勤快速の代替として運転する列車に限り、小山駅 - 宇都宮駅間で各駅停車となる。
- 1995年（平成7年）12月1日
  - 全列車が小山駅 - 宇都宮駅間で各駅停車となる。上野駅 - 小山駅間は変更なし。
- 2004年（平成16年）10月16日
  - 湘南新宿ラインの運転開始に伴い、日中の「ラビット」が湘南新宿ライン快速に置き換えられて設定がなくなる。
- 2015年（平成27年）3月14日
  - 上野東京ライン開業により、東京駅 - 上野駅間が宇都宮線の区間に加わる。これに伴い、東海道線との直通運転を開始し、東京駅が停車駅となる。
    - 東京 - 宇都宮間の所要時間：1時間29 - 39分
- 2021年（令和3年）3月13日
  - 平日夜間の通勤快速を「ラビット」に置き換え。東大宮駅が停車駅となる[報道 12]。
- 2024年（令和3年）3月16日
  - 上り（2024年3月15日時点で夜間のみ）を全廃し、一部を除いて普通列車に変更。
  - 下り夜間の上野始発20時台を廃止、同21時台を普通列車に変更（朝の上野東京ラインからの2本、夜の上野始発2本の計4本となる）。

#### 普通
宇都宮線にホームのある各駅に停車する。2015年3月14日の上野東京ライン開業後は大半の列車が東海道線に直通している。2021年3月13日のダイヤ改正までは一部が東海道線内で快速「アクティー」として運行されていたが、日中の快速「アクティー」の廃止により直通する全列車が東海道線内普通となった。
日中時間帯は、1時間に東京駅 - 大宮駅間で6本（高崎線直通含む）、大宮駅 - 古河駅間で3本で、古河駅・小金井駅・宇都宮駅が始発・終点となる列車が設定されている。朝6時台には大宮始発の下り宇都宮行き、夜22時台には宇都宮発の最終大宮行きがそれぞれ1本運行されている。下り1本と高崎線直通の2本は、後寄り1両（1号車）を新聞輸送に用いる。
日中の1時間あたりの基本的な運行パターンは、次の通りである。
下り・北行列車
- 東海道線直通の東京経由小金井・宇都宮行き：各1本
- 東海道線直通の東京経由古河行き：1本

上り・南行列車
- 宇都宮・小金井発の東京経由東海道線直通：各1本
- 古河発の東京経由東海道線直通：1本

東海道線直通列車の日中の発着駅は平塚駅・小田原駅・熱海駅・沼津駅・伊東駅。朝夕にはこれらに加え、南側は国府津駅発着、上野駅発着、東京始発、藤沢始発、品川行きも運転される。かつては北側に氏家始発、黒磯発着の列車も運転されていた。朝ラッシュ時間帯の上り列車は、約3 - 4分間隔での運行となる。
全区間10両または15両編成で運転される。15両編成で運転する列車の一部は小金井駅で車両の連結・切り離しを行っており、中には小金井駅 - 宇都宮駅間では付属編成のみの5両編成で運行される列車もある。
所要時間は、東京駅 - 大宮駅間で約30分、東京駅 - 久喜駅間で約55分、東京駅 - 小山駅間で約1時間25 - 30分程度、東京駅 - 宇都宮駅間で約1時間50 - 55分程度である。ただし、途中駅での通過・接続待ちや小金井駅での車両の連結・切り離し作業のため、所要時間は各列車でまちまちである。
宇都宮発の始発列車は朝の4時半過ぎで、上野発の終電は23時半過ぎ（小金井着は夜中の1時03分）である。宇都宮駅は、電車特定区間内を除けば、東北本線の駅としては始発が最も早い。下り最終列車は、大宮駅（0時08分発）で、新宿および東海道線横浜方面からの終電、湘南新宿ラインからの高崎線直通高崎行きとの相互接続を行う。
2010年（平成22年）12月4日のダイヤ改正で小金井駅発着の湘南新宿ラインの一部が宇都宮駅発着に延長されたことに伴い、古河駅 - 宇都宮駅間の日中の運行本数の見直しが行われた。また、2021年3月13日のダイヤ改正では、日中時間帯の減便と宇都宮行きの終電時刻の繰り上げが行われたほか、2022年3月12日のダイヤ改正では宇都宮駅を跨いで運行される氏家始発及び黒磯発着の東京方面直通列車が廃止された。

### 湘南新宿ライン
快速と普通が運転されている。いずれも大宮駅 - 田端駅間では東北貨物線を走行するため、ホームが設置されていないさいたま新都心駅には停車しない。また、2013年3月16日から浦和駅に停車するようになった。
小山車両センターまたは国府津車両センター所属のE231系・E233系で運用される。ほとんどの列車が基本編成（10両）と付属編成（5両）を連結した15両編成で運行されているが、一部は基本編成のみの10両編成で運行される。

#### 快速
湘南新宿ラインの快速列車は、日中時間帯で1時間に1往復程度運行されており、新宿駅経由で横須賀線と直通運転する。以前の日中の上野駅発着の快速「ラビット」を置き換える形で新設されたことから、停車駅は快速「ラビット」と同じである。運転本数は、新宿発9 - 17時台に1時間1本（計9本）、南行は宇都宮発9 - 15時台（土休日は8 - 15時台）に1時間1本（計7本、土休日は計8本）である。平均的な所要時間は新宿駅 - 宇都宮駅間が1時間35分、池袋駅 - 宇都宮駅間が1時間30分、大宮駅 - 宇都宮駅間が1時間5 - 10分である。2021年3月13日のダイヤ改正より、東大宮駅が停車駅に加わった。両方向とも大宮駅で上野東京ラインの普通列車に接続する。

#### 普通
湘南新宿ラインの普通列車は、新宿駅経由で横須賀線と直通運転し、宇都宮線内の各駅に停車する。
日中時間帯は1時間に1本が宇都宮駅 - 逗子駅間で運行されている。朝ラッシュ時は約10 - 15分間隔、夕方ラッシュ時は南行がおおむね15 - 20分間隔、北行がおおむね30分間隔、夜間は40 - 60分間隔で、それぞれ宇都宮駅・小金井駅 - 大船駅・逗子駅間で運行されている。また、平日朝には古河発の南行、平日夜には古河着の北行がそれぞれ1本ずつ設定されている。
所要時間は、新宿駅 - 大宮駅間が約32分、新宿駅 - 小山駅間がおおむね1時間20 - 25分、池袋駅 - 小山駅間がおおむね1時間15 - 30分である。

### 宇都宮駅 - 黒磯駅間
この区間はすべての列車が各駅に停車する。毎時2本を基本とし、朝および夜間の一部時間帯のみ毎時3本を運転する。宇都宮駅 - 黒磯駅間直通の所要時間は約53分である。
宇都宮駅 - 黒磯駅間の区間運転列車に加え、早朝には小山発黒磯行きの始発列車、朝夕には小金井発着、早朝・朝のラッシュ時間帯に氏家発宇都宮行きがそれぞれ設定されている。
この区間では小山・小金井発着の列車を含めて終日E131系3両または6両編成によるワンマン運転を行っている。
2022年3月12日のダイヤ改正以前は205系600番台（宇都宮線用）による区間運転のほか、上野駅 - 黒磯駅間や上野東京ライン経由で熱海方面と直通する列車が朝および夜間に僅かながら設定されており、グリーン車の営業も行われていたが、いずれも同改正でE131系のワンマン運転に統一されたため廃止された。
2017年3月3日までは3ドア車両を使う列車として、午前中に両毛線直通の高崎駅発着の列車が1往復設定されていた。
この区間では車内温度維持を目的に全列車・全停車駅でドア横のボタンでドアを開閉して乗り降りする半自動ドア扱いとなっている。ただし、宇都宮駅・黒磯駅では到着時および出発前はすべてのドアが一旦開くようになっている。

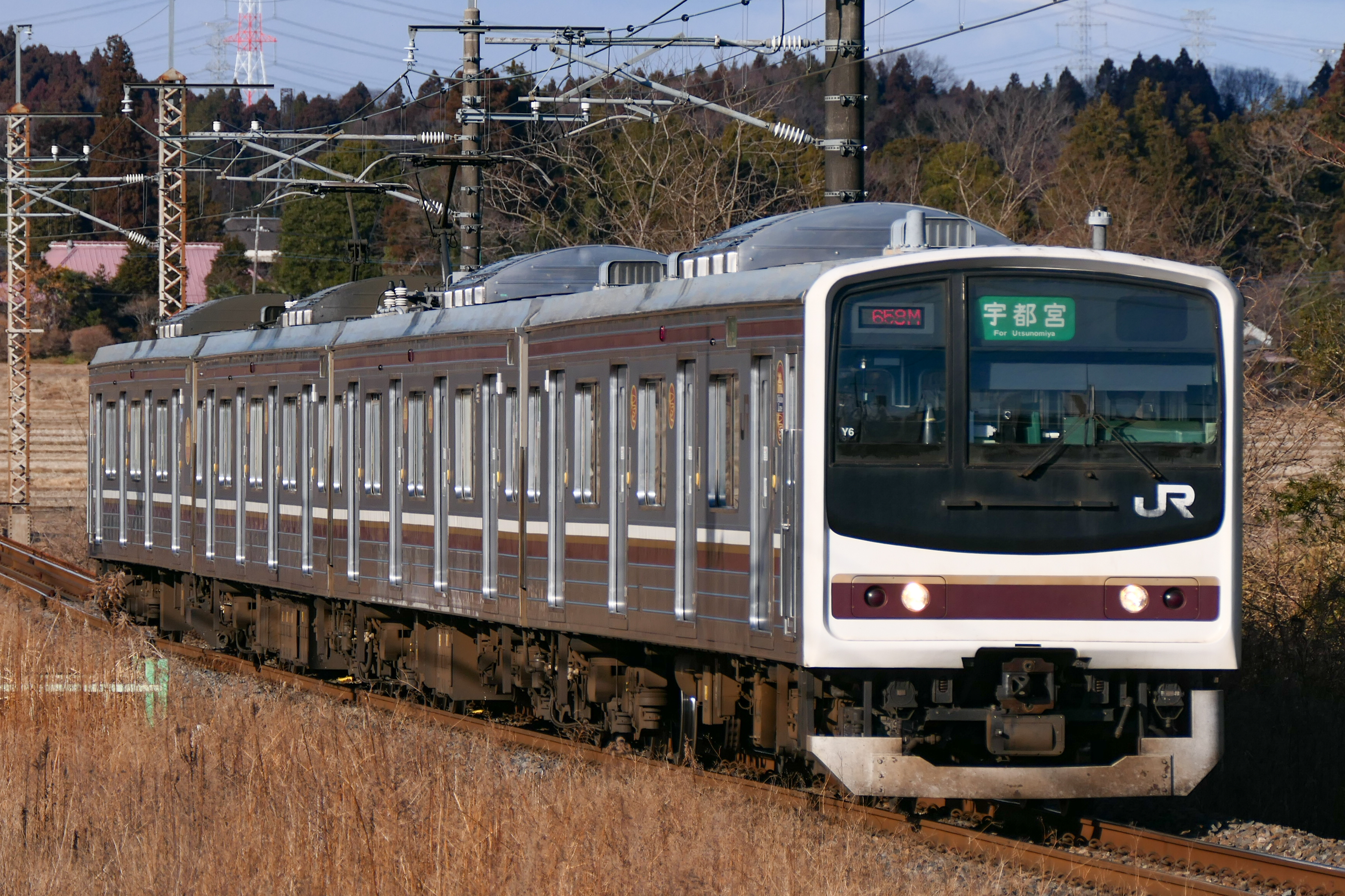
車両の不具合や検査時などには、宇都宮駅 - 黒磯駅間でも205系600番台（日光線用）が運用されたことがあった。（片岡駅 - 蒲須坂駅間 2022年2月11日）

### 他路線直通列車
本項では、宇都宮線と隣接する他路線とを直通する列車について記載する。電車線については記載しない。
常磐線直通列車
東京駅 - 日暮里駅間が東北本線列車線に属する。ただし、上野駅 - 日暮里駅間は宇都宮線とは別の専用複線を使用する。東北本線（当時は日本鉄道）の駅として開業した日暮里駅には、当初東北本線列車も停車していた。
武蔵野線直通列車
大宮駅を始発・終着とし、当線と武蔵野線・中央線・京葉線方面とを直通する「むさしの号」・「しもうさ号」は、大宮駅 - 与野駅間で当線（貨物線）を走行する。詳細は各列車項目を参照。
高崎線直通列車
東京駅 - 大宮駅間でほぼ全列車が東北本線列車線（宇都宮線）または貨物線（湘南新宿ライン）に乗り入れる。
「高崎線#運行形態」も参照。
日光線直通列車
朝6時台に下り小金井発日光行きが1本設定されている。E131系3両（小山車両センター）で運行されている。宇都宮駅で方向転換を行う。
1890年（明治23年）に日本鉄道宇都宮駅 - 日光駅間が開通して以来、東京方面と日光駅を結ぶ直通列車が約90年間にわたって走り続けてきた。以前、上野駅 - 日光駅間を結ぶ直通列車の運転本数は、宇都宮駅より東北方面に向かう列車本数に比肩するもので、官有化直後の1909年（明治42年）に「日光線」と名付けられて「東北線」本線に対する支線的な位置付けが明確化されたものの、1982年の東北新幹線の開業によって直通列車の運行がほぼ消滅するまで、毎日一定本数の東京方面と日光線内を結ぶ直通列車が運行されてきた。
太平洋戦争後、日光線では早朝の下り列車と深夜の上り列車あわせて1往復をのぞく11往復すべてが上野駅始発終着で直通運転されたが、1958年（昭和33年）4月14日のダイヤ改正で上野 - 宇都宮間が電化され電車が投入されたことに伴い、非電化であった日光線への直通列車は下り6本上り8本に削減され、代わりに気動車準急「日光」1往復が東京駅発着で日光線に直通するようになった。1959年（昭和34年）9月22日のダイヤ改正では日光線の電化により日光線直通準急「日光」に157系電車が投入され、また従前の準急「日光」「だいや」に加えて新宿駅発着の準急「中禅寺」や、東京駅・東海道本線・伊東線経由で静岡県の伊東駅まで直通する準急「湘南日光」、そして、これらの間合い運用として日光駅 - 黒磯駅間を直通運転する快速列車などが季節列車ながら新設された。また上野駅 - 宇都宮駅間の電車による列車を延長する形で日光線直通の普通列車も増便され、日光発東京行き1本、日光発矢板行き1本、鹿沼発上野行き1本、黒磯発鹿沼行き1本を含め、日光線直通便数は季節便5往復も含め下り12本・上り14本に達した。その後優等列車は急行「日光」に一本化され、1978年（昭和53年）10月1日のダイヤ改正で季節列車を含めて直通列車は上野駅・大宮駅発着便のみの9往復となり、東北新幹線開業に伴い上野発日光行きの普通列車1本をのぞいて消滅した。1989年3月11日から黒磯方面と鹿沼・日光方面を結ぶ普通列車が設定されたこともあったが、2004年に解消されている。
烏山線直通列車
宇都宮と宇都宮都市圏である烏山線沿線を結ぶ宇都宮駅 - 烏山駅間直通列車が2017年3月4日改正時点で、9往復設定されている。烏山線は非電化であるため、蓄電池駆動電車EV-E301系（小山車両センター）で運行される。
開業以来1986年10月31日までは全列車が宇都宮駅を発着駅とし、1950年代には烏山発上野行きが設定され、小山駅 - 上野駅間では快速「おおとね」に併結運転していた ほか、これが解消された後も石橋駅まで乗り入れて石橋駅到着後すぐに折り返して烏山行きとなる運用 や、全便が気動車化された後には宝積寺駅・仁井田駅・大金駅にのみ停車する快速列車が烏山駅 - 宇都宮駅間に設定されたこともあった。1986年11月1日に宇都宮駅 - 黒磯駅間の普通列車の増発・パターンダイヤ化に伴い当時1日1 - 2往復を残して宇都宮駅 - 宝積寺駅間が区間廃止され、烏山線内の運行本数は1時間あたり1本に増便された。1996年3月16日のダイヤ改正で宇都宮駅直通列車は1日5往復にまで回復した。2010年12月4日のダイヤ改正で宇都宮駅直通列車が1日10往復に倍増されたが、烏山線内の列車を含む1日あたりの運行本数は18往復から16往復に減便され、日中約60分間隔の運行が約90分間隔に変更された。2014年3月15日のダイヤ改正で烏山線内列車含め1日14往復運転、うち宇都宮駅発着が9往復となった。
1979年（昭和54年）7月22日および23日には、松本零士の『銀河鉄道999』（スリーナイン）にちなんだミステリートレイン「銀河鉄道999号」が上野駅 - 烏山駅間で運行され話題となった。

### 臨時列車
列車記事が存在するものについての詳細は列車記事を参照。
- 特急「踊り子」
  - 多客期に東京駅発着の列車のうち1本が大宮駅まで延長運転される（上野東京ライン経由）。
- 快速「あしかが大藤まつり号」
- 快速「早春成田初詣」
  - 新春の土休日に成田山初詣客用に宇都宮駅 - 成田駅間を宇都宮線・武蔵野線・常磐線・成田線経由で運行されている。全車指定席。
  - 停車駅（他線区含む）：宇都宮駅 - 雀宮駅 - 小金井駅 - 小山駅 - 古河駅 - 久喜駅 - 白岡駅 - 蓮田駅 - 東大宮駅 - 大宮駅 - 南浦和駅 - 南越谷駅 - 成田駅
- 快速「那須野満喫」・「リゾート那須野満喫」
  - ゴヨウツツジの時期の土曜日・日曜日（5月末 - 6月初頭）に、中央本線の八王子・立川方面、あるいは京葉線新習志野方面から武蔵野線経由で黒磯駅まで運転。一部指定席。お座敷列車「リゾートやまどり」（485系高崎車両センター所属）で運行される場合は「リゾート那須野満喫」の列車名となり、全車指定席となる。
- 快速「GOGO舞浜」
  - 毎年埼玉県民の日にあたる11月14日に運行される。全車指定席。
  - 停車駅（他線区含む）：栗橋駅 - 久喜駅 - 白岡駅 - 蓮田駅 - 東大宮駅 - 大宮駅 - 南浦和駅 - 東川口駅 - 南越谷駅 - 舞浜駅

### 過去の定期列車

#### 通勤快速（旧称：快速「スイフト」）
平日ダイヤの夕方以降に運転されていた快速列車である。
JR発足後の1988年3月13日に新設され、快速「スイフト」の愛称で毎日夕方に運行された。1990年3月10日のダイヤ改正で愛称がなくなり列車種別が通勤快速に変更されるが、土休日ダイヤが導入された1994年12月2日までは「スイフト」時代と同じく毎日夕方の運行であった。愛称廃止後も、115系や211系は一部を除いて快速「スイフト」の行先幕が残されていた。
平日は、上野発下り18 - 22時台と宇都宮発上り18 - 20時台に、1時間に1本（1日下り5本、上り3本）運行されている。かつては黒磯発で運行されるものがあったが、2019年3月のダイヤ改正で消滅し、以後はすべて上野駅 - 宇都宮駅間のみ運行となっている。
上りの一部列車は、浦和駅・赤羽駅・尾久駅で上野東京ライン東海道線直通列車に同一ホームで乗り換えられるほか、終点上野駅で上野駅始発の列車に連絡する列車もある。
快速「ラビット」との停車駅の違いは、尾久駅に停車し蓮田駅を通過する点である。設定当初より停車駅は変更されておらず、上野駅 - 宇都宮駅間の所要時間は1時間29 - 39分で、当初（1時間40分前後）より若干短縮されている。
2021年3月13日のダイヤ改正をもって運行を終了し、快速「ラビット」に置き換えられた。

#### ホームライナー古河

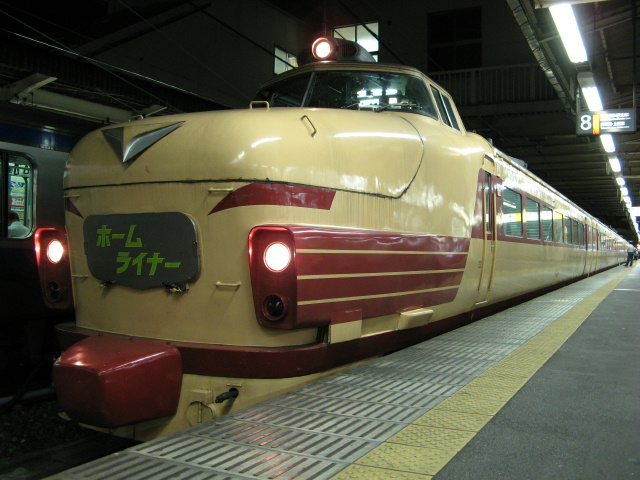
金沢総合車両所の489系で運転されていたホームライナー古河3号（2007年8月 上野駅）2012年3月17日から廃止されるまでは大宮総合車両センターの185系で運転。

1984年運行開始の大宮行きの「ホームライナー大宮」を延長する形で1988年7月6日に運行を開始したホームライナー。2013年3月16日改正時点で平日夜間に上野駅→古河駅間で下り2本が運行されていた。座席定員制であり、乗車にはライナー券を必要とする。グリーン車も連結されているが、当列車では普通車扱いとなっており、ライナー券のみで着席可能とされている。上野駅以外での乗車は不可とされていた。
原則として1号には田町車両センター所属の185系200番台7両編成が、3号には大宮総合車両センター所属の185系200番台7両編成が使用された。
かつては新宿発の5号（停車駅は新宿駅・池袋駅・大宮駅 - 古河駅間は上野発と同じ停車駅）も運転されていたが、2008年3月15日のダイヤ改正で廃止された。その後、2014年3月15日のダイヤ改正で全て廃止された。

#### 両毛線直通列車
黒磯駅・宇都宮駅と高崎駅とを両毛線経由で直通する列車が、朝夕各1往復、計2往復設定されていた。小山駅では12分 - 29分停車して列車番号を変更し、方向転換していた。高崎発宇都宮・黒磯行きは、小山駅で先発する上野発宇都宮行きに接続し、午前の黒磯発高崎行きは、小山駅で後続の宇都宮発上野行き・宇都宮発快速逗子行き・宇都宮発上野行き・宇都宮発逗子行きの4列車の接続を受け、午後の宇都宮発高崎行きは、小山駅で後続の小金井発上野行き・小金井発大船行き・黒磯発上野行き（平日：通勤快速、土休日：快速「ラビット」）の3列車の接続を受けていた。朝の1往復は107系100番台4両、夕方の1往復は115系4両（いずれも高崎車両センター）で運行されていた。
この直通列車の歴史は、太平洋戦争後の1958年（昭和33年）4月14日のダイヤ改正で、高崎駅 - 黒磯駅間に準急「しもつけ」の型落ちディーゼル気動車を用いた無愛称の快速列車（3451・3452列車）の運行が開始されたことに始まる。この列車の停車駅は、高崎駅・新前橋駅・前橋駅・伊勢崎駅・桐生駅・足利駅・佐野駅・栃木駅・小山駅・宇都宮駅・宇都宮駅 - 黒磯駅間の各駅で、宇都宮 - 高崎間130.6kmを2時間5分前後で結んでいた。1959年（昭和34年）9月22日のダイヤ改正で157系が準急「日光」に投入されると、余剰となった準急「日光」用気動車を利用して増便し、また運転区間を宇都宮以南に短縮して、宇都宮発高崎行き3本、八高線児玉発宇都宮行き1本、高崎発宇都宮行き1本の計毎日5本とした。所要時間は、宇都宮発高崎行き1本の両毛線内停車駅が増えたためこの便に限り所要時間が2時間40分となったが、ほかの4本は2時間10分前後に保たれた。その後、中距離普通電車115系・165系の普及と両毛線の電化に伴い本列車も電車化され、八高線児玉発の直通列車は解消された。この時、全列車小山 - 宇都宮間の各駅に停車するダイヤとなり、また一部列車をのぞいて両毛線内の停車駅も増やされ、また小山駅での停車時間も延長されたこともあって、列車によっては宇都宮 - 高崎間の所要時間が2時間30-50分程度と大幅に延長し、運転本数も朝の桐生発宇都宮行きを加えて上下毎日3往復となった。1978年（昭和53年）10月1日のダイヤ改正で、東北本線の特急列車が大幅に増便されたのを機に宇都宮発高崎行き1本をのぞき直通運転は解消された。
1982年11月15日の上越新幹線開業改正で東北特急が大幅削減されたため、再び宇都宮駅 - 高崎駅間2往復と、黒磯駅 - 高崎駅間1往復の毎日3往復の直通列車が設定されるようになった。その後2006年に1往復減らされ、宇都宮駅 - 高崎駅間の所要時間も2時間30-45分程度に延長した。2015年8月25日時点でも毎日2往復が運転されていた。2017年3月4日の改正で、朝の高崎発黒磯行きとその折り返しの黒磯発高崎行きの1往復は、両毛線内のみの運行に見直された。そして、1往復となった両毛線直通列車は2019年3月16日のダイヤ改正で廃止された。

### 過去の臨時列車
列車記事が存在するものについての詳細は列車記事を参照。
- 寝台特急「北斗星」
- 寝台特急「あけぼの」
- 寝台特急「カシオペア」
- 特急「日光」・「ビュー日光」
- 特急「おはようとちぎ＆かまくら」
- 特急「あいづ」
- 快速「フェアーウェイ」
- 快速「ホリデー快速日光」
- 快速「ホリデー快速湘南日光」 - 平塚駅 - 日光駅間を武蔵野線経由で結んだ快速列車。むさしの号・日光 (列車)の各項目も参照。
- 快速「ホリデー快速鎌倉」
- 快速「むさしの号」
- 「ホリデー快速むさしの」
- 快速「むさしの奥多摩」
- 快速「鎌倉物語」
- 快速「やすらぎの日光」・「お座敷日光」・「日光初詣」
- 快速「ホリデー快速ベイ・ドリームMAIHAMA」（2001年 - 2003年3月30日）・「マリンビュー舞浜」（2003年4月26日 - 2004年）
  - 東京駅 - 宇都宮駅間を京葉線・武蔵野線・東北本線（宇都宮線）経由で運行された。舞浜駅が最寄り駅となる東京ディズニーリゾートへの観光誘致列車であるが、舞浜駅では折り返しができないことやお台場地域への便を考慮し東京駅まで運行された。「ホリデー快速ベイ・ドリームMAIHAMA」では115系、「マリンビュー舞浜」では189系「彩野」が充当された。普通車ながら全車両座席指定席制を採用していた。
  - 停車駅（他線区を含む）：宇都宮駅 - 小山駅間の各駅 - 古河駅 - 久喜駅 - 栗橋駅（マリンビュー舞浜のみ） - 蓮田駅 - 大宮駅 - 南浦和駅 - 南越谷駅 - 新松戸駅 - 西船橋駅 - 舞浜駅 - 葛西臨海公園駅 - 新木場駅 - 東京駅
- 快速「くろいそ」・「那須ハイク」
  - 165系6両（新前橋車両センター）・115系7両（小山車両センター）が使用された。
- 快速「日光新緑」
  - 2004年から2006年のゴールデンウィークに仙台駅 - 日光駅間で直通運転されていた列車。仙台車両センターの583系を使用し、2004年と2006年はそれぞれ別デザインの専用ヘッドマークが用意されたが、2005年のみは「臨時」表示であった。
- 快速「黒磯ハイキング」
  - 2006年10月22日、「那須野巻狩祭り」に合わせて行われた「駅からハイキング」の開催日に運行された。一部指定席。189系「彩野」（大宮総合車両センター）で運行。
  - 停車駅：上野駅 - 赤羽駅 - 浦和駅 - 大宮駅 - 久喜駅 - 東鷲宮駅 - 栗橋駅 - 古河駅 - 小山駅 - 石橋駅 - 宇都宮駅 - 宝積寺駅 - 氏家駅 - 矢板駅 - 那須塩原駅 - 黒磯駅
- 快速「那須散策」 183系「那須ゴヨウツツジ」

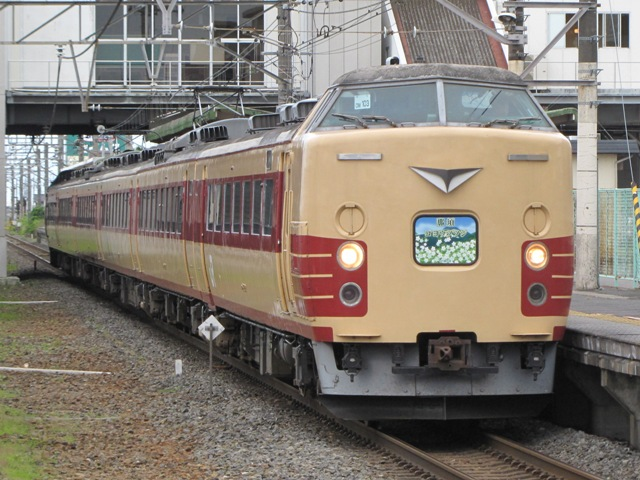
183系「那須ゴヨウツツジ」

  - 5 - 6月のゴヨウツツジの時期に、湘南方面から武蔵野線経由で黒磯駅まで運転されていた。189系や183系など6両（大宮総合車両センター）で運行。
  - 停車駅（他線区含む）：平塚駅 - 茅ケ崎駅 - 藤沢駅 - 大船駅 - 横浜駅 - 西国分寺駅 - 新秋津駅 - 北朝霞駅 - 大宮駅 - 久喜駅 - 栗橋駅 - 小山駅 - 宇都宮駅 - 矢板駅 - 那須塩原駅 - 黒磯駅
- 快速「烏山山あげ祭り」
  - 7月に開催される「烏山山あげ祭り」に合わせて2006年と2007年に運行された。全車指定席だが、烏山線区間は定期普通列車を運休しての運行となるため、一部が自由席となっていた。12系客車（高崎車両センター）で運行。
  - 停車駅（他線区含む）：上野駅 - 赤羽駅 - 大宮駅 - （久喜駅） - （古河駅） - 小山駅 - 宇都宮駅 - 宝積寺駅 - 烏山駅間の各駅。2007年の運転では久喜駅・古河駅は通過。
- 快速「とちぎ秋まつり」
  - 2006年11月18日 - 11月19日・2008年11月15日 - 11月16日・2010年11月13日 - 11月14日に運転。隔年で開催される「とちぎ秋まつり」に合わせて運行されている。一部指定席。183系6両（大宮総合車両センター、OM103編成）で運行。
  - 列車番号 ：9535M-9446M（下り）・9445M-9536M（上り）、小山駅で変更。
  - 停車駅（他線区含む）：上野駅 - 赤羽駅 - 浦和駅 - 大宮駅 - 蓮田駅 - 久喜駅 - 古河駅 - 小山駅 - 栃木駅
    - 2006年の運転時には桐生駅発着（栃木駅 - 桐生駅間では佐野駅と足利駅に停車）で運転され、宇都宮線内では蓮田駅が通過で栗橋駅に停車した。
    - 2008年の運転時には古河駅は通過となった。
- 快速「日光ハイキング」・「やすらぎの栃木路日光」
  - 秋の行楽シーズンに運行される。189系「彩野」6両（大宮総合車両センター）、183系6両（大宮総合車両センター）を使用。一部（新習志野方1 - 3号車）指定席。2005年まで快速「やすらぎの日光」として運行されていた千葉 - 日光ルート（錦糸町駅・東京駅・品川駅・新宿駅経由）が東武直通特急の登場によって廃止されたのを受け、2006年から京葉線・武蔵野線経由で再設定されたもの。「やすらぎの日光」時代は千葉市の千葉駅を始発着していたが、武蔵野線経由への転換のため習志野市の新習志野駅始発着に変更された。
  - 停車駅：新習志野駅 - 南船橋駅 - 西船橋駅 - 新八柱駅 - 新松戸駅 - 三郷駅 - 南越谷駅 - 南浦和駅 - 武蔵浦和駅 - 大宮駅 - 蓮田駅 - 久喜駅 - 栗橋駅 - 古河駅 - 小山駅 - 宇都宮駅 - 鹿沼駅 - 今市駅 - 日光駅
  - ※2006年運転の「日光ハイキング」は東松戸駅・南流山駅にも停車。
- 快速「ホリデー快速富士山」

### 貨物列車
東北本線を走る貨物列車は東北・北海道・上越方面 - 隅田川駅発着列車を中心とする首都圏発着便が多数を占めるが、首都圏を超えて福岡・広島・大阪・名古屋といった中京・西日本・九州方面を発着する長距離便も複数設定されている。宇都宮線内にある宇都宮貨物ターミナル駅にはこれらの東北本線定期貨物列車が多数停車するほか、同駅を始発・終着駅とし福岡・金沢・南関東各地（新座・東京・隅田川・川崎・浜川崎・根岸・千葉）を結ぶ貨物列車も運行されている。

東北貨物線と山手貨物線を接続する、田端信号場駅付近の路線図

大宮駅 - 東海道本線小田原駅間は主に大宮駅 - 東北貨物線（東北本線） - 与野駅 - 武蔵野線 - 鶴見駅 - 東海道貨物線（東海道本線） - 小田原駅を使用して運行するが、一部東北貨物線（与野駅以南） - 田端信号場駅（田端駅） - 山手貨物線（山手線新宿駅経由） - 蛇窪信号場（大崎駅） - 品鶴線（東海道本線） - 鶴見駅 - 東海道貨物線と経由する場合もある。
ほかに矢板駅（オフレールステーション）でコンテナ扱い、小山駅で変圧器扱い、東鷲宮駅でレール扱いがある。
2011年春のダイヤ改正より、これまで日本海縦貫線経由でのみ設定されてきた関西 - 北海道直通貨物列車が東海道本線および東北本線経由で運行を開始している。この貨物列車は、梅田（2013年廃止）を夜11時に発車し翌々日朝5時半頃に札幌に着く便と、北旭川を深夜0時半頃に発車し翌日昼過ぎに梅田に着く便として設定され、当線区間は札幌行きは午前中早い時間帯に、また梅田行きは夜遅い時間帯に通過する。

## 使用車両

### 快速列車及び普通列車
宇都宮線上野発着列車及び上野東京ライン（東海道線 - 宇都宮線・高崎線系統）、湘南新宿ライン（横須賀線 - 宇都宮線系統）の普通列車及び快速列車は、大宮支社小山車両センター及び横浜支社国府津車両センター所属のE231系・E233系3000番台で運行されている。これらの車両は全て通称「湘南色」とも呼ばれるオレンジ色と緑色（■■）の帯を巻いている。このほか、当線と常磐線・高崎線（上越線・両毛線を含む）・日光線・烏山線を直通する列車は各線用の車両で運行されている。4ドア車両のE231系・E233系・E131系にはバリアフリー対応の洋式トイレが設置されている。
- E231系 近郊タイプ（4ドア車）
  - 小山車両センター所属
    - 基本編成（10両）と付属編成（5両）があり、いずれもU編成。基本編成の4・5号車にはグリーン車が連結されている。基本的には基本編成単独の10両編成、または基本編成の黒磯方に付属編成を連結した15両編成で運用されるが、2022年3月11日までは小金井 - 黒磯間で付属編成単独の5両編成の運用もあった。また、車両トラブルなどの影響で付属編成同士を連結した5+5の10両編成が運用されることもあった。
    - 2015年3月現在、上野東京ライン（東海道線 - 宇都宮線・高崎線系統）、湘南新宿ライン（横須賀線 - 宇都宮線・東海道線 - 高崎線系統）および上野発着の普通列車・快速列車に使用されている。
    - 同じく小山車両センターに所属するE233系と共通で運用されており、両車で連結して運用されることもある。
    - 上野発着列車で宇都宮線内の行先を表示する場合は、高崎線直通列車との誤乗防止のため、行先のみ緑文字で表示される。
    - 2022年3月11日で宇都宮 - 黒磯間の運用終了。

  - 国府津車両センター所属
    - 基本編成（K編成・10両）と付属編成（S編成・5両）があり、基本編成の4・5号車にはグリーン車が連結されている。
    - 2015年3月現在、上野東京ライン（東海道線 - 宇都宮線・高崎線系統）、湘南新宿ライン（横須賀線 - 宇都宮線・東海道線 - 高崎線系統）および上野発着の普通列車・快速列車に使用されている。
    - 同じく国府津車両センターに所属するE233系と共通で運用されており、両車で連結して運用されることもある。
    - 2004年夏からは国府津車両センター所属の一部編成が貸し出される形で小山車両センターの運用にも使用されたが、2006年（平成18年）に小山車両センターへE231系が追加導入[注 20] されたことで解消された。現在は、上野東京ライン開通により再び国府津車両センター所属編成の運用が復活している。
    - 2015年3月14日のダイヤ改正より、宇都宮線大宮以北での定期運用を開始した。また、湘南新宿ライン（横須賀線 - 宇都宮線系統）の運用にも使用されるようになった。
    - 上野発着列車で宇都宮線内の行先を表示する場合は、高崎線直通列車との誤乗防止のため、行先のみ緑文字で表示される。
    - 2022年3月11日で宇都宮 - 黒磯間の運用終了。
- E233系3000番台（4ドア車）
  - 小山車両センター所属
    - 基本編成（10両）と付属編成（5両）があり、いずれもU編成。基本編成の4・5号車にはグリーン車が連結されている。
    - 同じく小山車両センターに所属するE231系と共通で運用されており、両車で連結して運用されることもある。
    - 211系の置き換え用として2012年9月1日より高崎線直通列車（上野 - 大宮間）で運用を開始した。宇都宮線大宮以北においても2013年3月16日より運用を開始した[報道 17]。
    - 2015年3月14日のダイヤ改正より、基本16編成と付属15編成が高崎車両センターから小山車両センターに転属となった。
    - 上野発着列車で宇都宮線内の行先を表示する場合は、高崎線直通列車との誤乗防止のため、行先・線名ともに緑文字で表示される。
    - 湘南新宿ラインは、南行・北行ともに行先・線名が橙文字で表示される。
    - 2022年3月11日で宇都宮 - 黒磯間の運用終了。

  - 国府津車両センター所属
    - 基本編成（10両）と付属編成（5両）があり、いずれもE編成。基本編成の4・5号車にはグリーン車が連結されている。
    - 同じく国府津車両センターに所属するE231系と共通で運用されており、両車で連結して運用されることもある。
    - 2015年3月14日のダイヤ改正より、宇都宮線内での運用を開始した。
    - 上野発着列車で宇都宮線内の行先を表示する場合は、高崎線直通列車との誤乗防止のため、行先・線名ともに緑文字で表示される。
    - 湘南新宿ラインは、南行・北行ともに行先・線名が橙文字で表示される。
    - 2022年3月11日で宇都宮 - 黒磯間の運用終了。
- E131系600番台
  - 2022年3月12日のダイヤ改正から小山駅 - 黒磯駅間で運用開始[報道 13]。3両編成15本が導入された[報道 18]。

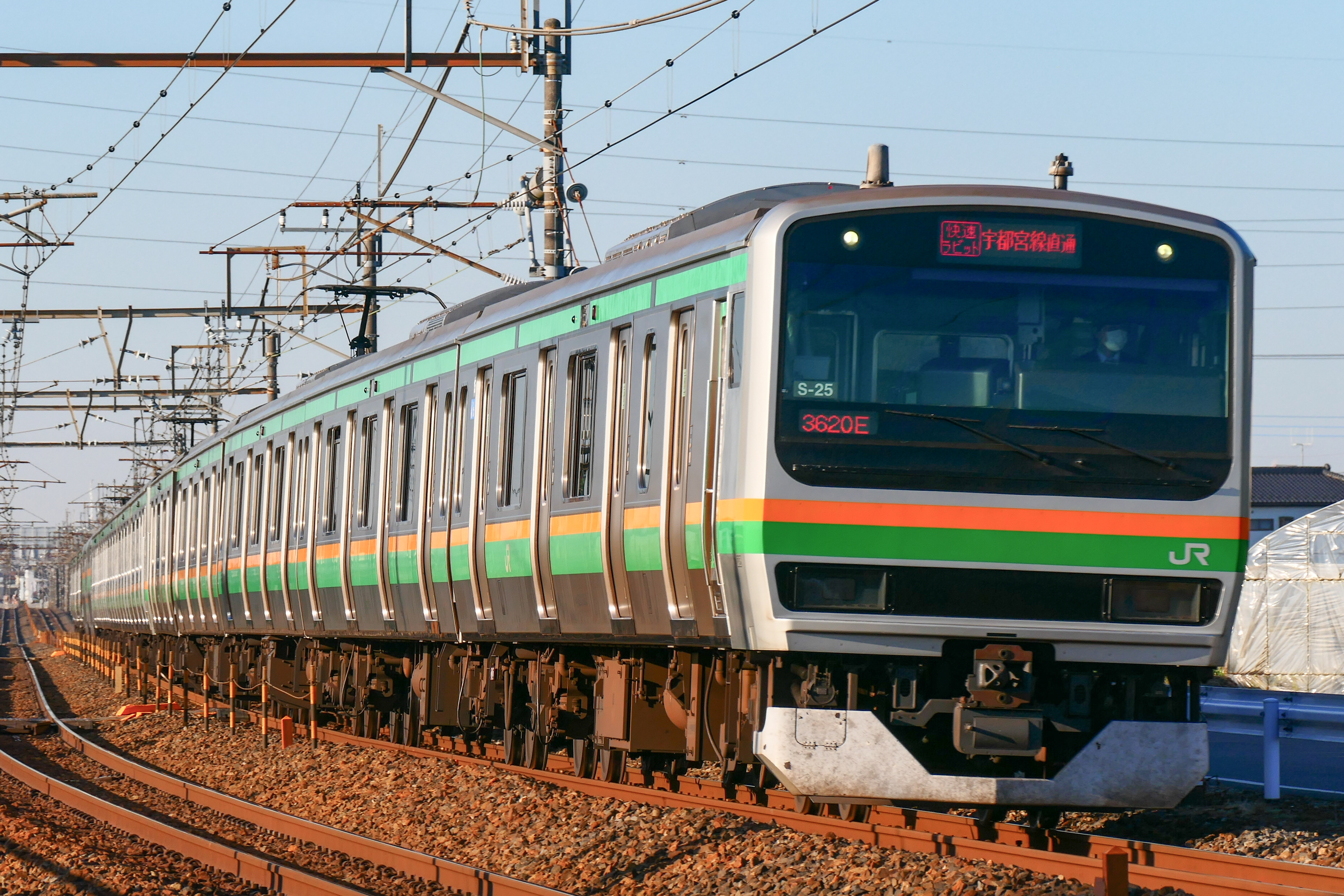
E231系近郊タイプ
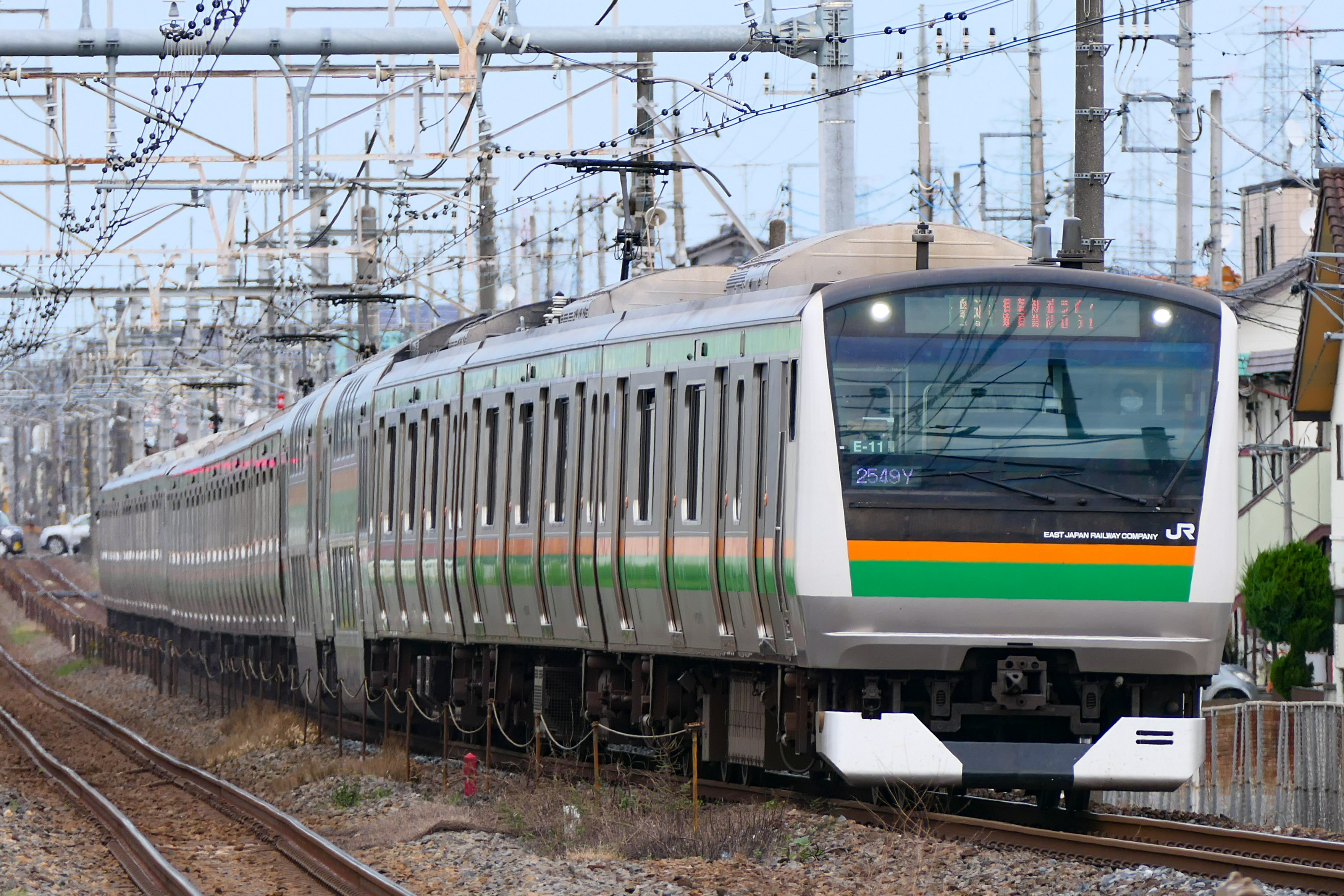
E233系3000番台
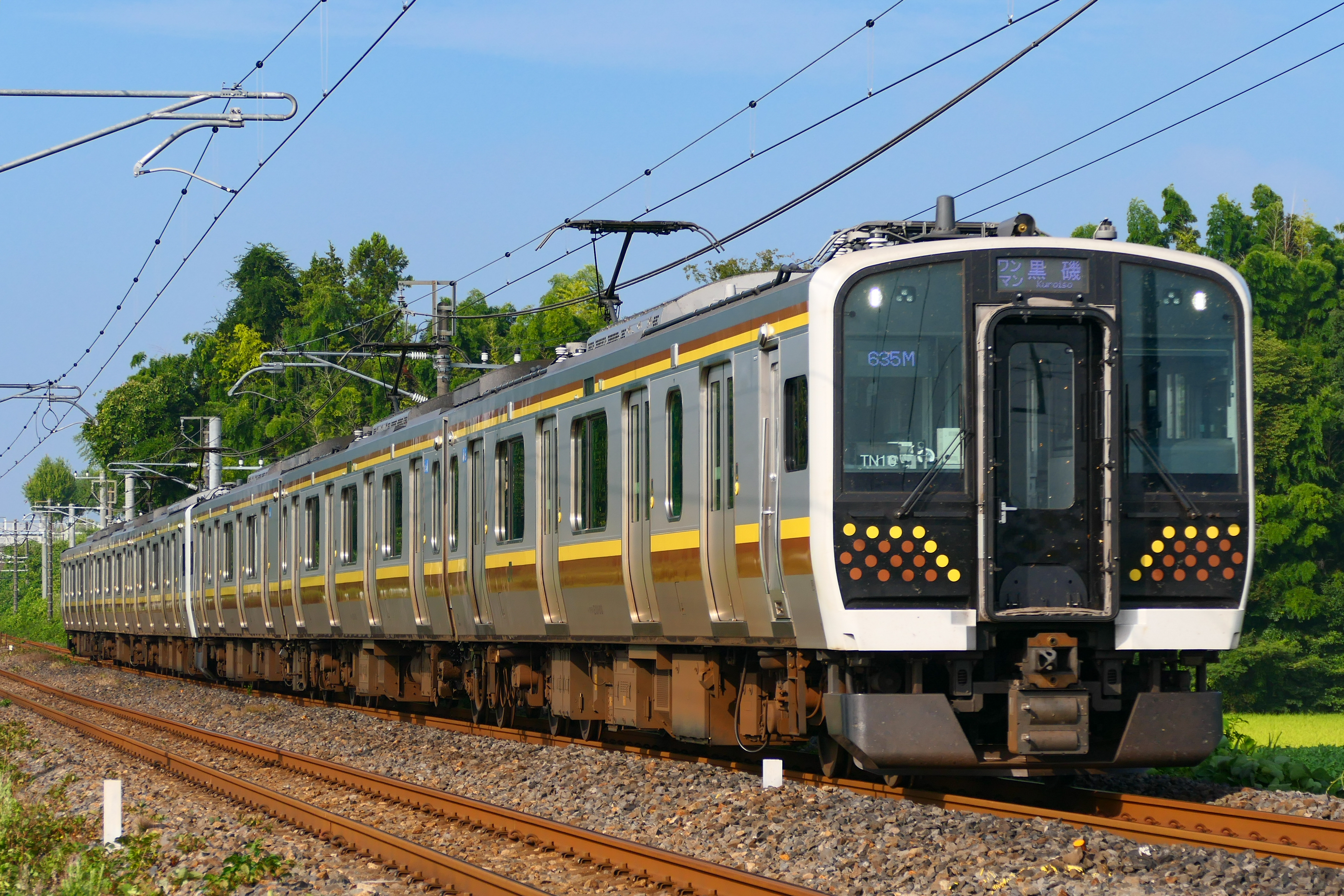
E131系600番台

### 他路線直通列車
他路線から宇都宮線に乗り入れる列車は、その路線の車両で運行されている。
- E231系・E233系3000番台（4ドア車）
  - 2015年3月14日のダイヤ改正前は、湘南新宿ライン東海道線 - 高崎線系統の全列車と、高崎線直通列車の一部は、国府津車両センター所属のE231系・E233系で運行されていた。同改正後は小山車両センター・国府津車両センター所属の編成が、前述の通り区別なく高崎線系統の全列車においても共通で運用されている。
- EV-E301系（3ドア車）
  - 小山車両センター所属で、2014年3月15日より宇都宮 - 宝積寺間の烏山線直通列車用として2両1編成が先行投入された。パンタグラフ付きの蓄電池車。2017年3月4日のダイヤ改正ですべての烏山線直通列車をこの車両に置き換えた[29][報道 19]。

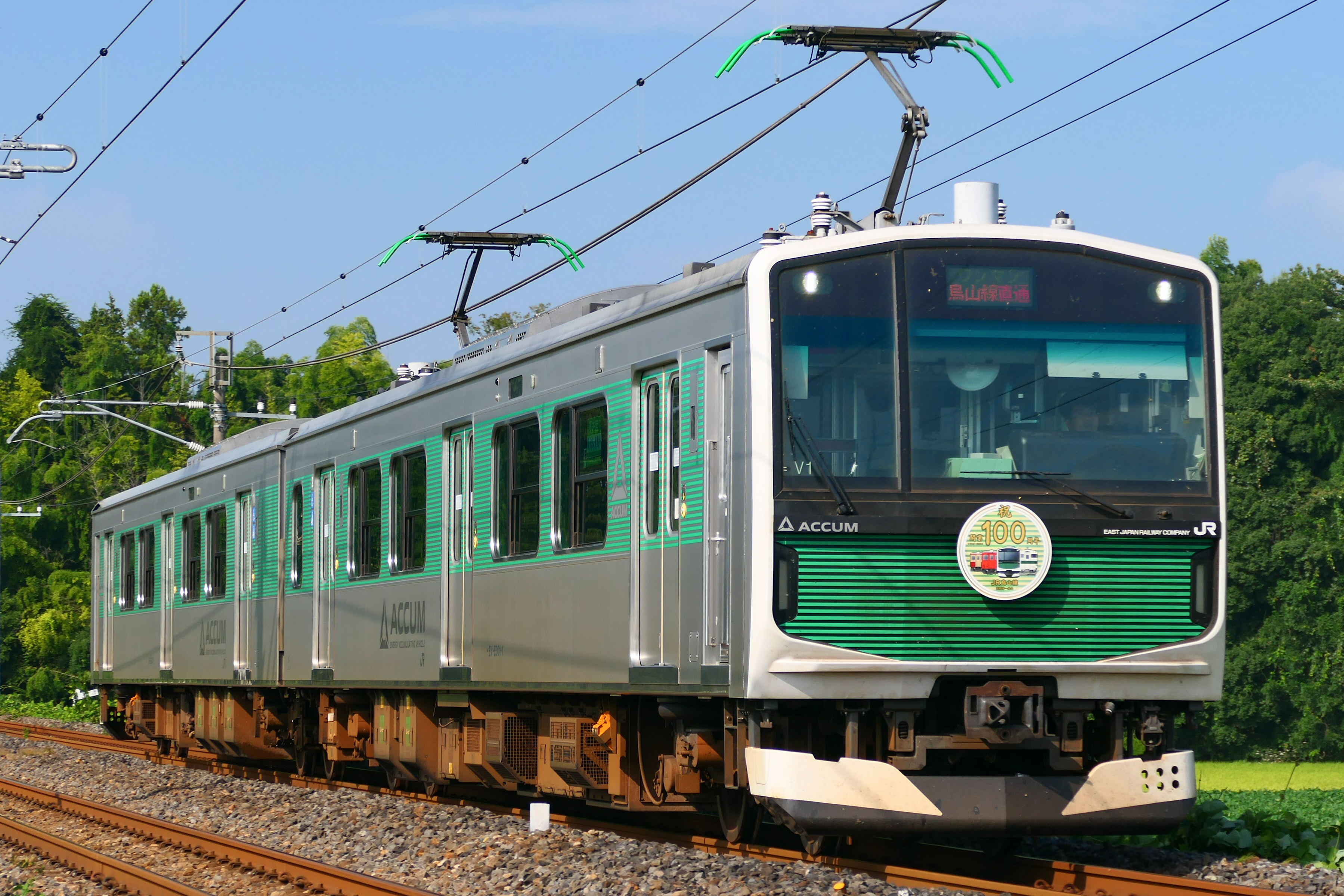
EV-E301系

### 優等列車
- 253系（東武線直通特急用）
  - 大宮総合車両センター所属で、新宿と東武日光・鬼怒川温泉を結ぶ特急「日光」・「きぬがわ」で運用されている。
- 東武100系
  - 東武鉄道の車両で、特急「スペーシアきぬがわ」と臨時特急「スペーシア日光」で運用されている。

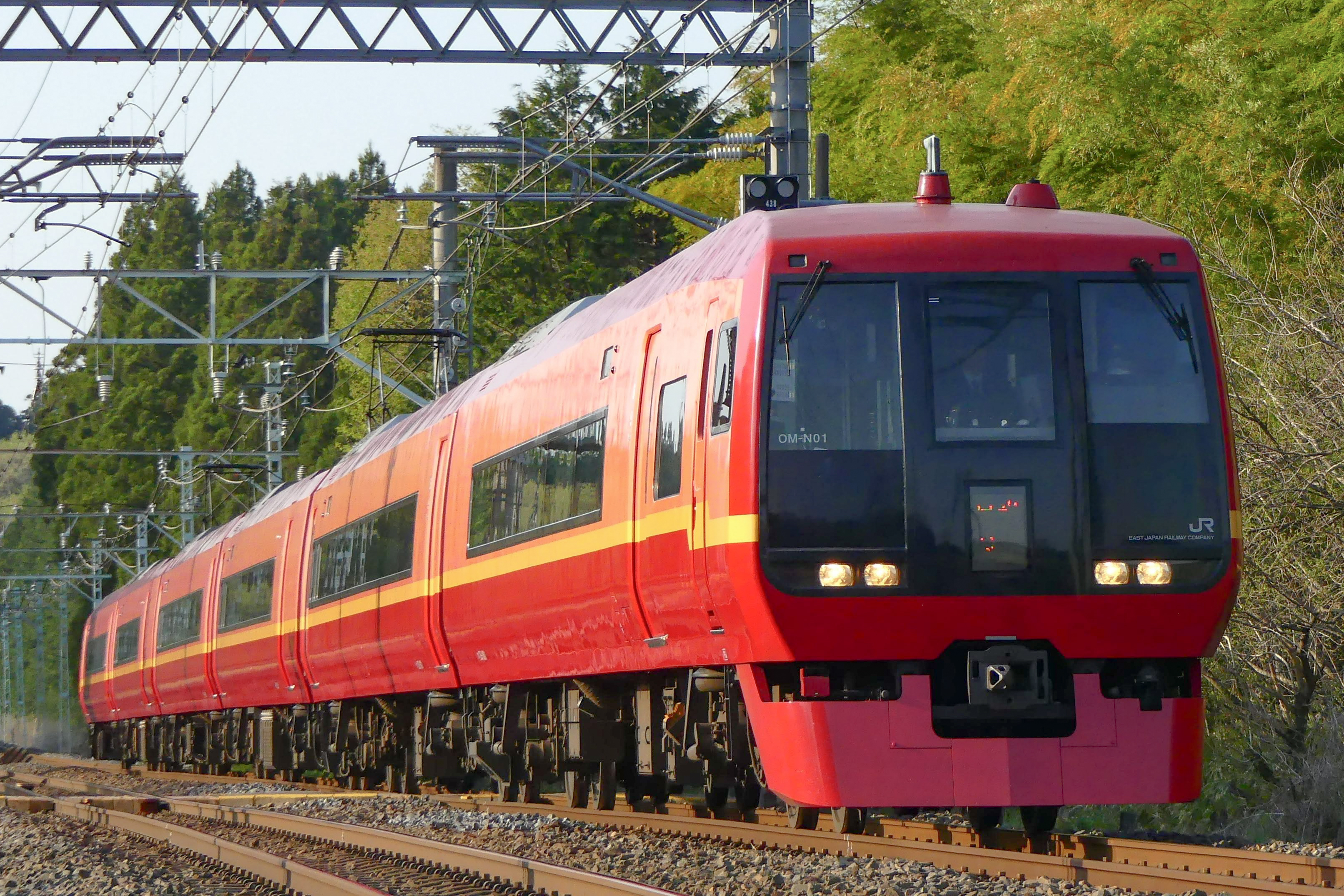
253系1000番台
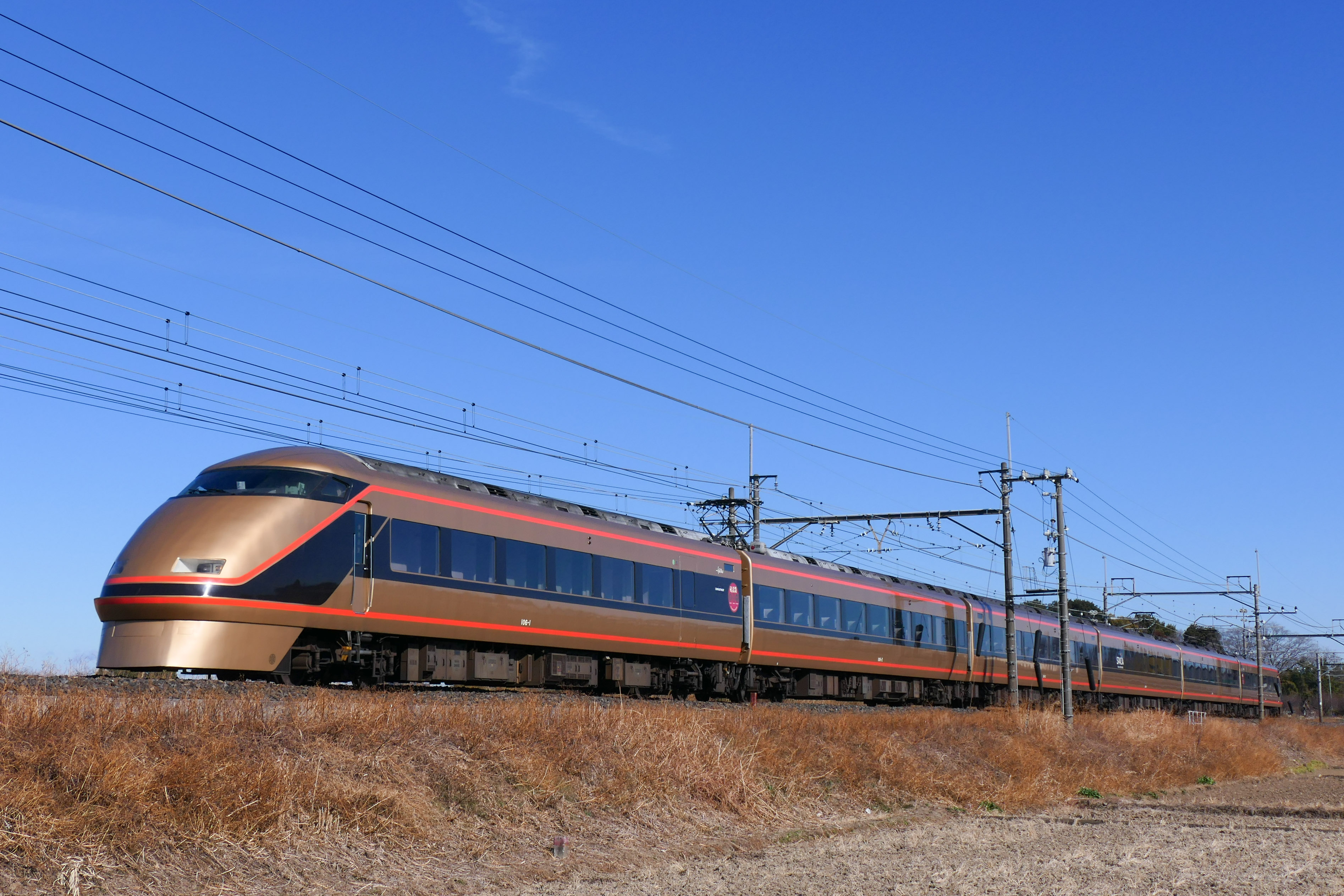
東武100系

大宮より北の始発駅や途中駅で優等列車などの待避のために一定時間停車する際には、車内温度を維持するためドアが半自動扱いになる。なお、小金井 - 黒磯間では全列車でドア扱いが終日半自動扱いとなる。

### 機関車
- ディーゼル機関車
  - DE10形1500番台 - ぐんま車両センター所属機が田端操車場・尾久車両センター構内における入換用機関車として運用されている。そのため、ぐんま車両センターと田端操車場間の回送が当線の田端操車場 - 大宮駅間の貨物線経由で行われている。
- 電気機関車
  - EF65形1000番台 - 尾久車両センター所属機が、宇都宮貨物ターミナルに常駐しているホキ800形が尾久車両センターで検査を受ける際の回送用として尾久車両センターと宇都宮貨物ターミナル間で、また単機の試運転列車として白岡駅 - 田端操車場間で運行されている。
  - EF66形100番台 - 吹田機関区所属機が宇都宮貨物ターミナル駅以南で運用されている。
  - EF81形0番台 - 尾久車両センター所属機がイベント用および事業用として運用されている。
  - EF210形900番台・0番台・100番台・300番台 - 新鶴見機関区、吹田機関区または岡山機関区所属機が宇都宮貨物ターミナル駅以南で運用されている。
  - EH500形 - 仙台総合鉄道部所属機が黒磯駅を跨いで運用されている。
  - EH200形 - 高崎機関区所属機が大宮駅以南で運用されている。

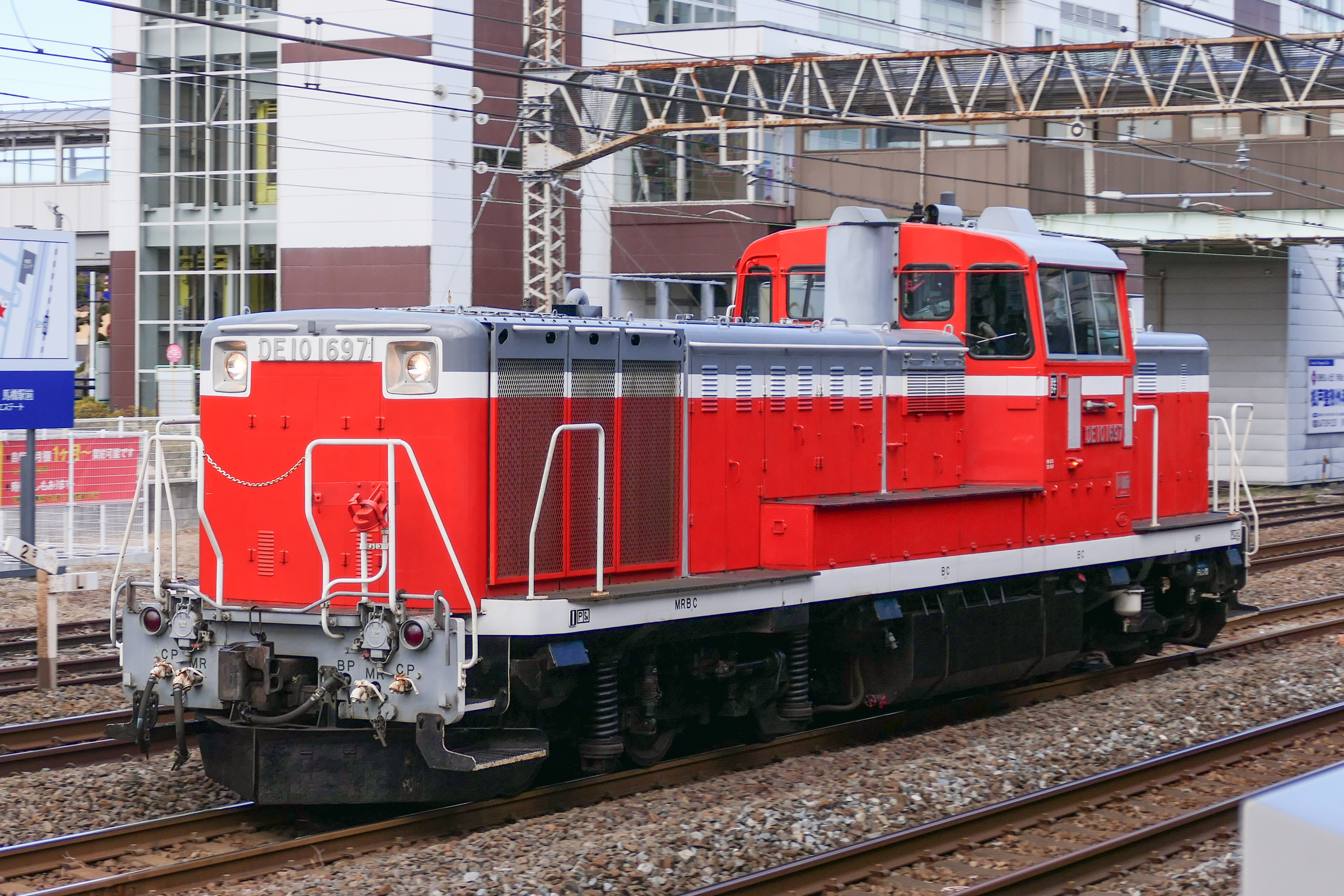
DE10形
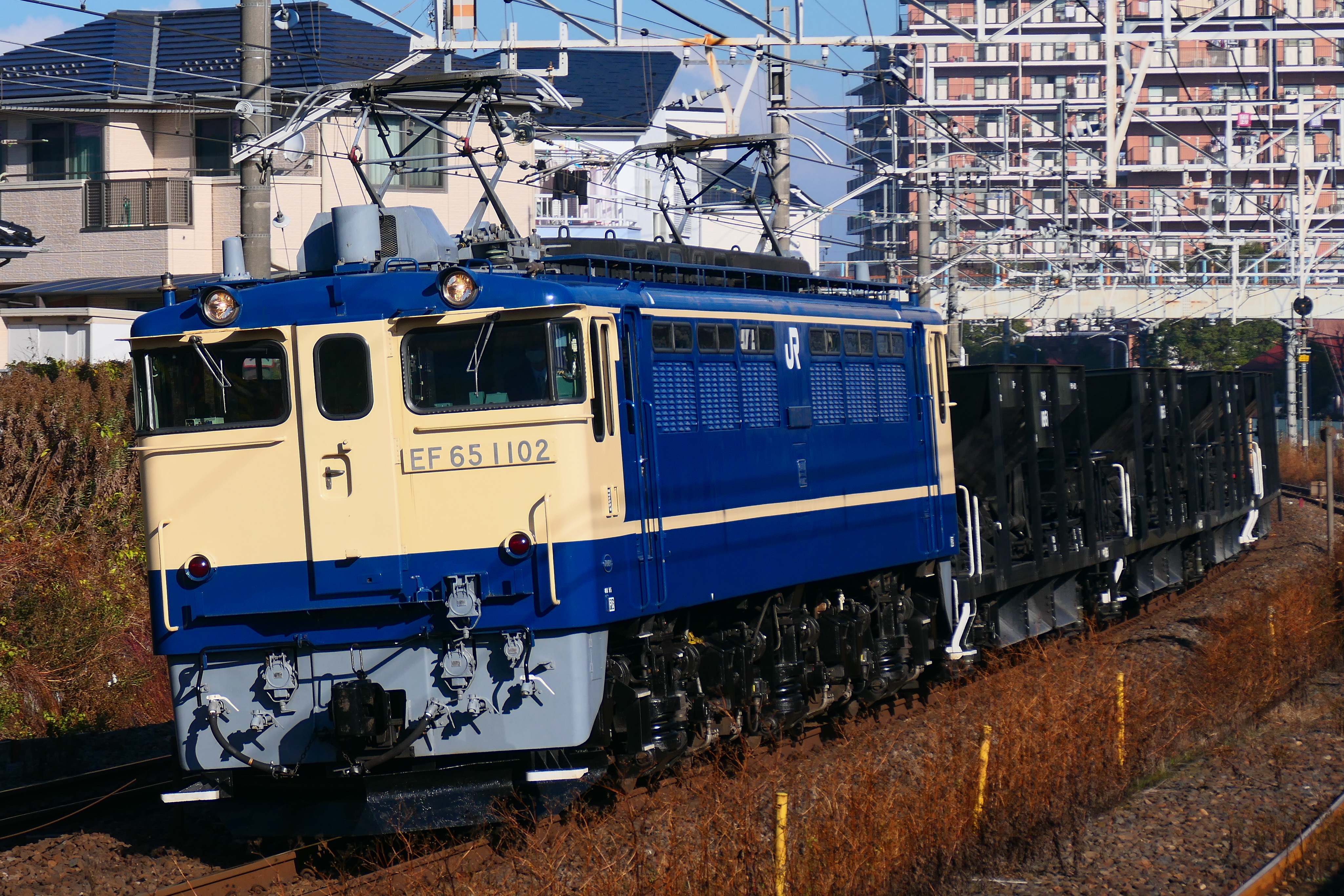
EF65形とホキ800形
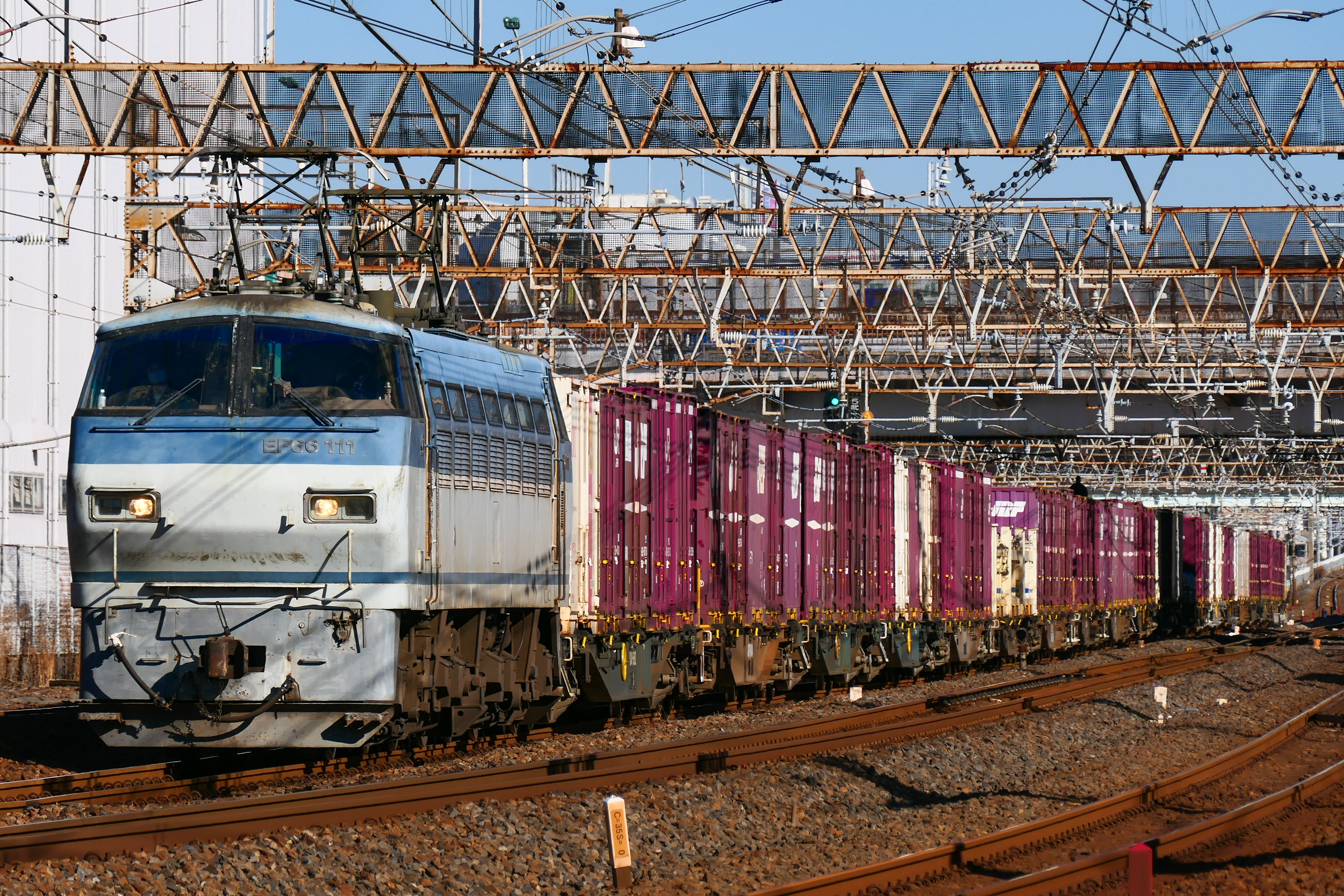
EF66形
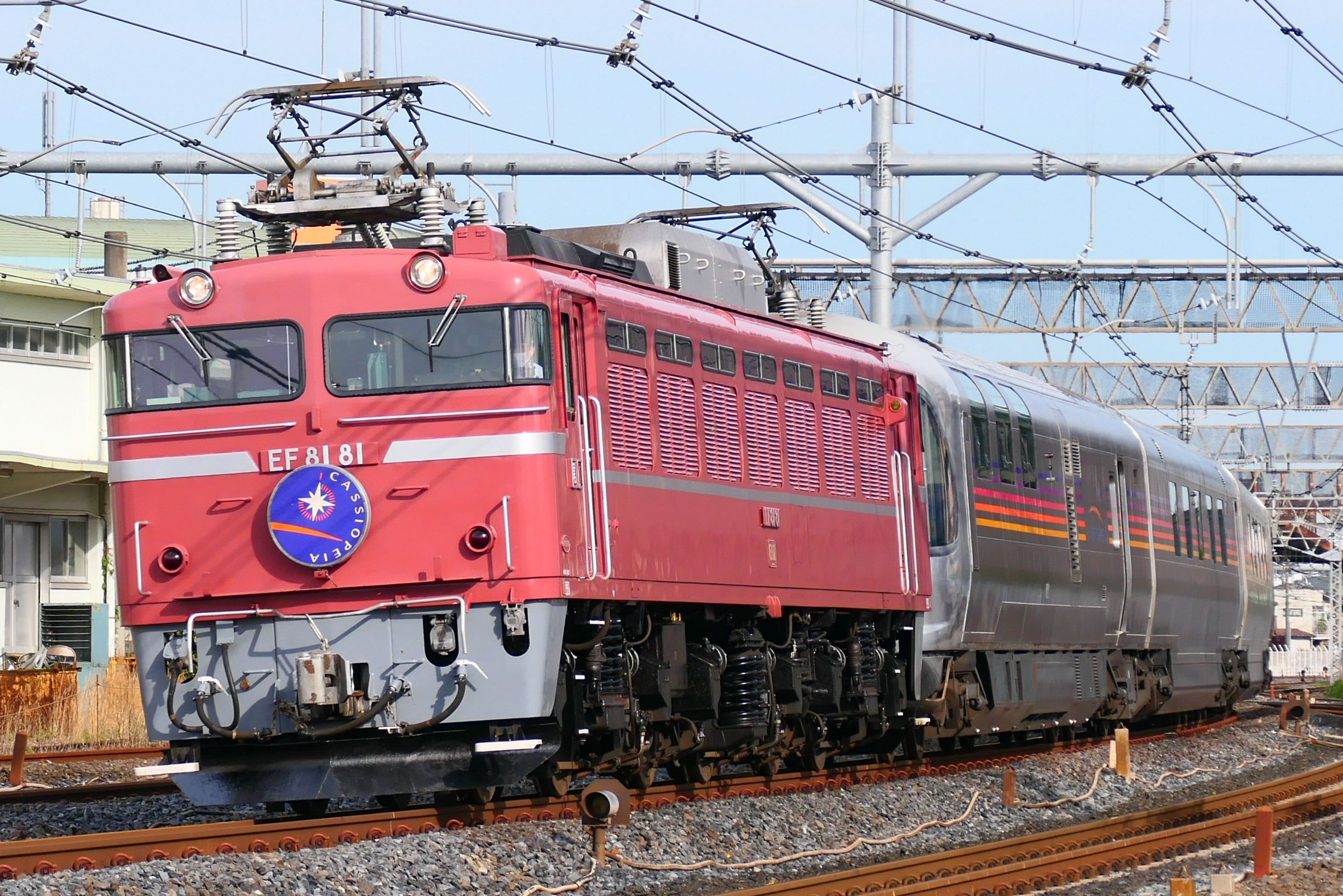
EF81形
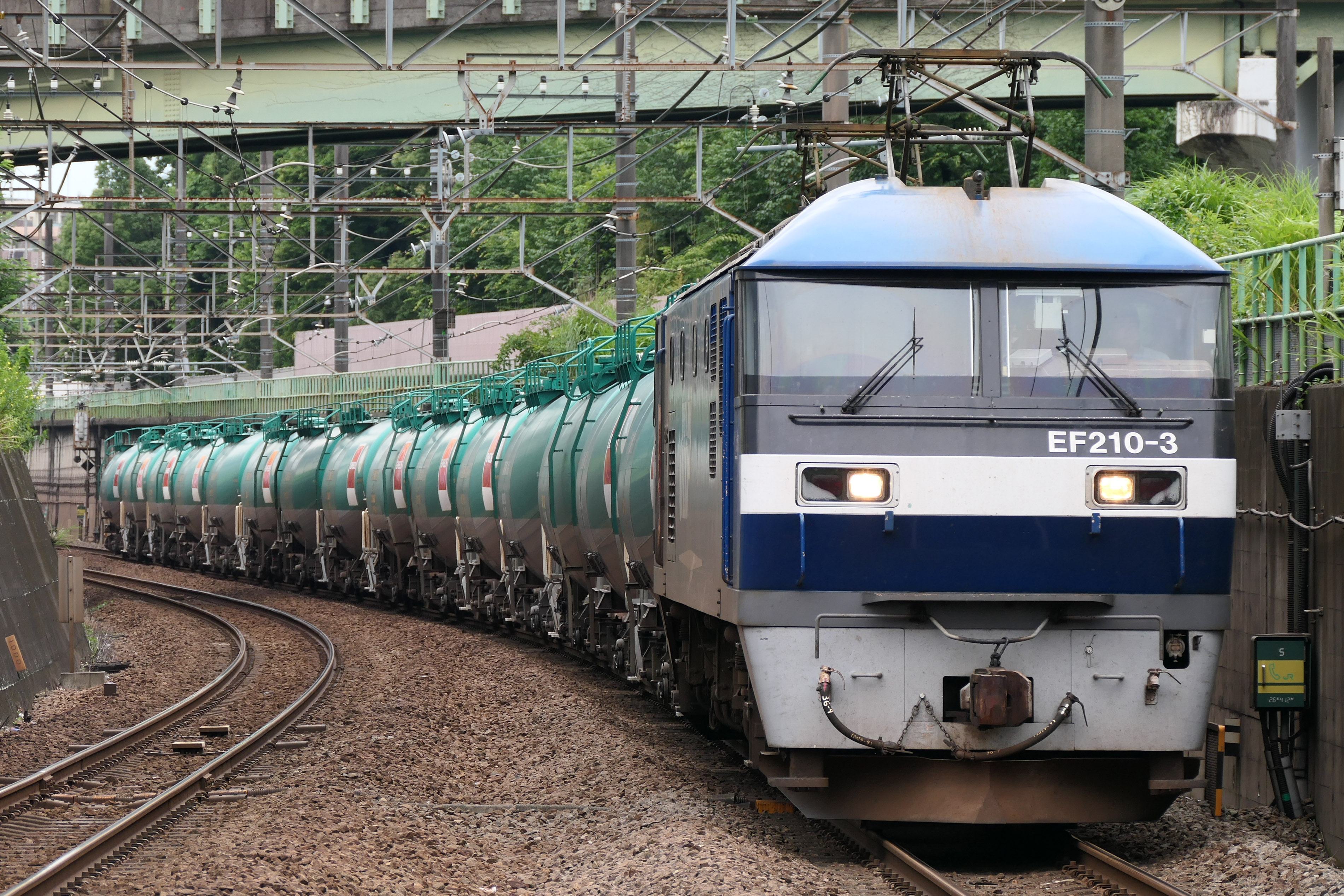
EF210形
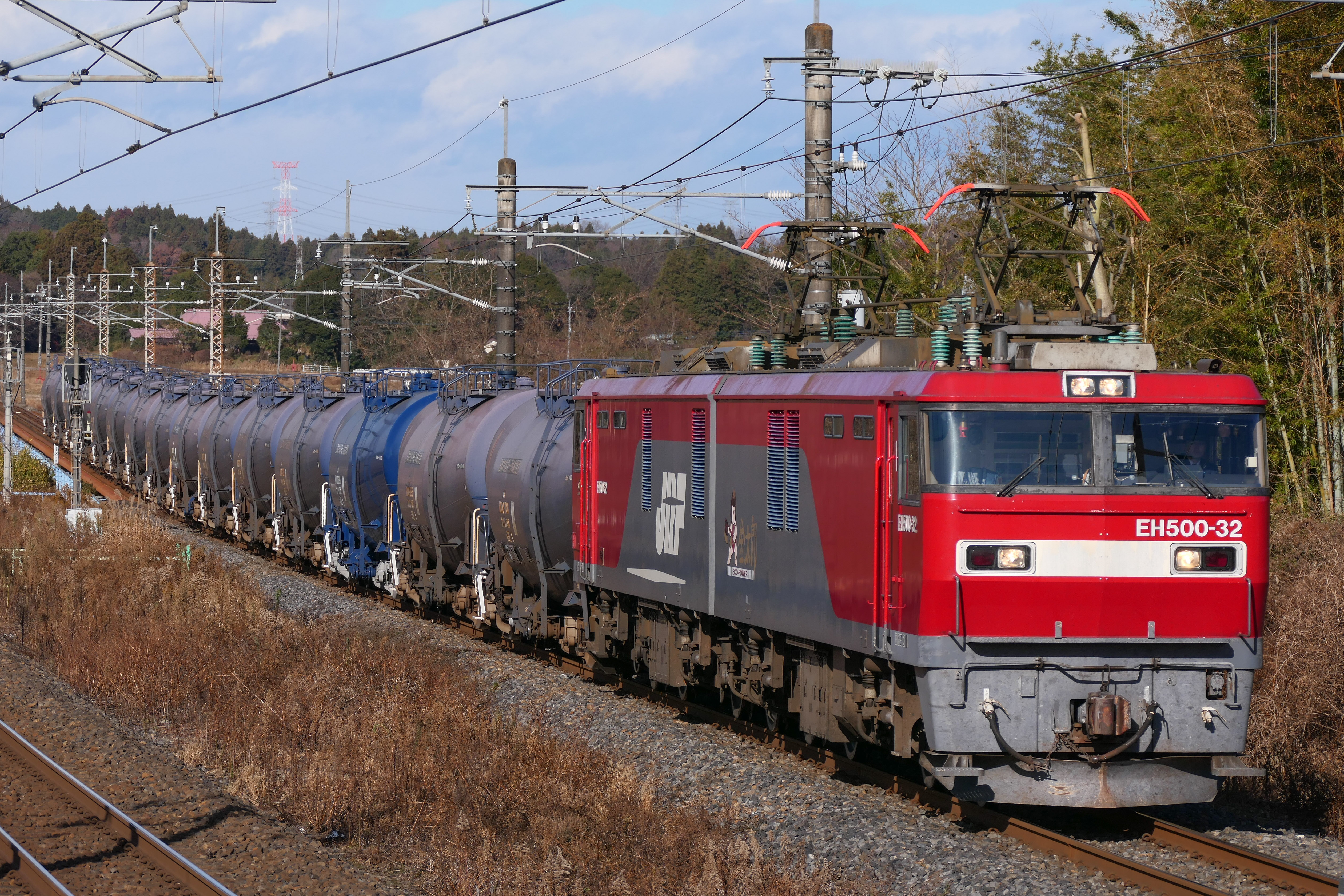
EH500形
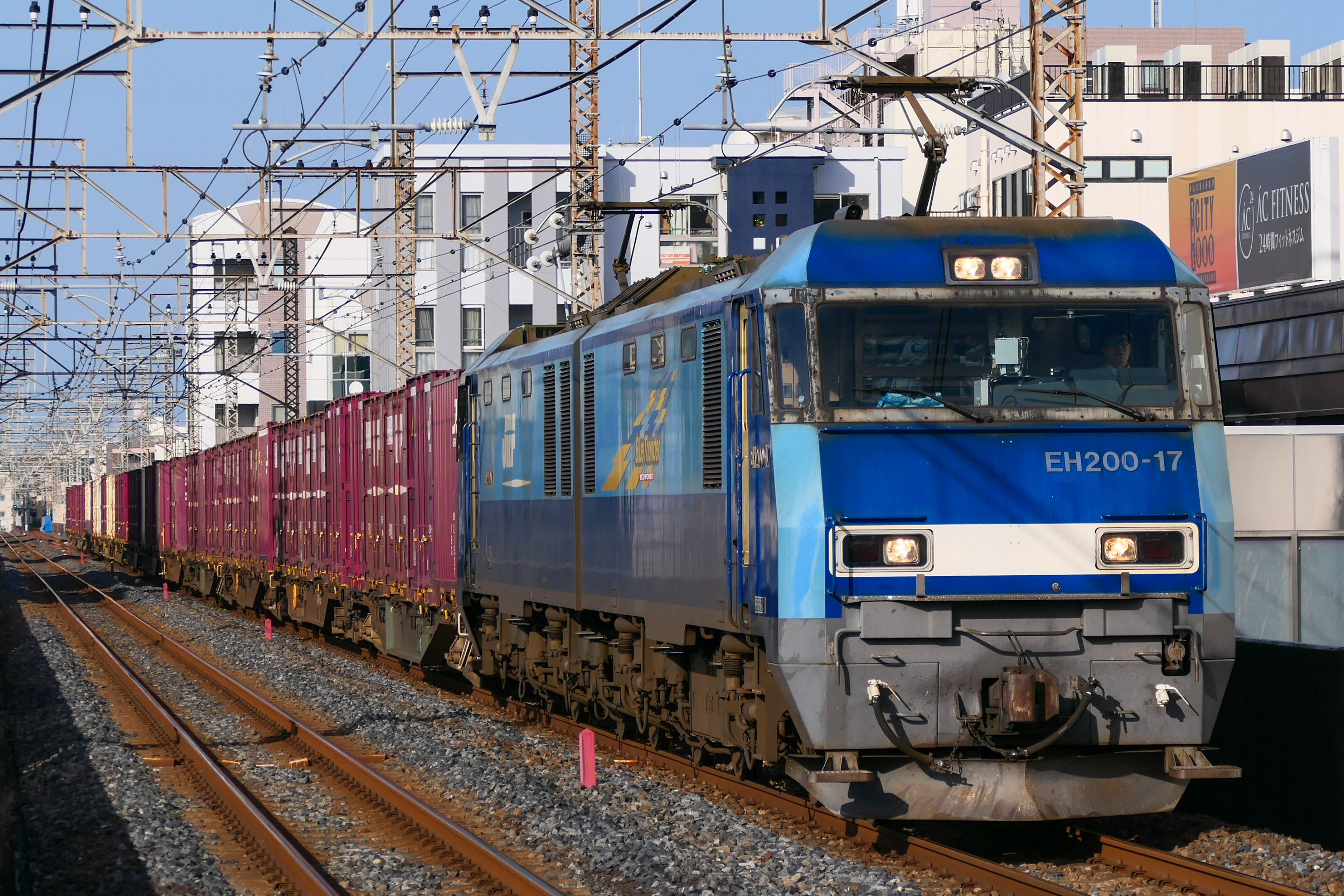
EH200形

### 過去の使用車両

#### 電車
- 485系（東武線直通特急用）
  - 小山車両センター所属で、新宿と東武日光や鬼怒川温泉駅とを結ぶ特急「日光」・「きぬがわ」で運用されていた。なお、検査時には東武100系または189系（大宮総合車両センター所属・彩野）が代走していた。
- 485系（フェアーウェイ用）
  - 新潟車両センター所属で、2009年11月までは新宿発着で土休日に臨時運行される快速「フェアーウェイ」で運用され、2010年3月13日のダイヤ改正からは後述の489系を置き換える形で2012年3月17日のダイヤ改正まで「ホームライナー古河3号」でも使用された。
  - 1号車の半室はグリーン車であるが、ホームライナーとして運用される場合は普通車として使用されていた。また、6号車は女性専用席「レディースカー」仕様であるが、「フェアーウェイ」やホームライナーとして運用される場合は一般席として使用されていた。
- 489系
  - 西日本旅客鉄道（JR西日本）金沢総合車両所所属車が2010年3月13日のダイヤ改正まで「ホームライナー古河3号」で使用された。
- 185系200番台
  - 大宮総合車両センター所属で、2014年3月15日のダイヤ改正まで平日夜の「ホームライナー古河1号」「ホームライナー古河3号」で運用されていた。4号車のグリーン車は、ホームライナーとして運用される際は普通車扱いとなっていた。
  - 特急「新特急なすの」および後身の「ホームタウンとちぎ」「おはようとちぎ」でも使用された。
- 107系0番台
  - 小山車両センター所属で、2013年3月16日のダイヤ改正まで朝の日光線直通列車で小金井 - 宇都宮間で運用されていた。
- 107系100番台
  - 高崎車両センター所属で、2両編成を2本組み合わせた4両編成で午前の両毛線直通列車として2016年まで小山 - 黒磯間で運用されていた。両毛線行きの行先方向幕には誤乗防止の措置が施されていなかった。
- 115系
  - かつては上野 - 黒磯間の宇都宮線全区間で主力として走っていたが、1986年に211系が導入されると徐々に置き換えられていき、2000年にE231系が導入されると本数を大幅に減らしていった。なお高崎線では2001年9月にE231系が導入され、同年11月30日に高崎線での運用を終了している。そして2004年10月16日のダイヤ改正で宇都宮線（上野 - 黒磯間）での運用を終了し[30]、2005年1月15日にはさよなら運転が行われた[31]。
  - 以後は、高崎車両センター所属の4両編成による両毛線直通運用のみとなり、2016年8月まで午後の両毛線直通列車で小山 - 宇都宮間に乗り入れていた。なお、両毛線行きの行先方向幕に誤乗防止の措置が施されていなかった。
- 113系
  - 横須賀線にE217系を投入した際の余剰車を増発用に34両投入した。E231系投入までの一時的なリリーフのため、朝ラッシュ時のみの運行であり、E231系投入後に撤退した。
- 103系
  - 1967年、115系を東北・高崎線など波動用輸送に充てるため、土日に限り定期列車に充当されていた[32]。充当されていた103系は、浦和区所属でB形ATSに加えてS形ATSを備えた車両（BS併設車）で、上野 - 宇都宮間と高崎線・両毛線上野 - 前橋間で運転されていた。
- 211系（3ドア車）
  - 宇都宮線および高崎線には1986年に投入された。2006年7月改正までは5両単位で編成が組まれていて、これを複数連結することで10両または15両編成として運用され、基本編成・付属編成の区別はなかった。貫通路は増結後開放され、各編成間を行き来できるようになっていた。2005年からはA編成を組み直し、4・5号車に東海道線の211系や113系から余剰となったグリーン車2両を連結し、10両の基本編成に固定する作業が順次行われた。しかし、東海道線の編成と違い、普通車のうちグリーン車と連結されている3・6号車は、かつて先頭車として使用されていた車両である。そのため、C編成は3両編成（1-3号車）と5両編成（6-10号車）の間にグリーン車を挟みこんだかのような外観となっていた。
  - 高崎線直通列車との誤乗防止のため、宇都宮線内の行先を表示する場合は側面方向幕が緑地に白抜き文字仕様となっていた。両毛線直通列車に使用されるが、両毛線高崎（方面）行きの方向幕には誤乗防止の措置が施されていない。
  - 高崎線直通を除く宇都宮線上野 - 小金井・宇都宮間における基本編成単独の10両編成、または基本編成の黒磯方に付属編成を連結した15両編成による運用は、2013年3月15日をもって消滅した[33]。
  - 高崎線直通列車（上野 - 高崎・前橋間）についても、E233系への置き換えに伴い2014年3月14日をもって運用を終了した。
  - 宇都宮線宇都宮 - 黒磯間については205系600番台の導入完了に伴い、2014年3月24日をもって一旦運用を終了したが、両毛線直通列車が107系100番台から当系列に置き換えられ、運用が復活した[34]。しかし2017年3月3日のダイヤ改正で午前の両毛線直通列車が廃止され、宇都宮 - 黒磯間での運用はなくなった[35]。
  - その後も高崎車両センター所属の4両編成が両毛線直通列車として小山 - 宇都宮間に乗り入れていたが、2019年3月16日のダイヤ改正で廃止され、宇都宮線での定期運用は消滅した[36]。
- 205系600番台（4ドア車）
  - 小山車両センター所属で、4両編成4号車にトイレが設けられていた。
  - 宇都宮 - 黒磯間（一部小金井 - 黒磯間）において単独の4両編成、または2本連結した8両編成で運用されており、宇都宮線内の行先を表示する場合は211系同様方向幕が緑地に白抜き文字仕様となっていた。
  - 前述の211系の一部の運用を置き換える形で、2013年8月24日より運用を開始した。2014年3月25日には、すべての211系の置き換えを完了した。
  - 日光線用も、朝の日光線直通列車で小金井 - 宇都宮間で運用されていた。
  - 2022年3月11日で運用終了。

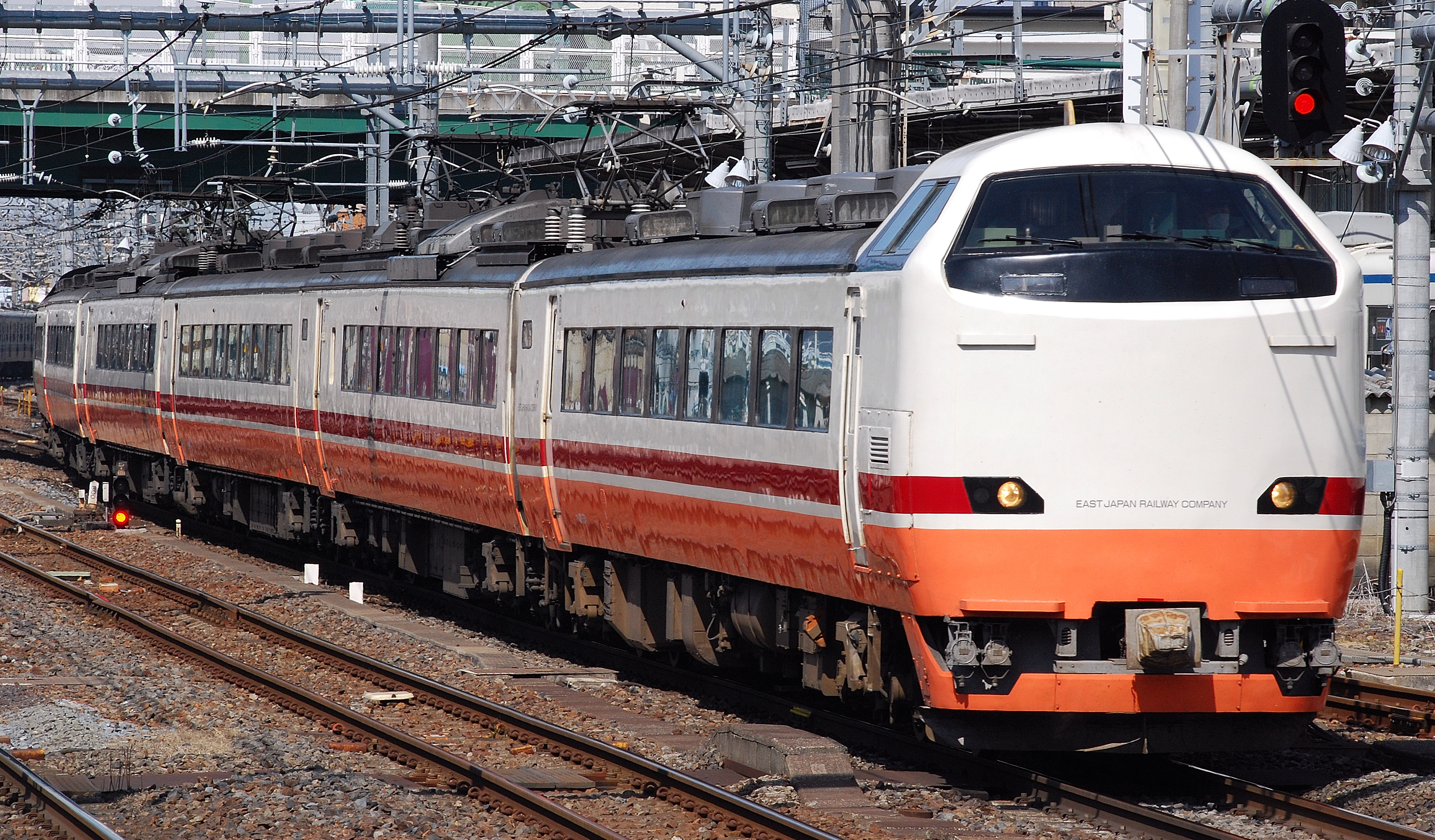
485系（東武線直通特急）
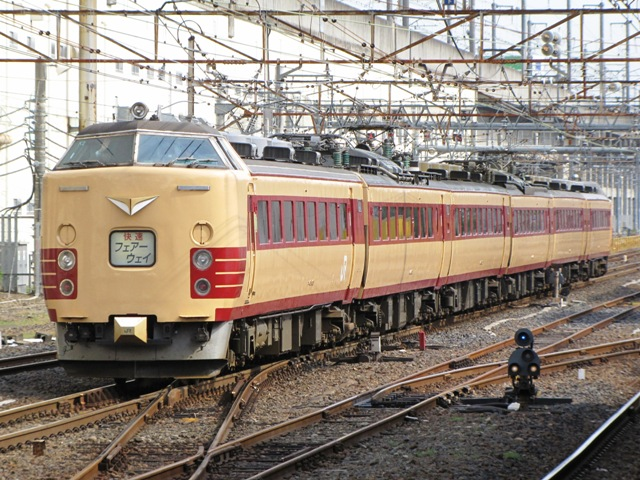
485系（フェアーウェイ）
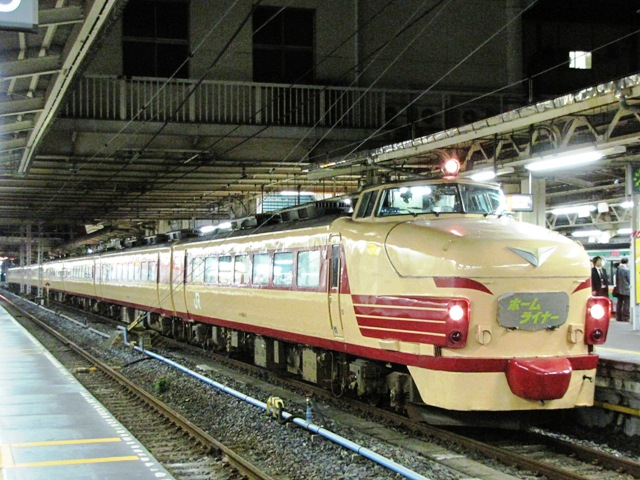
489系
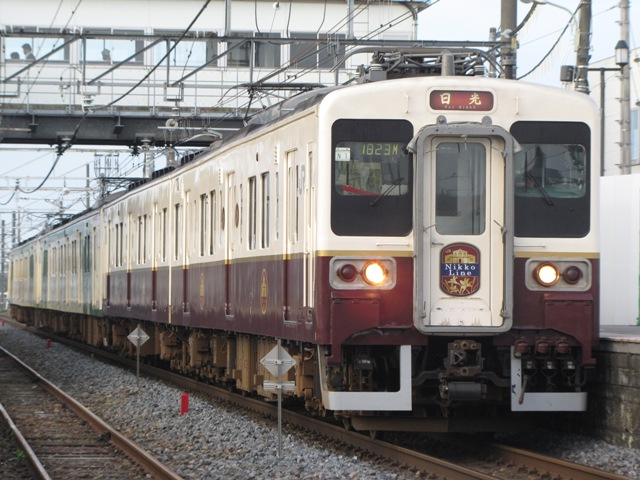
107系0番台
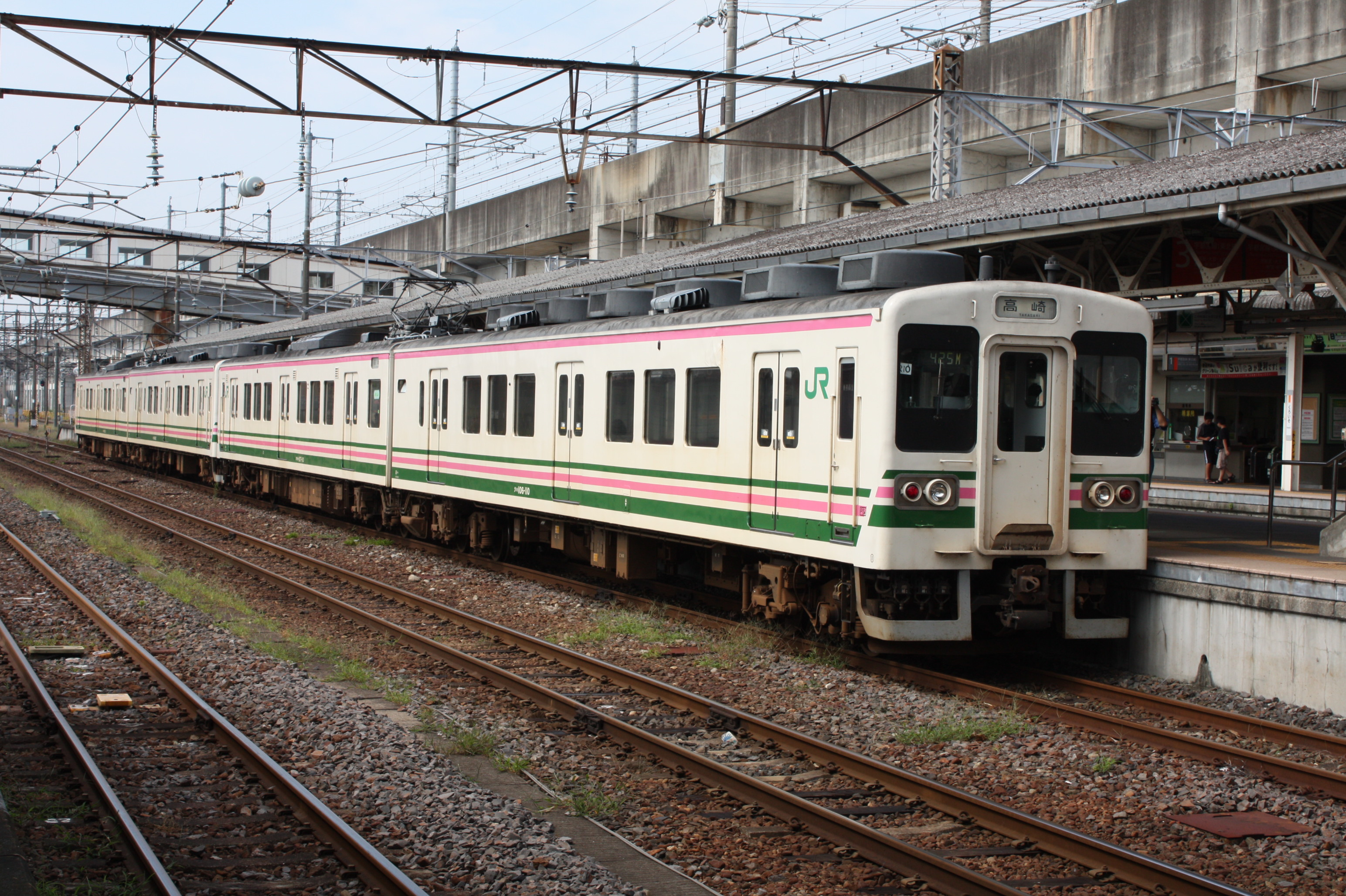
107系100番台
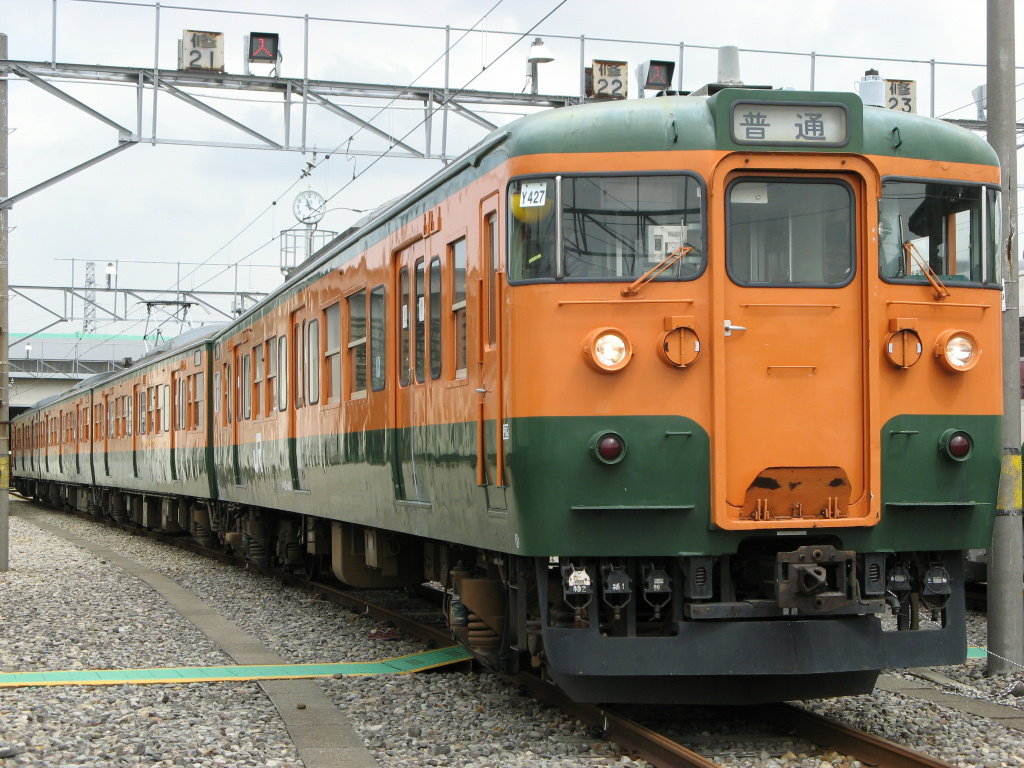
115系
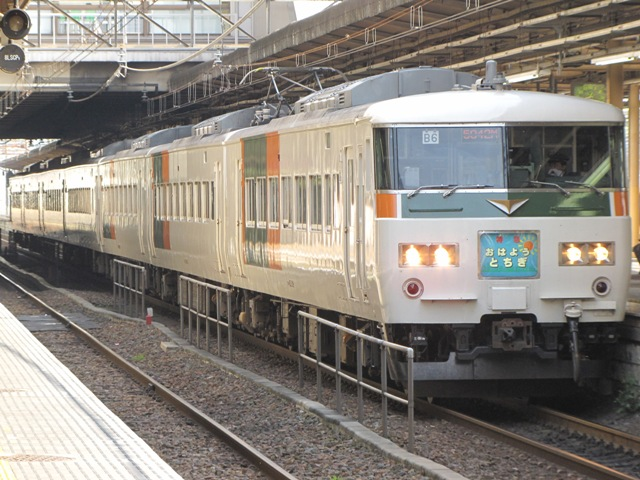
185系200番台
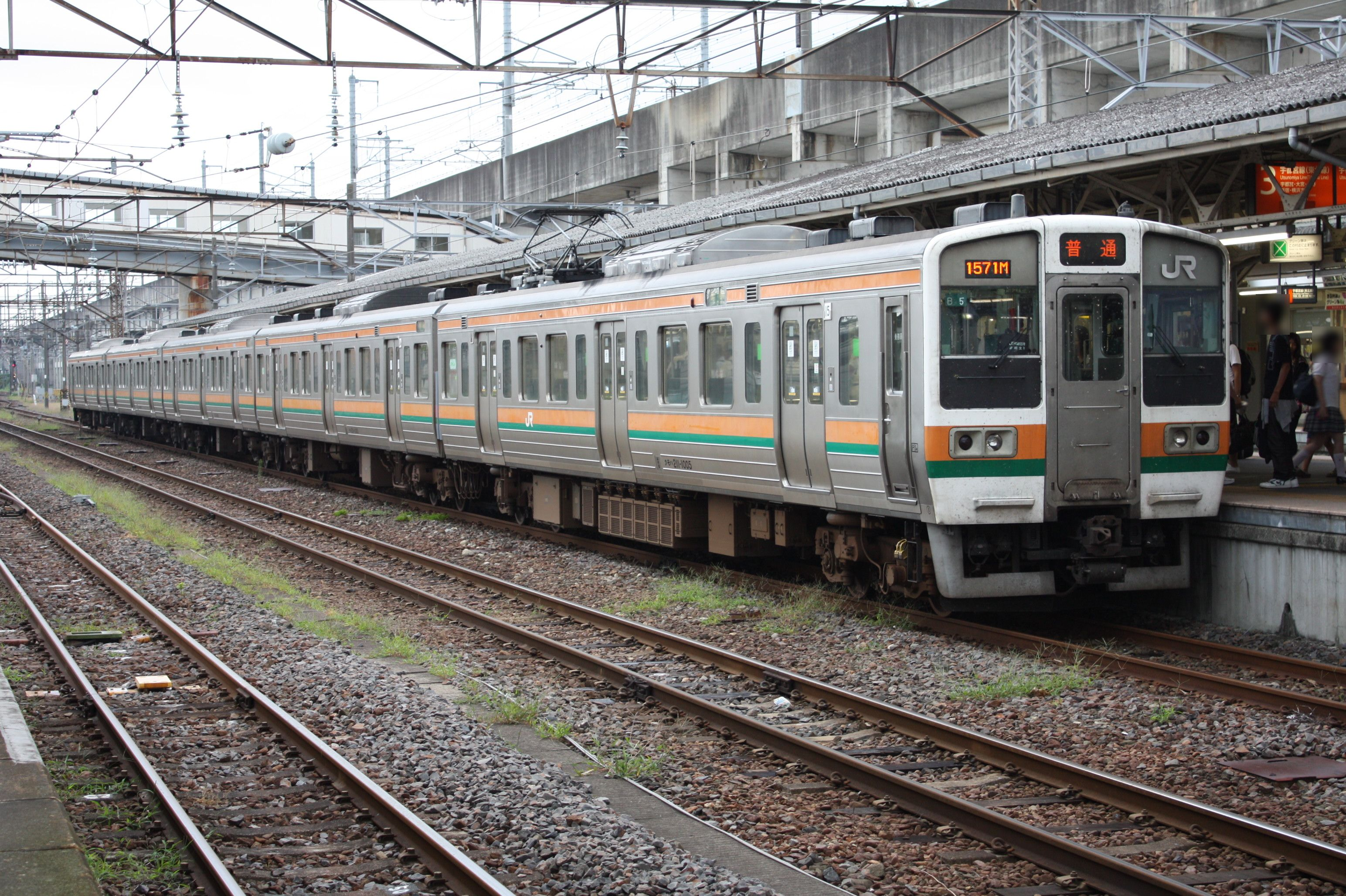
211系
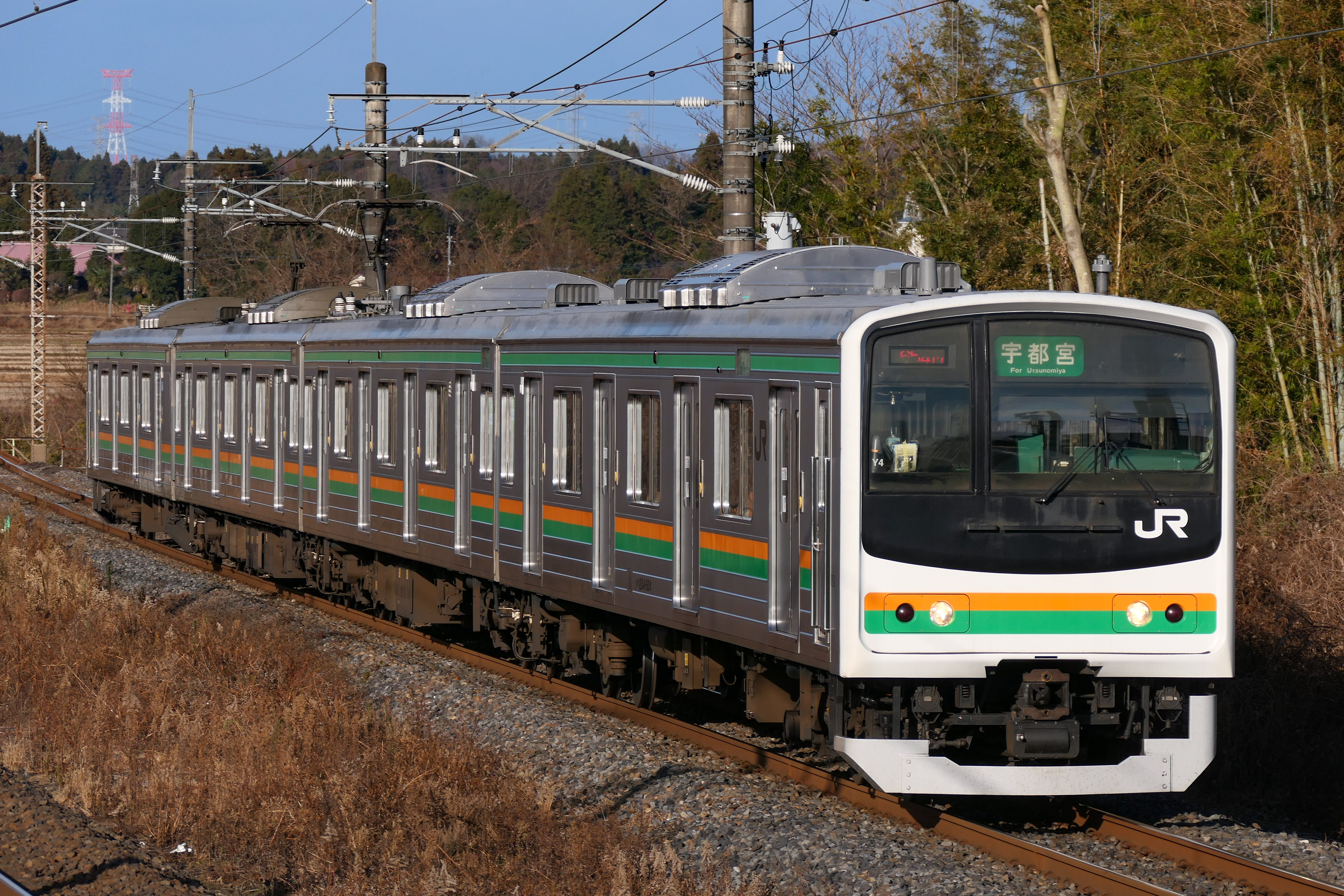
205系600番台（元京葉線）
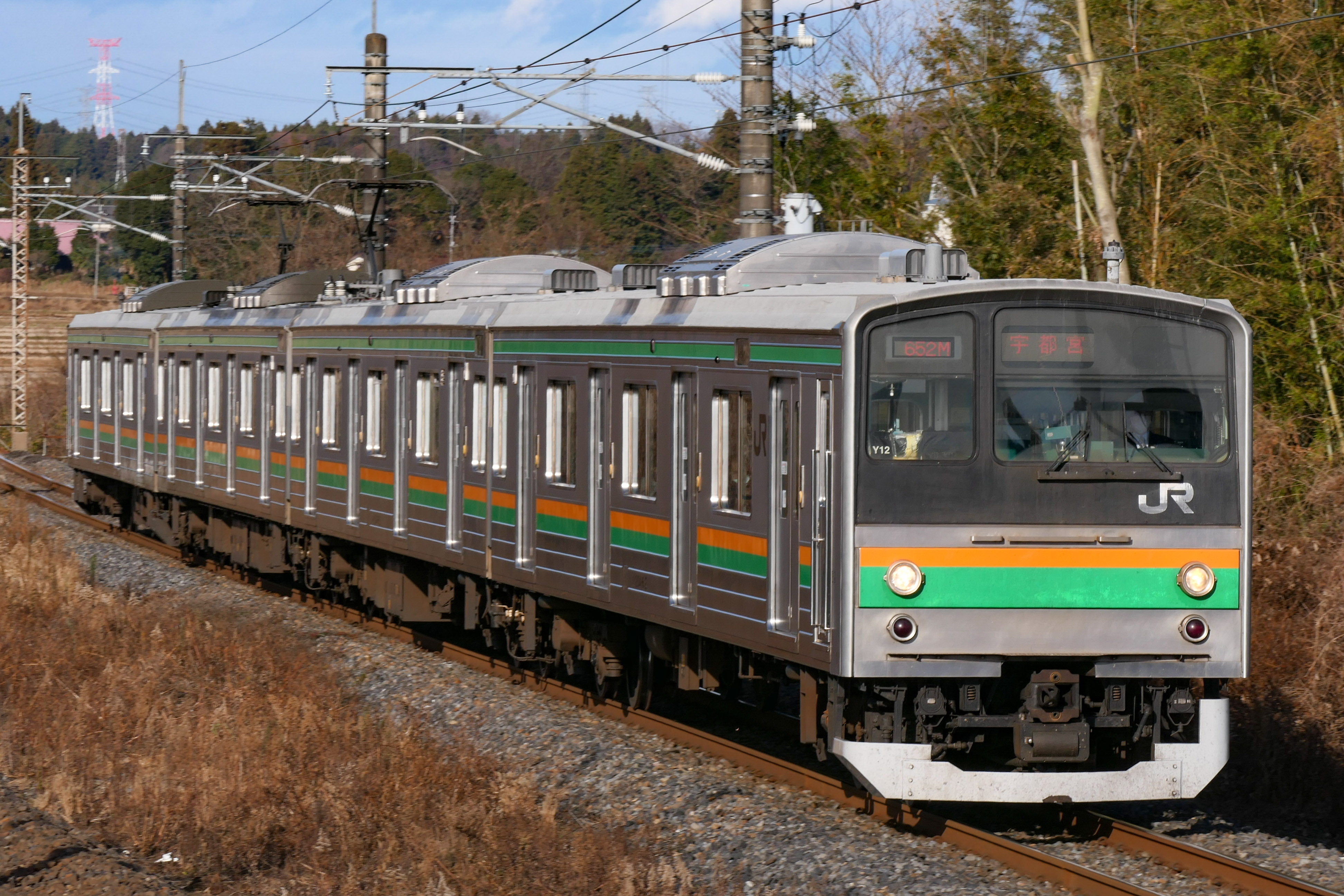
205系600番台（元埼京線）

#### 気動車
- キハ40系（2ドア車）
  - 宇都宮運転所所属の烏山線用のディーゼル気動車が宇都宮 - 宝積寺間に乗り入れていた。宇都宮線内では定期運用を有する唯一の気動車であった。烏山線列車は宇都宮線内でもワンマン運転を行っていたが、すべてのドアから乗降可能となっていた。2017年3月4日のダイヤ改正でEV-E301系に置き換えられ、運用を終了した[報道 20][新聞 6]。

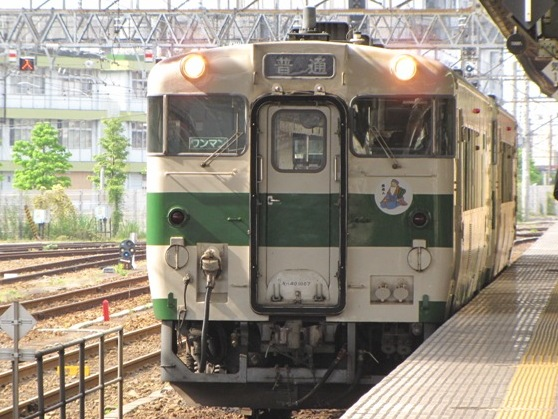
キハ40系

#### 機関車
- 電気機関車
  - EF64形1000番台 - 愛知機関区所属機が宇都宮貨物ターミナル駅以南で運用されていた。
  - EF65形2000番台 - 新鶴見機関区所属機が宇都宮貨物ターミナル駅以南で運用されていた。
  - EF510形500番台 - 田端運転所所属機が寝台列車牽引用および一部貨物列車牽引用（大宮駅以南）として運用されていた。

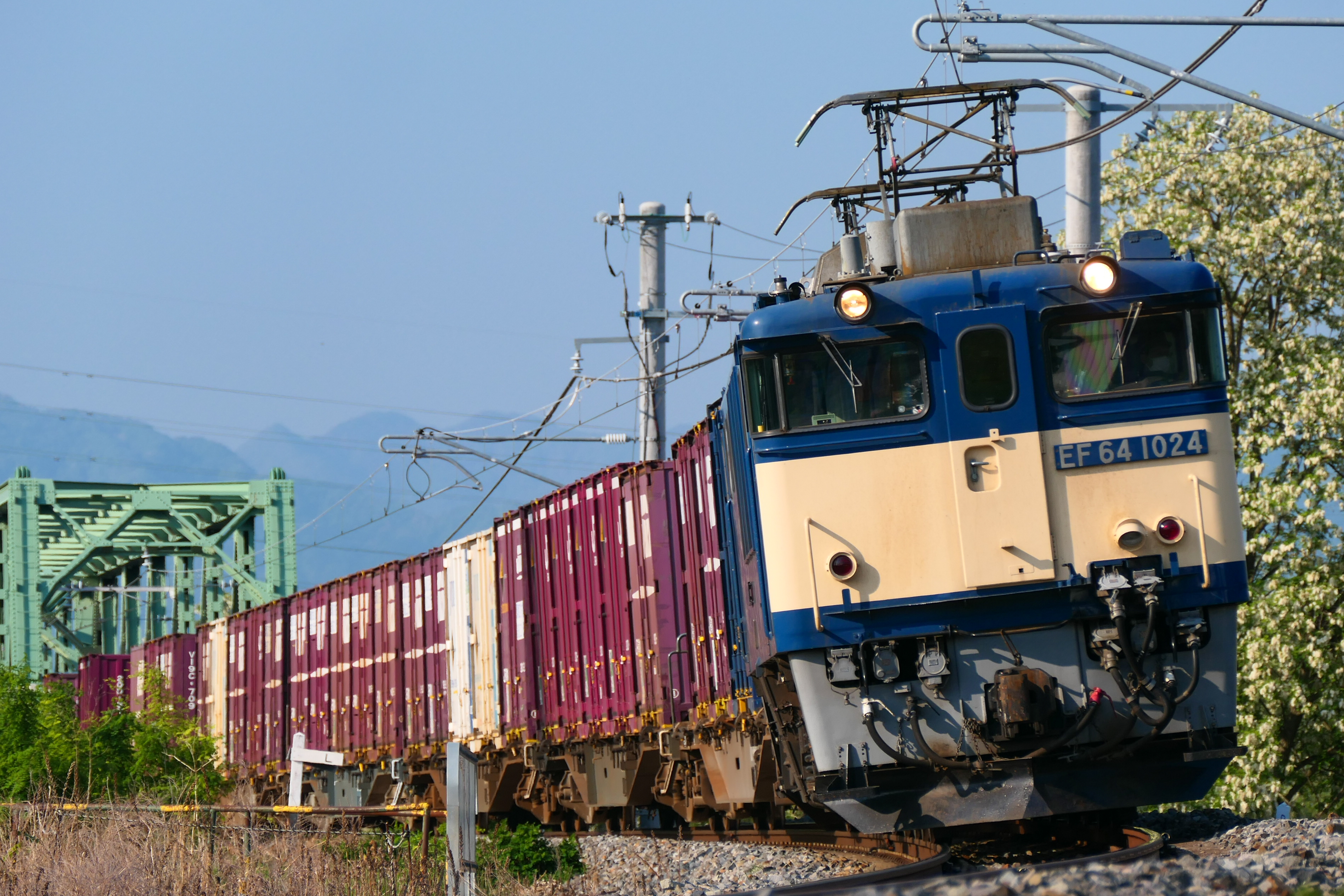
EF64形1000番台
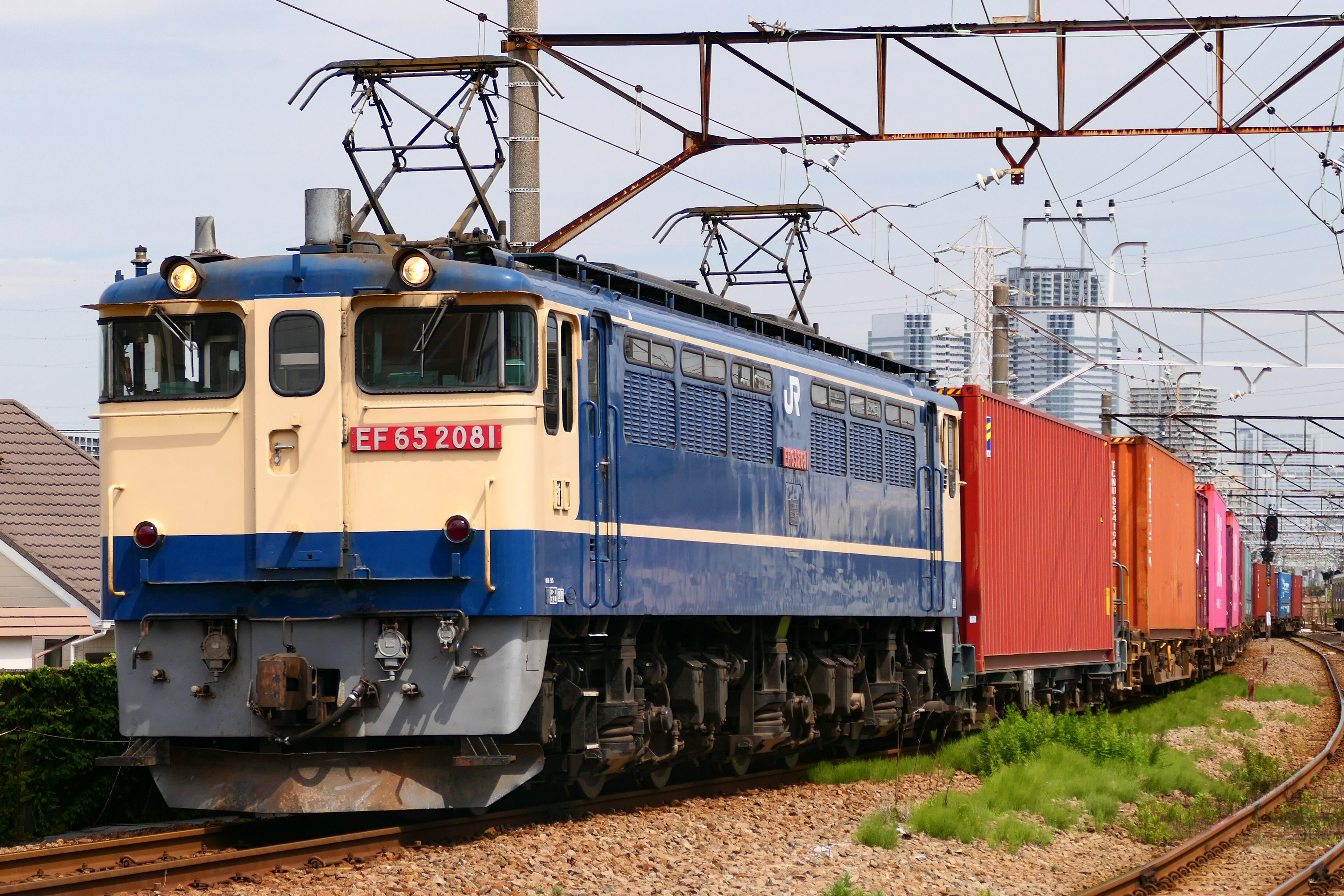
EF65形2000番台

#### 客車
- 24系
  - 寝台特急「北斗星」などで使用。
- E26系
  - 寝台特急「カシオペア」で使用。

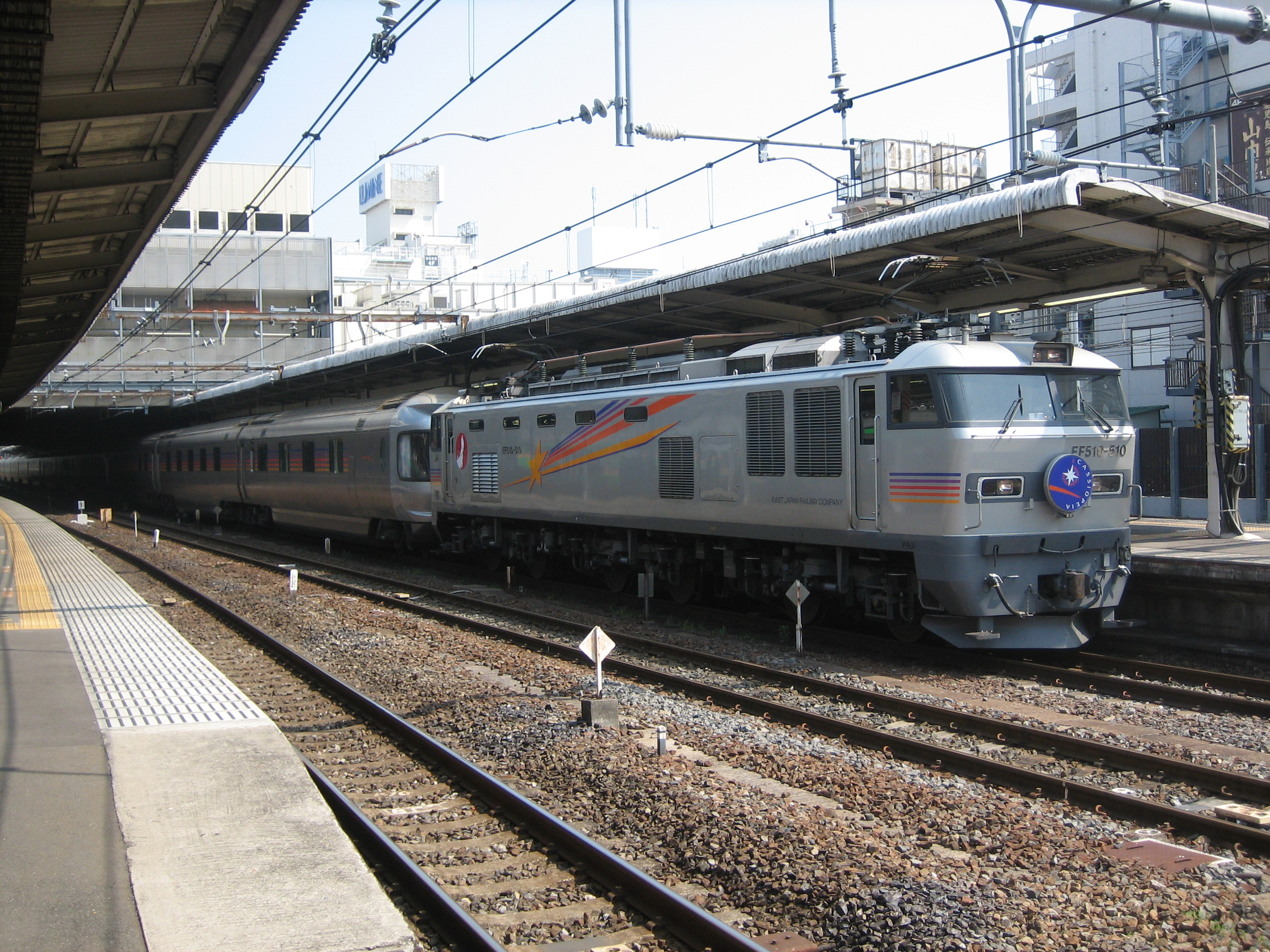
EF510形電気機関車の牽引によるカシオペア
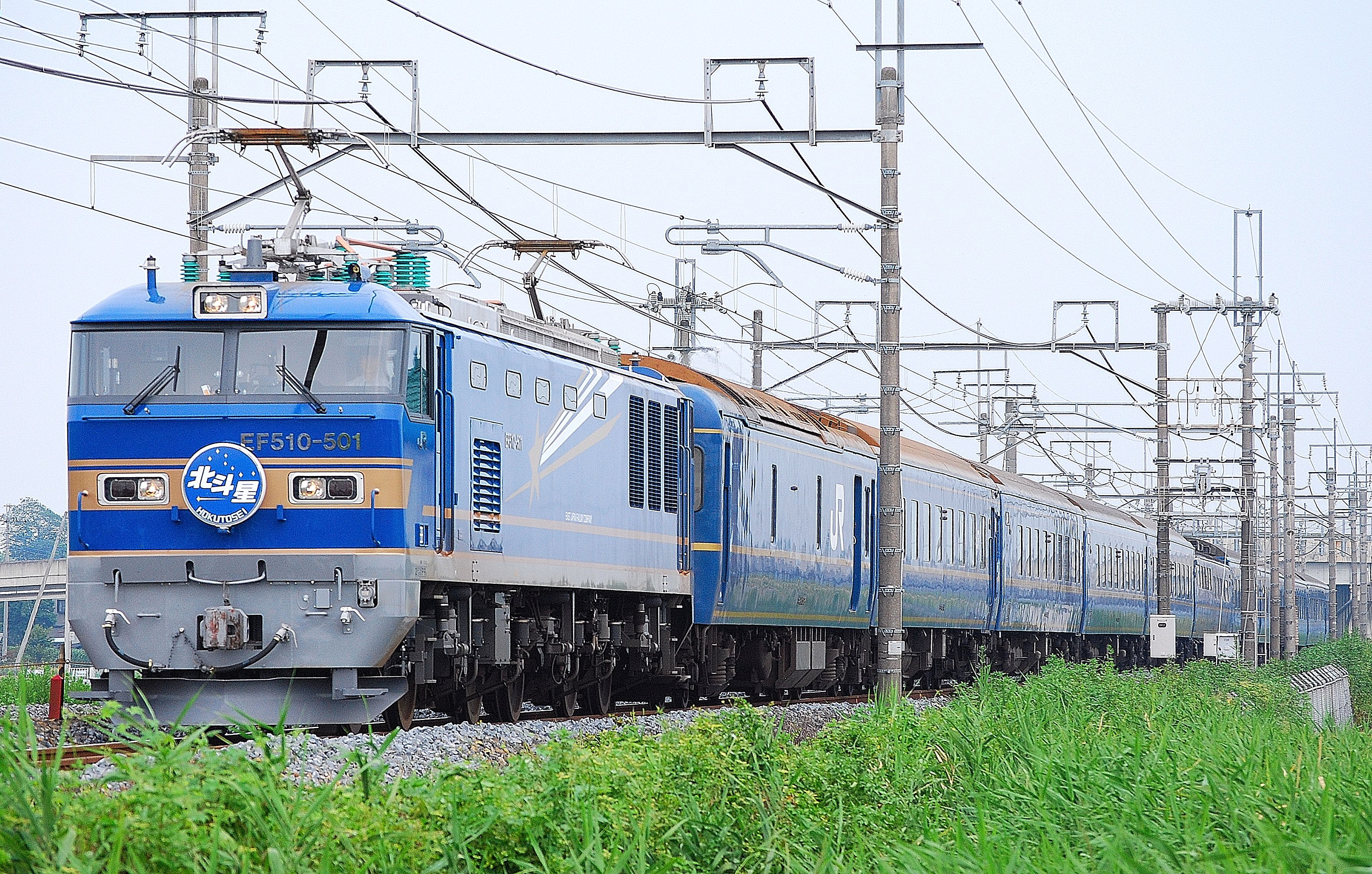
EF510形電気機関車の牽引による北斗星

## 沿線概況

### 東京 - 赤羽
東海道線から直通してきた（一部東京駅始発あり）上野東京ラインの宇都宮線列車（および高崎線・常磐線列車）は、東京駅を発車すると、しばらく東北新幹線や山手線・京浜東北線と並走した後、東京駅の他のホームより高い1・2番線から下ってきた中央線快速電車と並走し始め、すぐに首都高速都心環状線の高架下を5複線でくぐる。すると逆にこちらが上り坂となり、神田駅付近で新幹線上の高さ約20メートルの多重高架区間を走る。昔の旧東北本線列車線は現在の新幹線の位置を走っていたが、神田駅付近を新幹線が通るスペースが確保できなかったために、東北本線列車線がいったん撤去された経緯がある。30年以上経った2015年（平成27年）3月14日に、山手線・京浜東北線 東京駅 - 上野駅間の混雑を緩和するために新幹線上に建設された東北本線列車線の高架（東北縦貫線）が供用を開始し、上野東京ラインとしてそれまで上野駅止まりだった宇都宮線（および高崎線・常磐線）の一部列車が走るようになった。神田駅の上空を通り、この先大宮駅まで並走する旧中山道との最初の交差を過ぎると、すぐに下り坂となる。神田駅からの下り坂のうち、秋葉原駅直前の部分は、神田川橋梁（山手線・京浜東北線と合わせて一本の橋）と都道のガード部分で、ここから上野駅までは旧東北本線列車線の高架を再活用している。従来は地面と平行だったが、神田駅方面のアプローチ部として急坂にする必要があったため、橋梁部の上には新しい高架を載せ、ガード部はいったんジャッキアップして東京方と上野方で高さを変えた橋脚に造り替えて角度が付けられた。秋葉原駅の横を通過する途中で再び地面と平行になり、山手線・京浜東北線と同じ高さとなる。新幹線は下って地下へと進む。山手線・京浜東北線と同じ高さとなった直後に中央・総武各駅停車の高架をくぐる。秋葉原駅を過ぎると、右側の新幹線が下っていった所へ覆い被さるように4本分の線路の終端部が現れる。これは、上野駅始発・終着列車用の電留線で、上野駅構内扱いである。以前は現在の本線部を含め、6本分の線路に常時宇都宮線・高崎線・常磐線の車両が停車していたが、2015年3月14日の上野東京ライン開通により、ここにつながる上野駅高架ホーム5 - 9番線を発着する始発・終着列車が大幅に減少したため、普段の利用頻度は下がっている。さらに進むと、電留線から延びる回送線が上り線（東京方面）の横に並走、線路が3本となる。京浜東北線寄りの下り線は上野駅5番線、中央の上り線は同6番線、外側の回送線は同7 - 9番線につながっており、御徒町駅付近でそれぞれ目的の線路へ転線し、上野駅へ到着する。東京駅からの宇都宮線下り列車は主に5番線（一部6番線）に到着、東京駅方面に向かう宇都宮線上り列車は7番線（一部8番線）から発車する。上野駅はかつて東北・信越・北関東方面のターミナル駅としてにぎわったが、1991年には東北新幹線が東京駅発着となり、また宇都宮線・高崎線の上野駅始発・終着列車のおよそ3分の1が、2001年に運行を開始した湘南新宿ラインに振り分けられるなどした影響で、利用客数が減少傾向にあった。さらに、湘南新宿ラインの運転開始後も残った上野駅発着のうち、7割程の列車が2015年に運行を開始した上野東京ラインとして東京駅方面に直通し、途中駅となってしまったため、減少に拍車がかかる可能性がある。ただ、駅周辺には上野動物園や国立科学博物館、国立西洋美術館、東京文化会館などの大規模文化施設が集まり、休日になるとにぎわいを見せている。上野駅界隈の施設・店舗は、上野東京ラインの開通により、東海道線方面向けの集客宣伝を強化している。
上野駅では、東京駅からの列車（一部始発列車含む）は高いホームから、上野駅始発列車（一部除く）は専用の低いホームからそれぞれ宇都宮線列車として発車する。上野駅を出てしばらくの間、ポイント上を通過するなど徐行運転を続ける。高いホームと低いホームからの線路が同じ高さに集まり、通過する鶯谷駅・日暮里駅付近からスピードを上げて常磐線の複線を東に分けた後、山手線・京浜東北線の西日暮里駅 を通過する付近で並走していた両線（複々線）および東北新幹線の複線と分かれて高架を走り、常磐線貨物支線（田端貨物線）をまたいで新幹線操車場の東側を進み尾久駅に停まる。この上野駅 - 尾久駅間は回送線の意味合いから複々線区間となっており、上野駅の高いホームを発着する列車は複々線の外側の線路を、また低いホームを発着する列車は複々線の内側の線路を通り、途中の井堀信号所で分岐・合流する。まず高架ホーム発と地上ホーム発の線路間に操車場方面の線路をそれぞれから分岐・合流、高架を下って、本線の下をくぐる立体交差で操車場へ向かう。本線はその後、合流し、尾久駅方面につながる。かつてはこの区間で、上野駅発着の客車列車の推進回送が行われていた。尾久駅は1面2線で、東京都区内にあっては小さな駅であるが、構内に客車操車場があり、留置線、洗浄線、尾久車両センター（旧尾久客車区）の検修庫、田端運転所があり、宇都宮線・高崎線・常磐線・東海道線の車両が留置されているほか、かつては日中は寝台特急「北斗星」、「あけぼの」などに使用されていた機関車（EF81形＝田端運転所、EF64形1000番台＝長岡車両センターなど）や客車編成（24系・14系）が留置されていた。同構内は電化部分と非電化部分が混在することもあって、客車の入れ換え用機関車としてDE10形やDE11形（高崎車両センター高崎支所）が常駐する。

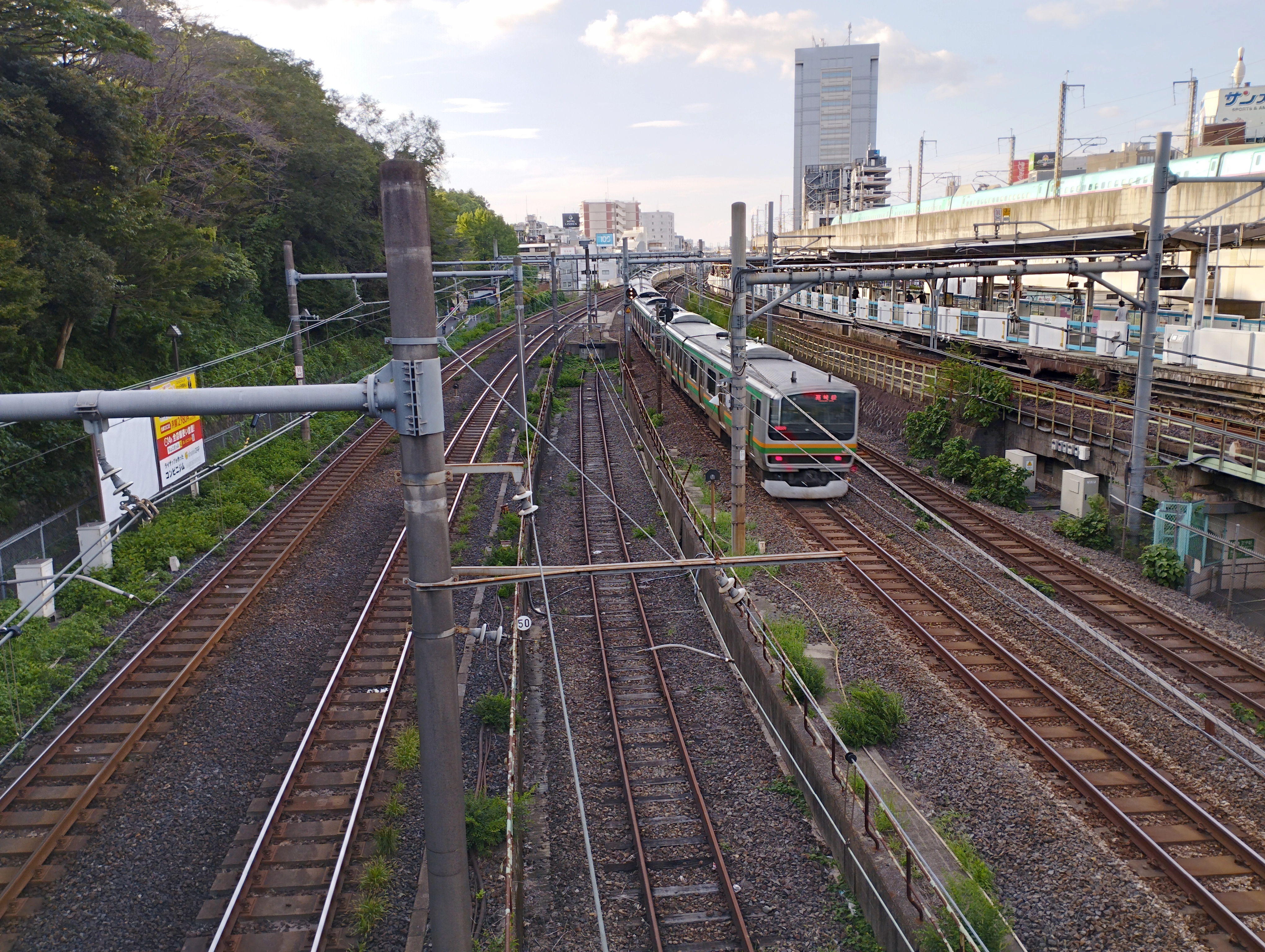
王子駅飛鳥山公園付近。左から東北貨物線（上下）、引上線、宇都宮線（上下）

尾久駅を出ると駅西側の構内留置線をまとめるように西に向けてカーブを切り（赤羽方は平面交差で操車場から合流・分岐）、すぐに進路を北西に向けて尾久駅の西側を走っていた東北新幹線高架および京浜東北線・東北貨物線（湘南新宿ライン）の各線路と合流する。東北新幹線と京浜東北線は当線路をまたいで東側に出るが、東北貨物線はそのまま当線の西側を併走する。旅客線を走る上野東京ラインや上野駅発着列車と、貨物線を走る湘南新宿ラインは、ここからさいたま新都心駅手前まで停車駅・速度ともにほぼ同じなので、同区間で並走するシーンも数多く見られる。間もなく都内有数の桜や紫陽花の名所で知られる飛鳥山公園の丘陵地の東裾を経て京浜東北線王子駅を通過する。平坦な直線区間を通って京浜東北線東十条駅を通過すると高架に上がり、西から来る埼京線と合流すると赤羽駅に着く。赤羽駅は宇都宮線としては東京都内最北端の駅であり、都区内から埼玉県に伸びるJR在来線（京浜東北線・宇都宮線・湘南新宿ライン・埼京線）の結集地点になっている。駅の東側には繁華街が形成され、地下鉄南北線・埼玉高速鉄道線の赤羽岩淵駅も徒歩圏にある。

### 赤羽 - 大宮
赤羽駅を出ると東北新幹線と埼京線の高架を西に分け、まもなく新河岸川の新河岸川橋梁、荒川の荒川橋梁を渡って埼玉県川口市に入る。新河岸川はこの下流の岩淵水門付近で荒川下流隅田川となる。赤羽駅から大宮駅にかけては、東側から電車線（京浜東北線）、列車線（宇都宮線・高崎線・上野東京ライン）、貨物線（湘南新宿ライン）の3複線が走り、走行速度も110-120 km/hとなる。沿線には広い緑地帯を持つ高層マンション群（川口、蕨、浦和、さいたま新都心など）や駅前の複合ビルが林立する。埼玉県に入るとまず京浜東北線の駅である川口駅を通過する。川口は江戸期に隆盛した舟運によって特産品の鋳物を江戸に供給し発展を遂げた。沿線は鋳物工場の集積地であったが、東京のベッドタウンとしてタワーマンションが林立し、人口が増加している。京浜東北線の西川口駅、蕨駅を通過し、東京外環自動車道をアンダークロスして線路東側にさいたま車両センター（旧浦和電車区）を眺めると京浜東北線と武蔵野線との乗り換え駅である南浦和駅を通過する。西に神代からの歴史がある調神社の境内林や武蔵浦和駅周辺の高層マンションを見ながら高架に上ると埼玉県庁最寄り駅の浦和駅に着く。さいたま市役所の最寄り駅でもあり、埼玉県警察、地方裁判所といった官庁街が広がる。駅前は浦和区（旧浦和市中心部）の中心繁華街で、西口には伊勢丹浦和店・浦和コルソ、東口には浦和パルコといった商業施設があり、駅ビル（アトレ）もある。埼玉会館、県立文書館、うらわ美術館（浦和ロイヤルパインズホテル内）なども所在する。高層マンションの建設が相次いでいる一方、駅からやや離れた常盤や別所などの低層住宅地は高級住宅街として知られている。
浦和駅を出ると高架を下り、新浦和橋・浦和橋をくぐって、旧中山道と再び交差すると、京浜東北線の北浦和駅を通過する。周辺は近代美術館や浦和高校があり、浦和画家に代表される文教都市となっている。北浦和駅を過ぎ北に向けてカーブした付近で、東北貨物線線路の上下線の間に武蔵野線大宮支線が地上に顔を出す。この線路の与野駅 - 大宮駅間は東北貨物線の複々線部となっており、大宮駅を発着して武蔵野線・中央線・京葉線方面を結ぶ「むさしの号」や「しもうさ号」などの列車が同線経由で運行されている。京浜東北線与野駅を通過するとさいたま新都心が見えてくる。東北貨物線が大宮操車場に入るとまもなくさいたま新都心駅に停車する。さいたまスーパーアリーナやさいたま新都心合同庁舎の最寄り駅となっているが、大宮操車場には旅客駅設備がないため、貨物線を走る湘南新宿ラインや武蔵野線直通列車は通過となる。
さいたま新都心駅・大宮操車場を出ると、上り旅客線と高崎線からの上り列車が使用する線路の合流地点がある。また、東北貨物線は操車場の留置線群をまとめ下り2線・上り1線となる。そして下り線が大宮駅構内の西側辺縁に沿って大きく反れ、上り貨物線が下り旅客線および高崎線からの上り列車が使用する線路の下をくぐって上り旅客線との間に入る。下り貨物線も近づいてくると、西から東北新幹線や埼京線が接近し、下り旅客線は高崎線へ向かう列車が使用する線路を分岐してすぐ、大宮駅に着く。下り列車のうち、約半数が高崎線へ分岐して、大宮駅のそれぞれのホームへ入線する。なお、湘南新宿ライン北行は大宮駅発車後に分岐する。上り列車も約半数が高崎線からの列車で、大宮駅のそれぞれのホームを発車後、上野・東京・品川方面と池袋・新宿・渋谷方面へ分岐・合流する。大宮は氷川神社の門前町であり、江戸時代には中山道の宿場町大宮宿となった。近代以降は東京と東北・信越・北関東方面を結ぶ列車の結集点として国鉄大宮工場や大宮操車場（その後貨物駅）が立地する「鉄道のまち」として発展し、京浜東北線・川越線・東武野田線といった短距離通勤電車が結節する、東京の北側の随一のターミナル駅となった。駅付近は東口・西口ともに繁華街が形成されているが、駅東側は大規模商業施設が髙島屋一軒である一方、駅西側は新幹線開業時の再開発により誕生した大宮ソニックシティ、丸井、そごうが所在する。

### 大宮 - 久喜
大宮駅を出ると、下り貨物線を通ってきた列車はポイントを渡って下り旅客線に合流する。下り貨物線は、高崎線への連絡線と大宮総合車両センター東大宮センターへの回送線に分岐する。下り線は勾配を上って右にカーブしながら、北西に向かう高崎線の線路を跨ぎ、北北東に進路をとる。この高崎線との立体交差は、1966年（昭和41年）に、通勤五方面作戦における大宮駅改良の一環として完成したものである。右カーブを続けながら勾配を下りると、大宮総合車両センター東大宮センターから上り線につながる回送線の線路をくぐる。回送線は下り線をまたぐ地点のすぐ北側で一本に合流し、以北は上下線と回送線の3線区間となる。高架の回送線が高度を下げてくると、埼玉県道164号鴻巣桶川さいたま線の地下道を越える（旧中山道との最後の交差となり、この先旧中山道は先に別れた高崎線と並走する）。併走する東武野田線（東武アーバンパークライン）の北大宮駅を過ぎると、回送線の高さが上下線とそろう。5本の線路を跨ぐ踏切を通過し東武野田線を東に分けて、直線区間を進む。この区間では、高級住宅地としても知られる盆栽町を通る。盆栽町を抜けると土呂駅に着く。土呂駅 - 古河駅間では、関東山地中北部、三国山脈南麓、そして足尾山地への降雨が東京湾や太平洋（犬吠埼付近）に注ぐ流路帯を横断していく。車窓には住宅地のはざまに沿線の水辺の風景と、天気がよければ遠く北西に日光連山の姿を臨みながら進む。当線区間が日本鉄道第二区線として開通した1885年（明治18年）7月より8年後の1893年（明治26年）8月20日、世界一周の途上で日本を訪問していた当時のオーストリア皇太子フランツ・フェルディナント公は当線を利用して日光を訪問しており、その滞在記の中で上野から宇都宮までの沿線風景を『みごとに手入れがなされた田園』と賞賛している。土呂駅を出ると埼玉県道35号川口上尾線（産業道路）の陸橋をくぐり、引き続き直進すると勾配を下って見沼代用水西縁を越える。次に渡る芝川との間の低地は、かつて見沼だった地域であり、大宮総合車両センター東大宮センターが所在している。大宮駅から併走している回送線はここまで伸びている。同センターは車両も配置されるほか、東京・大宮総合訓練センターも併設されている。芝川を渡ると台上に上がり、左にカーブすると埼玉県道5号さいたま菖蒲線（第二産業道路）の陸橋をくぐって東大宮駅に着く。東大宮駅を出ると左にカーブし、ほどなくして上尾市に入るが、同市内に駅はない。左手に尾山台団地を見ると右にカーブし、国道16号東大宮バイパスの陸橋をくぐる。見沼代用水東縁および綾瀬川を渡ると蓮田市へ入り、田畑の中を走る。この区間は有名な撮影地で、「東大宮 - 蓮田間」を略して「ヒガハス」と呼ばれる。再び市街地に入ると蓮田駅に着く。
蓮田駅を出ると埼玉県道311号蓮田鴻巣線を踏切で越え、右にカーブする。国道122号蓮田岩槻バイパスが地下道で下を通るとまもなく元荒川の橋梁を渡る。江戸時代以前は元荒川が荒川の本流であったが、利根川東遷事業と呼ばれる河川工事の結果、荒川は入間川に合流して隅田川（住田川）となる現在の流れに瀬替えされ、この川は元荒川となった。元荒川を渡り終えると左へカーブし、川沿いの低地から台上に上がる。右に黒浜貝塚や蓮田市役所を見ながら新興住宅地の中を走って、積水化学武蔵工場、東光高岳埼玉事業所の西側を通る。白岡市に入り、マンション群が見えてくると左にカーブして白岡駅に着く。白岡駅を出ると黒沼用水を越え、埼玉県道78号春日部菖蒲線の陸橋をくぐる。右にカーブして隼人堀川を越え、東北自動車道をくぐると、埼玉県道162号蓮田白岡久喜線を踏切で越える。姫宮落川を越すと左にカーブして新白岡駅に着く。新白岡駅を出ると久喜市に入り、笠原用水と備前堀川を渡り、すぐに首都圏中央連絡自動車道（圏央道）の高架をくぐる。直線を進むと備前前堀川を越え、しばらくすると新川用水を越える。ほどなくして仏供田落を渡ると市街地に入る。西から東北新幹線の高架、東から東武伊勢崎線の線路が近づくと埼玉県道85号春日部久喜線の陸橋をくぐり、右へカーブして、久喜市の中心駅である久喜駅に着く。

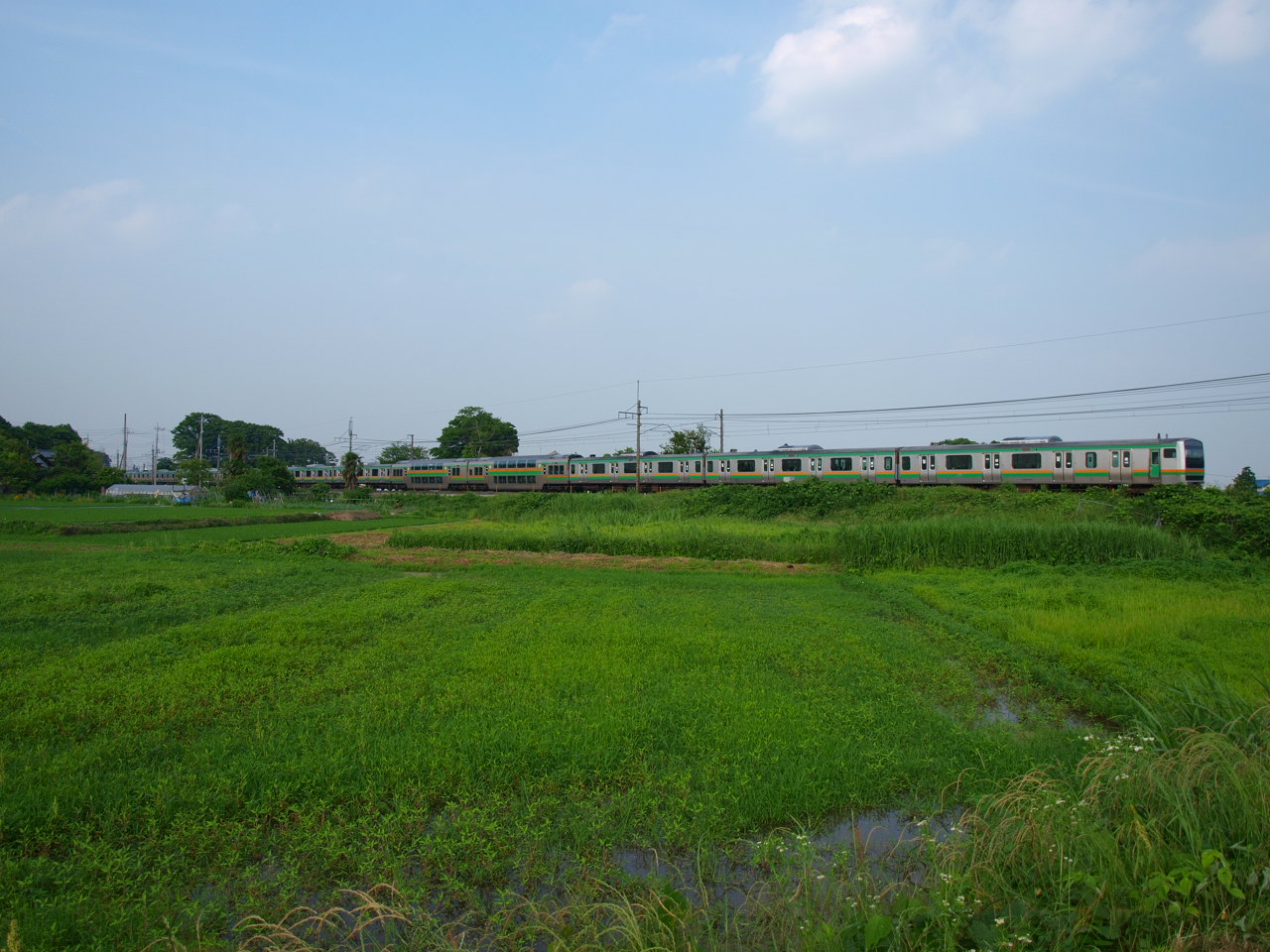
東大宮 - 蓮田間、通称「ヒガハス」（2008年6月）

### 久喜 ‐ 小山
久喜駅付近からは、天気がよければ車窓東側に筑波山が見えてくる。久喜駅を出てまもなく青毛堀川を越したところで東武伊勢崎線は宇都宮線を跨ぎ、西へ向かう。田園地帯に入りまもなく古利根川の源流部にあたる葛西用水を渡って旧鷲宮町域の東鷲宮駅に着く。この駅は1981年（昭和56年）に貨物駅として開業、その後旅客駅となったがまもなく貨物扱いは廃止され旅客扱いのみとなった。こうした経緯から配線が変則的になっており、下りホームは地上に、上りホームは高架上に設置されている。駅南東部には新幹線の保線基地がある。駅東口は貨物駅を再開発した集合住宅街が広がり、その北側の戸建て住宅街も含め一大団地となっている。東鷲宮駅を出ると田園地帯を走り、中川を渡って旧栗橋町域に入る。築堤上に敷かれた東武日光線の線路が宇都宮線を跨ぐと住宅地となり、ほどなく栗橋駅に着く。栗橋は江戸時代には日光街道栗橋宿の宿場町、渡良瀬川（利根川）渡しがある交通の要衝としてにぎわった。栗橋駅では東武日光線直通特急が客扱いホームのない連絡線を通り、東武日光線に入る。また、近年西口が開設され、加須市（旧大利根町）民の利便性が高まった。栗橋駅を出ると宅地の間の築堤を登りながら東側にカーブし加須市域をかすめ、日本国内最大級の河川で坂東太郎の異名でも知られる利根川の利根川橋梁を渡って茨城県古河市に入る。この付近になると車窓北側の日光連山の山並みが鮮明となる。利根川は江戸時代中期以降、この地を経て鬼怒川と合流し、銚子にて太平洋に注ぐ川となったが、それ以前は古利根川を経て東京湾に注いでおり、この付近の利根川は同じく東京湾に注ぐ渡良瀬川（太日川）の流路であった。1893年（明治26年）のフランツ・フェルディナントの日本滞在記によると、利根川畔から日光までの日本鉄道沿線には杉並木が続いていたと記されており、並行して走る当時の日光街道（現国道4号）には未だ並木道が保たれていたことが分かる。利根川の橋梁から築堤を下ると70 km/hの速度制限のある急カーブをゆっくり進み、日光街道中田宿付近を通って古河市大堤（旧総和町）の距離の長い林に続く。日本鉄道第二区線として開業した時には利根川橋梁が開通しておらず、この付近に中田仮駅が置かれ、栗橋駅 - 中田仮駅間の利根川には渡し船が就航していた。利根川架橋とともに廃止されたが、その後再びこの近隣地には中田信号所が置かれ、近年まで運用されていた。列車は林間にトモヱ乳業を見ながら直線区間を走り、高架に上ると2面4線の古河駅に着く。古河は宇都宮線唯一の茨城県内の駅であり、江戸時代には古河城の城下町また日光街道古河宿の宿場町として賑わい、また渡良瀬川の渡し場があった場所でもあり、当時の交通の要衝であった。また室町時代には古河公方が座した土地としても知られ、その遺構は古河総合公園として整備されている。古河駅前後の高架線路沿い約2 kmは桜並木になっており、季節には車窓から目の高さに咲き並ぶ花々を楽しめる。
古河駅を出て再び70 km/hの速度制限のあるカーブを走る。この古河市内の2箇所の急カーブ地点では、車窓から15両編成の前後の車両が見える。古河の市街地を出ると栃木県下都賀郡野木町に入り、ゼブラ、不二家、日鉄鉱業、日本ピストンリング、栄研化学といった野木工業団地の工場群を線路の左右に見ながら市街地に入ると野木駅に着く。野木は平安時代末期に源頼朝に抗して旗揚げした常陸国の豪族志太義広の下野国侵攻に対し頼朝方小山朝政等が陣を置いた野木宮の鎮座地で、当線の古河 - 野木間の北西部が野木宮合戦の古戦場である。野木駅を出ると小山市に入り間々田駅、さらに小山駅にかけては栃木県南部の田園地帯で線形がほぼ直線であり、その只中を疾走する。この区間は西方に谷中湖や渡良瀬遊水地の低湿地が立地し、渡良瀬川、巴波川、思川の三河川の合流地点となっていることもあって、季節によっては濃霧が発生しやすい区間でもある。間々田駅にはかつて乙女河岸からの乙女人車軌道が連絡していたが、水運から鉄道運輸への転換により廃止された。間々田駅を出て宅地と田畑の間を行くと東北新幹線が東側から接近し、しばらく住宅地の中を並走すると水戸線が東から合流して小山駅に着く。小山市は栃木県第2の都市であり、古くは俵藤太の別称で知られる藤原北家魚名流藤原秀郷の後裔を称する小山氏の居城・祇園城の元で栄え、江戸期には日光街道の宿場町（小山宿）となった。近年では源頼朝の乳母寒河尼を娶った小山政光の故地、また徳川家康、秀忠父子が関ヶ原の戦いを前に小山評定を行った舞台としての町おこしが展開されている。

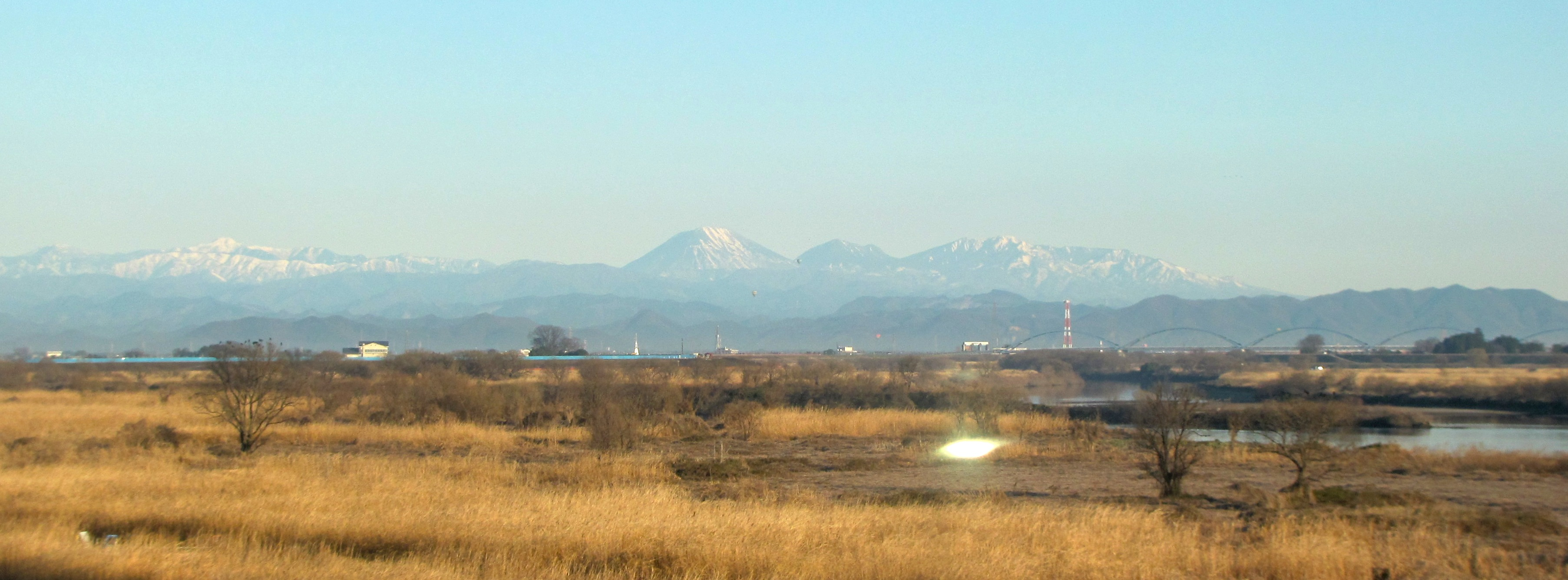
利根川越しの日光連山。中央の円錐形の山が主峰・男体山

### 小山 - 宇都宮
小山から宇都宮までの区間では、国道4号（日光街道）と東北新幹線がほぼ併走する。小山駅を出ると両毛線が西に分岐し、左手に小山新幹線車両センターや羽川付近では右手に大沼を見ながら下野市に入り小金井駅に着く。下野市内の走行距離は10kmに満たないが、この区間に駅が3つ存在する。小金井駅は最も東京方の駅であり、江戸時代には日光街道小金井宿、以後近年までは旧国分寺町域に属した。この小金井駅の北方・東側には、宇都宮線・高崎線・東海道線・日光線・湘南新宿ライン（宇都宮線系統）の各線で使用する車両が所属する小山車両センターが立地し、上り列車は入れ替え線をまたぐ築堤上を走るため、東側車窓から車両センター全体を望むことができる。一方の下り列車はこの築堤の西側を走行するため、築堤が目隠しとなってその存在に気がつきにくい。小金井駅を出ると下野市の新興住宅街を遠景に見ながら、下野市で2番目の停車駅で旧国分寺町・南河内町域の自治医大駅に着く。同駅の北東側には自治医科大学（旧南河内町域）の白亜の建物と広大なキャンパスが広がり、さらにその奥には下野薬師寺跡が立地する。薬師寺は下毛野氏の氏寺で奈良時代には奈良の東大寺や筑紫（太宰府市）の観世音寺と並んで三戒壇に指定され、当時の関東の文化的中心地であった。次の下野市域最後の停車駅は、江戸時代には日光街道石橋宿、旧石橋町の玄関駅であった石橋駅である。石橋駅は日産自動車の街として知られる上三川、真岡木綿とSLのまちで知られる真岡、そして獨協医科大学病院やバンダイ、タカラトミー、エポック社などの玩具メーカーを抱えるおもちゃのまち（壬生）への玄関駅でもあり、下野市内3駅で最も乗降客が多い。なお、上三川・真岡方面へは路線バスが出ているが便数が少なく、おもちゃのまち方面へはタクシー利用となる。
石橋駅を出てしばらく走ると、宇都宮線の東側に広大な宇都宮貨物ターミナル駅AホームおよびBホームが見えてくる。駅構内では下り線と上り線が分かれ、構内線路群Cホームを挟む形で通過する。高架の上り線をまたぐために新幹線の高架橋はかなり高い位置にあるが、さらにその上を北関東自動車道がまたいでいく。同駅の名には宇都宮が冠されているが、所在地は下野市と上三川町にまたがっており、宇都宮市域ではない。宇都宮貨物ターミナル駅を過ぎると、まもなく宇都宮市に入り雀宮駅に着く。雀宮駅は宇都宮市の南部に位置し、陸上自衛隊北宇都宮駐屯地や宇都宮市営スケートセンター、そして栃木県総合運動公園への最寄駅であり、江戸時代には日光街道の宿場町雀宮宿が置かれていた。駅東地区には2011年9月に宇都宮工業高校が移転してきた。宇都宮市内の走行距離は約20kmに及ぶが、この区間に駅は雀宮・宇都宮・岡本の3つのみである。雀宮駅を過ぎて日光線が左から合流し、宇都宮グランドホテルが建つ丘を左手に見ながら田川橋梁を渡ると、県都宇都宮市の玄関駅である宇都宮駅に到着する。田川橋梁付近からは市庁舎や東武宇都宮百貨店など宇都宮の中心街ビル群が望まれるほか、その背後には日光連山の山々がそびえ、男体山、大真名子山、女峰山といった日光表連山の名峰を望むことができる。宇都宮駅は東北新幹線・宇都宮線・日光線・烏山線の各列車が集まるターミナル駅であり、また県内各地に向かう路線バスが発着する栃木県内第一のバスターミナルを擁する。当駅の東側にはライトレール路線の宇都宮ライトレール宇都宮芳賀ライトレール線の起点駅である宇都宮駅東口停留場が隣接し、乗り換え駅となっている。宇都宮市は平安時代以来の歴史を有する北関東第一の商工業都市であり、栃木県の県都である。繁華街は江戸時代の宿場町宇都宮宿の所在地に近い宇都宮駅の西側約1 - 2 km、宇都宮二荒山神社を中心として広がり、繁華街を挟むように北側に栃木県庁、南側に宇都宮市役所が立地し、市役所の東側は宇都宮城址公園となっている。宇都宮城は二荒山神社の神官としてこの地に赴任し、平安時代後期から22代500年にわたって鬼怒川流域一帯を統治した藤原北家道兼流宇都宮氏の居館であった。なお、東武宇都宮線の東武宇都宮駅は繁華街の西端、当市街の中心部に位置する。

### 宇都宮 - 黒磯
宇都宮駅は、宇都宮線同駅以南の上野発着列車（上野東京ライン列車含む）・湘南新宿ライン列車と、同駅以北の黒磯発着列車の始発・終着駅であり、日光線（宇都宮駅 - 日光駅）の全列車および烏山線（宝積寺駅 - 烏山駅）のほぼすべての列車も始発・終着駅としており、駅構内には列車の留置線が存在する。これはかつて同駅に客車牽引用機関車の車庫があり、列車の出発仕立線や洗浄線、留置線があったこと、および貨物列車の発着駅であり貨物の積み下ろしも駅構内で行われていた名残である。1910年には、日清製粉宇都宮工場と同駅間に敷かれた貨物線を使用した小麦粉輸送が開始され、1966年には、小麦粉輸送専用貨車のホキ2200形の登場によって、同社宇都宮工場 - 鶴見工場間の小麦輸送が当線経由で行われた。また、旅客部門においても国鉄近郊形車両の標準形式の一つである115系電車の第一号は、初めて宇都宮駅構内の宇都宮運転所に新製配置され、その後小山電車区（現在の小山車両センター）が同運転所管轄の車庫として新設され115系電車が転配されるまでは宇都宮駅構内に留置されていた。駅東側の電留線は同駅発着貨物列車の廃止に伴う再開発によりそのほとんどが撤去され、2008年にはロータリーが完成し、2022年にはライトキューブ宇都宮とはじめとする再開発施設群が開業した。現在、ほとんどの列車が宇都宮駅でそれぞれ南北に折り返す運行形態となっており、同駅を跨いで東京・日光方面と黒磯方面を移動する際には同駅で乗り換えるのが標準となっている。
宇都宮駅を出発すると、宇都宮運転所を右手に見ながら構内を抜け、陸羽街道の踏切を越すと北東に進路を取る。ここから現在の蒲須坂駅北側約700mまでの区間は当初宇都宮駅から北進し、古田駅・長久保駅を経由するルートで建設されたが、夏季の鬼怒川の大水により護岸工事や橋脚の改修工事などに多額の費用を費やしていたため、1897年（明治30年）2月25日に現在の岡本駅・宝積寺駅・氏家駅を通るルートに変更された。北東に進路をとる現在線は宇都宮北部住宅街を通過し、平出工業団地北辺部のパナソニック、コカ・コーラ、三菱日立パワーシステムズ精密鋳造（旧三菱製鋼）といった工場群の隣接地を進んで岡本駅に着く。岡本駅は旧河内町の駅であったが、合併によって宇都宮市3つ目の宇都宮線の駅となった。かつては同駅から汽車製造（現ジェイバス）宇都宮工場や日光製紙（のちの高崎製紙、現王子マテリア）日光工場への引き込み線が分岐していたが、現在は廃止され線路も撤去されている。
岡本駅を出ると、まもなく住宅が途切れ、河岸段丘を下って田園地帯を走り抜け、まもなく栃木県中央部を南北に流れる鬼怒川を渡る。同橋梁上からは、天候が良ければ車窓左側（北側）に左から日光連山（男体山、子真名子山、女峰山など）・高原山・那須岳、南側にはすぐ下流側に国道4号の鬼怒川橋（下り線）・新鬼怒川橋（上り線）と筑波山を見ることができる。鬼怒川を渡るとすぐ左に大きくカーブを切り、切り通しを登って鬼怒川左岸段丘に上がるとまもなく烏山線の分岐駅であり、高根沢工業団地の最寄り駅でもあり、高根沢町の中心地である宝積寺駅に到着する。
宝積寺駅を出ると烏山線が段丘を東に下り、宇都宮線はしばらく台上を走る。この付近では右手（東側）車窓に栃木県と茨城県の県境をなす八溝山地の山並みが、そして左手（西側）には男体山をはじめとする日光の山々そして高原山が見渡せる。まもなく段丘を下ってさくら市（旧氏家町）の中心地で、日本三大美肌の湯として知られる喜連川温泉や清流の町である那珂川町の玄関口である氏家駅に着く。
氏家駅を出るとすぐに国道4号が宇都宮線をまたぎ、高原山の山容が左手前方（北側）に大きく見えてくる。しばらく田園地帯を走って市の堀用水を渡ると、宇都宮線としては唯一の無人駅である蒲須坂駅に着く。同駅は開けた平地部に位置し、駅の西-北-東側には左から日光連山、高原山、（奥に）那須岳、そして八溝山地と180度の大パノラマが広がる。のどかな田園のただ中にあるが、かつては一部優等列車の停車駅となったこともある。
蒲須坂駅を出ると、荒川を渡り、小高い丘が連なる塩那丘陵の起伏地に入る。列車は丘の間を縫うように走り国道4号と併走して左にカーブし、住宅地に入って片岡駅に着く。
片岡駅を出ると東北新幹線の高架がまたいでいく。すぐに東北自動車道の矢板ICの取付道路をくぐってりんご等の果樹園畑の中をしばらく進むと、再び田園地帯に入って内川を渡り、住宅地に入ると、矢板市の中心地である矢板駅に着く。この内川付近の西側の丘陵地は、鎌倉時代初期に源姓塩谷氏を継いだ宇都宮朝業が築いた川崎城跡である。
矢板駅を出ると、再び丘陵地帯の合間を走り、すぐに上下線が分かれ、宇都宮線区間唯一のトンネルとなる針生トンネルを抜け、国道4号と併走しながら箒川（ほうきがわ）を渡って那須野が原の田園地帯に入る。那須野が原は、箒川と那珂川に挟まれた木の葉状に広がる広さ4万haに及ぶ日本最大級の複合扇状地で、高原山火山などの火砕流などで基礎が形成され、その後の河川などの砂礫の堆積により形成された。那須野が原の地質は水を通しやすく、両河川の間を流れる蛇尾川（さびがわ）と熊川は水無川で伏流水となっており、蛇尾川・熊川の両橋梁からは、多雨期をのぞいて河原に水流を見ることはできない。開墾に当たっては、那須野が原北端の那珂川より取水（岩崎取水堰）して、灌漑用水を地表に引き客土することでようやく農地とし、現在では栃木県一の米および生乳の生産地となっている。現在でも、開拓・開墾の歴史を那須疏水の清流にしのぶことができる。また、関東の名族は戦国時代 - 江戸時代初めごろまでに歴史の表舞台から姿を消すが、この那須地方は中央政権による改革を免れ、室町時代には関東八屋形の一角をなした那須氏一門が江戸時代以降も脈々とその歴史を刻み続けている。その影響で、大田原市の那須神社や黒羽雲巌寺などの当時からの歴史的建造物も比較的良好に現存し、松尾芭蕉の奥の細道紀行にも登場する。箒川を渡るとまもなく国道4号が宇都宮線をまたいで大田原市内唯一の駅である野崎駅に着く。この北部には野崎工業団地が立地し、当線はその南端部を北上していく。
野崎駅を出ると、まもなく那須疏水第4分水を渡り、すぐに東側から東北新幹線の高架が迫ってこれと併走する。那須疏水鍛冶屋堀を渡って直線区間をしばらく行くと西那須野駅に着く。西那須野駅の下には那須疏水第3分水が流れる。この付近から那須塩原駅、黒磯駅にかけては、那須の茶臼岳、朝日岳、三本槍岳を望みながら走る。西那須野駅は、栃木県内有数の温泉郷である塩原温泉郷、そして米および生乳の県内第一の生産地である那須塩原市の玄関駅である。同駅は当初那須駅として開業し、東北本線が電化されその座を黒磯駅に譲るまでは那須地区を代表する駅であり、開業当初から優等列車の停車駅であった。駅周辺は那須野が原の開拓社の一つ肇耕社の開墾地であり、肇耕社の開設者の一人で、その後栃木県令となって塩原に公道を開設した三島通庸にちなむ旧三島村の地内であった。三島村はその後西那須野町を経て現在は那須塩原市に編入され、西那須野駅周辺の三島の地名に那須開墾の歴史がしのばれる。
西那須野駅を出ると、列車は、斜面を下りながら、酪農地帯に入って接骨木用水を渡り、しばらく進んで水無川の蛇尾川を渡る。堤防で区切られた河道には白い巨石が連なり河川であることが分かるが、多雨期をのぞいて河川水は見えない。ブリヂストンの工場の合間を抜けて同じく水無川の熊川を渡ると住宅地に入り那須塩原駅に着く。那須塩原駅はかつて東那須野駅と称し、開業以来優等列車や速達列車のほとんどが通過していたが、東北新幹線の開業に伴い新幹線停車駅となり一転、塩原温泉郷および那須温泉郷の玄関駅となった。
那須塩原駅を出るとすぐに那須疏水第2分水を渡って林地を進み、再び田園地帯に入って那須疏水第1分水を渡り、住宅地に入るとまもなく那須塩原市役所の最寄りであり、宇都宮線列車の終点・黒磯駅に着く。黒磯駅は、昭和期には関東地方の一大避暑地である那須高原の玄関駅となり栄えたが、新幹線開通後は那須塩原駅と機能を二分、現在は宇都宮線終点として利用者数も減少傾向にある。那須高原は北に勇壮な那須連山、南に広大な関東平野の絶景を楽しめる絶好のビュースポットでもあり、休日は春の新緑シーズンから秋の紅葉シーズンまで行楽客でにぎわう。同駅は直流電化区間と交流電化区間の境界駅となっているため、構内の盛岡方にはデッドセクションがあり、これより北側の東北本線区間は、旅客列車については新白河駅まで交直流電車が運用されている。そのため、基本的に直流専用電車で運行される宇都宮線列車はここで宇都宮方面に折り返し運転となる。

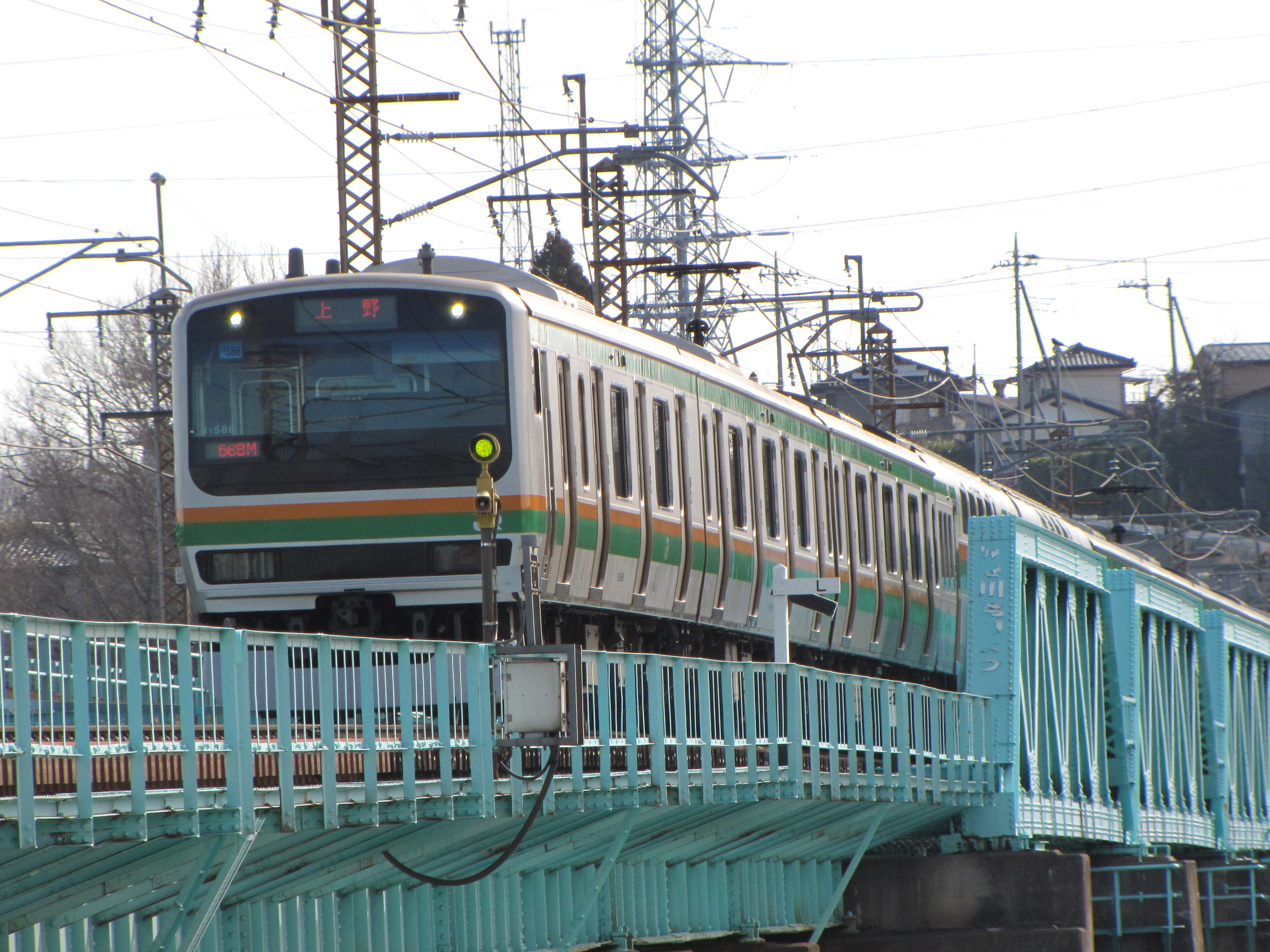
鬼怒川橋梁を渡る宇都宮線列車。
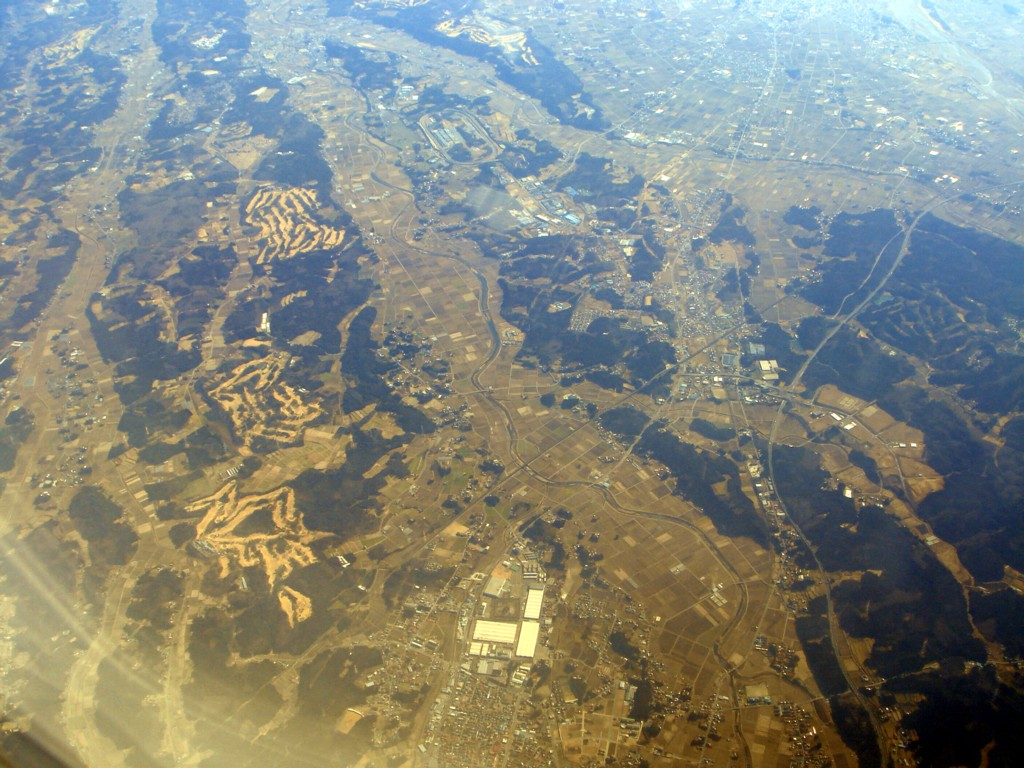
宇都宮線が通過する塩那丘陵。東北自動車道、東北新幹線、国道4号も狭い範囲に集中する。 →解説付き画像
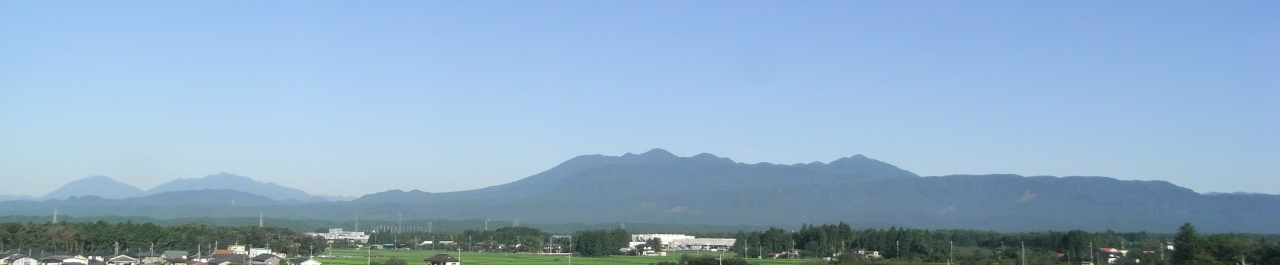
高原山全景。左奥には男体山と女峰山を中心とする日光連山も見える。 →解説付き画像
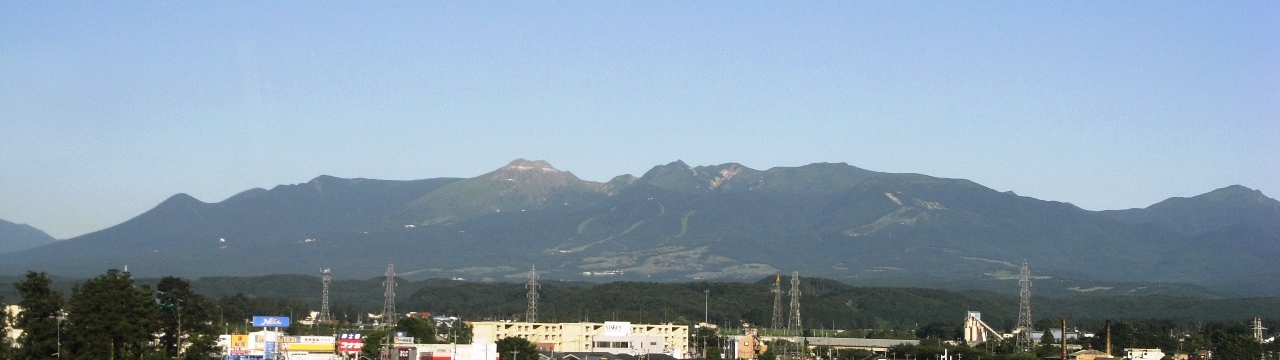
那須岳と那須高原（2007年7月） 中腹に多くの建物・施設が見える

## データ

### 路線データ
- 路線距離（営業キロ）：163.5 km
- 管轄（事業種別）
  - 東日本旅客鉄道（第一種鉄道事業者）：東京駅 - 尾久駅 - 黒磯駅間 163.5 km
  - 日本貨物鉄道（第二種鉄道事業）：赤羽駅 - 黒磯駅間 150.1 km（赤羽駅以南は田端信号場方面のみ事業許可を持つ）
- 軌間：1,067mm
- 駅数：34（起終点駅含む。貨物駅は除く）
- 複々線区間：上野駅 - 尾久駅間
- 複線区間：東京駅 - 上野駅間、尾久駅 - 黒磯駅間
  - 並行する京浜東北線・東北貨物線などは含めない。
- 電化区間：全線（直流1,500V）
- 閉塞方式：自動閉塞式
- 保安装置：ATS-P
- 最高速度
  - 東京駅 - 宇都宮駅間：120 km/h（優等列車）、110 km/h（普通列車）
  - 宇都宮駅 - 黒磯駅間：120 km/h（優等列車）、100 km/h（普通列車）
- 運転指令所：東京総合指令室
  - 運転取扱駅（駅が信号を制御）：尾久駅・大宮駅・黒磯駅
  - 準運転取扱駅（異常時、入換時は駅が信号を制御）：東京駅・上野駅・東鷲宮駅・小山駅・小金井駅・宇都宮貨物ターミナル駅・宇都宮駅・那須塩原駅
- 列車運行管理システム：東京駅 - 黒磯駅間 東京圏輸送管理システム (ATOS)
- 車両基地：小山車両センター（小山駅 - 小金井駅間）
- 大都市近郊区間：全線（東京近郊区間）
- 電車特定区間：東京駅 - 大宮駅間
- IC乗車カード対応区間：全線（Suicaの首都圏エリア）

東京駅 - 赤羽駅間が首都圏本部、浦和駅 - 黒磯駅間が大宮支社の管轄であり、赤羽駅 - 浦和駅間に支社境界がある。

### 混雑率の推移
2023年度の最混雑区間（土呂→大宮間）の混雑率は116%である。
高崎線の最混雑区間（宮原→大宮間）と比較すると輸送人員が少なく、混雑率も15%程度低い。これは、宇都宮線は久喜駅で東武伊勢崎線と接続しており、宇都宮線に対する都心方向への競合路線として機能していることや、旧五街道の一つである中山道の宿場町を通る高崎線とは違い、宇都宮線大宮駅以北の沿線は栗橋まで同じく旧五街道の一つである日光街道沿いから離れており、市街地が新しく人口も比較的少ないためである。
| 年度               | 最混雑区間（土呂 → 大宮間）輸送実績 | 最混雑区間（土呂 → 大宮間）輸送実績 | 最混雑区間（土呂 → 大宮間）輸送実績 | 最混雑区間（土呂 → 大宮間）輸送実績 | 特記事項                                              |
| 年度               | 運転本数：本                        | 輸送力：人                          | 輸送量：人                          | 混雑率：%                           | 特記事項                                              |
| ------------------ | ----------------------------------- | ----------------------------------- | ----------------------------------- | ----------------------------------- | ----------------------------------------------------- |
| 1985年（昭和60年） | 11                                  | 18,150                              | 44,700                              | 246                                 |                                                       |
| 1994年（平成06年） | 12                                  | 23,380                              | 45,410                              | 194                                 | 1988年3月13日、新宿駅・池袋駅発着列車の運行を開始     |
| 1995年（平成07年） | 12                                  | 23,380                              |                                     |                                     |                                                       |
| 1996年（平成08年） | 12                                  | 23,380                              |                                     |                                     |                                                       |
| 1997年（平成09年） | 12                                  | 23,380                              |                                     |                                     |                                                       |
| 1998年（平成10年） | 12                                  | 23,380                              | 45,000                              | 192                                 | 1998年12月8日、古河発池袋行きを設定し1本増発          |
| 1999年（平成11年） | 13                                  | 24,600                              | 44,910                              | 183                                 |                                                       |
| 2000年（平成12年） | 13                                  | 25,280                              | 45,080                              | 178                                 |                                                       |
| 2001年（平成13年） | 13                                  | 26,640                              | 45,060                              | 169                                 | 2001年12月1日、湘南新宿ライン開業                     |
| 2002年（平成14年） | 13                                  | 26,980                              | 45,700                              | 169                                 |                                                       |
| 2003年（平成15年） | 13                                  | 27,620                              | 46,195                              | 167                                 |                                                       |
| 2004年（平成16年） | 14                                  | 26,880                              | 44,931                              | 167                                 | グリーン車連結開始年度                                |
| 2005年（平成17年） | 14                                  | 26,584                              | 44,770                              | 168                                 | 2006年3月18日、半蔵門線直通列車が久喜駅に乗り入れ開始 |
| 2006年（平成18年） | 14                                  | 25,668                              | 44,630                              | 174                                 |                                                       |
| 2007年（平成19年） | 14                                  | 25,668                              | 44,880                              | 175                                 |                                                       |
| 2008年（平成20年） | 14                                  | 25,668                              | 44,590                              | 174                                 |                                                       |
| 2009年（平成21年） | 14                                  | 25,668                              | 44,280                              | 173                                 |                                                       |
| 2010年（平成22年） | 14                                  | 25,668                              | 44,050                              | 172                                 |                                                       |
| 2011年（平成23年） | 14                                  | 25,668                              | 43,550                              | 170                                 |                                                       |
| 2012年（平成24年） | 14                                  | 25,668                              | 43,380                              | 169                                 |                                                       |
| 2013年（平成25年） | 14                                  | 25,668                              | 43,250                              | 168                                 |                                                       |
| 2014年（平成26年） | 14                                  | 25,816                              | 38,990                              | 151                                 | 2015年3月14日、上野東京ライン開業                     |
| 2015年（平成27年） | 14                                  | 25,816                              | 38,600                              | 150                                 |                                                       |
| 2016年（平成28年） | 14                                  | 25,816                              | 38,130                              | 148                                 |                                                       |
| 2017年（平成29年） | 14                                  | 25,816                              | 36,810                              | 143                                 |                                                       |
| 2018年（平成30年） | 14                                  | 25,816                              | 36,580                              | 142                                 |                                                       |
| 2019年（令和元年） | 14                                  | 25,816                              | 35,440                              | 137                                 |                                                       |
| 2020年（令和02年） | 14                                  | 25,816                              | 21,690                              | 84                                  |                                                       |
| 2021年（令和03年） | 13                                  | 23,972                              | 21,260                              | 89                                  |                                                       |
| 2022年（令和04年） | 12                                  | 22,128                              | 23,810                              | 108                                 |                                                       |
| 2023年（令和05年） | 12                                  | 22,128                              | 25,720                              | 116                                 |                                                       |

## 駅一覧
- 駅名欄
  - （貨）：貨物専用駅
  - 特定都区市内制度適用範囲の駅 ： 山＝東京山手線内、区＝東京都区内
- 営業キロ ： 日暮里駅 - 赤羽駅間は東北本線の支線を経由している。旅客がこの区間を挟んで利用する際の運賃は、支線経由よりも0.2km短い田端駅経由[* 1] の営業キロで計算する。
- 停車駅
  - 高崎線直通列車については「高崎線」を参照
  - 普通 ： 下表のうち日暮里駅以外の全旅客駅に停車（湘南新宿ラインを除く）
  - 快速 ： ●・■印の駅は全列車停車、▼印の駅は下りの列車のみ運行かつ停車、｜・↓印の駅は全列車通過（↓は下り列車のみ運転）
    - 湘南新宿ライン[注 24] ： ■印の駅では東北貨物線上のホームに停車、||印の駅は経由しない

  - 特急 ： #特急列車の各列車記事を参照
- 接続路線欄 ： 東京駅 - 大宮駅間の東日本旅客鉄道の路線名は運転系統上の名称（正式路線名とは異なる）。

| 駅番号       | 駅名                         | 駅間 営業 キロ | 累計 営業キロ | 累計 営業キロ | 快速ラビット | 湘南 新宿 ライン | 湘南 新宿 ライン | 接続路線・備考 | 所在地 | 所在地 | 所在地 |
| 駅番号       | 駅名                         | 駅間 営業 キロ | 尾久 経由     | 田端 経由     | 快速ラビット | 普通 | 快速 | 接続路線・備考 | 所在地 | 所在地 | 所在地 |
| ------------ | ---------------------------- | -------------- | ------------- | ------------- | --- | --- | --- | --- | --- | --- | --- |
| 直通運転区間 | 直通運転区間                 | 直通運転区間   | 直通運転区間  | 直通運転区間  | ■ 上野東京ライン：東京駅から 東海道線熱海駅経由 東海道本線沼津駅まで・ 伊東線伊東駅まで 湘南新宿ライン：赤羽駅から新宿駅・横浜駅経由 横須賀線逗子駅まで | ■ 上野東京ライン：東京駅から 東海道線熱海駅経由 東海道本線沼津駅まで・ 伊東線伊東駅まで 湘南新宿ライン：赤羽駅から新宿駅・横浜駅経由 横須賀線逗子駅まで | ■ 上野東京ライン：東京駅から 東海道線熱海駅経由 東海道本線沼津駅まで・ 伊東線伊東駅まで 湘南新宿ライン：赤羽駅から新宿駅・横浜駅経由 横須賀線逗子駅まで | ■ 上野東京ライン：東京駅から 東海道線熱海駅経由 東海道本線沼津駅まで・ 伊東線伊東駅まで 湘南新宿ライン：赤羽駅から新宿駅・横浜駅経由 横須賀線逗子駅まで | ■ 上野東京ライン：東京駅から 東海道線熱海駅経由 東海道本線沼津駅まで・ 伊東線伊東駅まで 湘南新宿ライン：赤羽駅から新宿駅・横浜駅経由 横須賀線逗子駅まで | ■ 上野東京ライン：東京駅から 東海道線熱海駅経由 東海道本線沼津駅まで・ 伊東線伊東駅まで 湘南新宿ライン：赤羽駅から新宿駅・横浜駅経由 横須賀線逗子駅まで | ■ 上野東京ライン：東京駅から 東海道線熱海駅経由 東海道本線沼津駅まで・ 伊東線伊東駅まで 湘南新宿ライン：赤羽駅から新宿駅・横浜駅経由 横須賀線逗子駅まで |
| JU 01        | 東京駅 山区                  | -              | 0.0           | 0.0           | ▼ | \|\| | \|\| | 東日本旅客鉄道： 東北新幹線・山形新幹線・秋田新幹線・北海道新幹線・上越新幹線・北陸新幹線・ 東海道線〈直通運転〉(JT 01)・ 中央線 (JC 01)・ 山手線 (JY 01)・ 京浜東北線 (JK 26)・ 横須賀・総武線（快速） (JO 19)・ 京葉線 (JE 01) 東海旅客鉄道： 東海道新幹線 東京地下鉄： 丸ノ内線 (M-17) 東京地下鉄： 東西線 ⇒大手町駅 (T-09) | 東京都 | 千代田区 | 千代田区 |
| JU 02        | 上野駅 山区                  | 3.6            | 3.6           | 3.6           | ▼ | \|\| | \|\| | 東日本旅客鉄道： 東北新幹線・山形新幹線・秋田新幹線・北海道新幹線・上越新幹線・北陸新幹線・ 山手線 (JY 05)・ 京浜東北線 (JK 30)・■常磐線・ 常磐線（快速）(JJ 01) 東京地下鉄： 銀座線 (G-16)・ 日比谷線 (H-18) 京成電鉄： 本線 ⇒京成上野駅 (KS01)                                                                               | 東京都 | 台東区 | 台東区 |
|              | （日暮里駅 山区）            | 2.2            | 5.8           | 5.8           | ↓ | \|\| | \|\| | （宇都宮線の列車は全列車通過。山手線・京浜東北線田端方面および常磐線との実際の分岐点） | 東京都 | 荒川区 | 荒川区 |
| JU 03        | 尾久駅 区                    | 2.6            | 8.4           | -             | ↓ | \|\| | \|\| | | 東京都 | 北区 | 北区 |
| JU 04        | 赤羽駅 区                    | 5.0            | 13.4          | 13.2          | ▼ | ■ | ■ | 東日本旅客鉄道： 京浜東北線 (JK 38)・ 湘南新宿ライン (JS 22)・ 埼京線 (JA 15) | 東京都 | 北区 | 北区 |
| JU 05        | 浦和駅                       | 11.0           | 24.4          | 24.2          | ▼ | ■ | ■ | 東日本旅客鉄道： 京浜東北線 (JK 43)・ 湘南新宿ライン (JS 23) | 埼玉県 | さいたま市 | 浦和区 |
| JU 06        | さいたま新都心駅             | 4.5            | 28.9          | 28.7          | ↓ | ｜ | ｜ | 東日本旅客鉄道： 京浜東北線 (JK 46) | 埼玉県 | さいたま市 | 大宮区 |
| JU 07        | 大宮駅                       | 1.6            | 30.5          | 30.3          | ▼ | ● | ● | 東日本旅客鉄道： 東北新幹線・山形新幹線・秋田新幹線・北海道新幹線・上越新幹線・北陸新幹線・ 京浜東北線 (JK 47)・ 高崎線・ 湘南新宿ライン (JS 24)・ 埼京線 (JA 26)・■川越線 東武鉄道： 野田線（東武アーバンパークライン）(TD-01) 埼玉新都市交通： 伊奈線（ニューシャトル）(NS01)                                                | 埼玉県 | さいたま市 | 大宮区 |
|              | 土呂駅                       | 3.0            | 33.5          | 33.3          | ↓ | ● | ｜ | | 埼玉県 | さいたま市 | 北区 |
|              | 東大宮駅                     | 2.1            | 35.6          | 35.4          | ▼ | ● | ● | | 埼玉県 | さいたま市 | 見沼区 |
|              | 蓮田駅                       | 3.8            | 39.4          | 39.2          | ▼ | ● | ● | | 埼玉県 | 蓮田市 | 蓮田市 |
|              | 白岡駅                       | 4.3            | 43.7          | 43.5          | ↓ | ● | ｜ | | 埼玉県 | 白岡市 | 白岡市 |
|              | 新白岡駅                     | 2.4            | 46.1          | 45.9          | ↓ | ● | ｜ | | 埼玉県 | 白岡市 | 白岡市 |
|              | 久喜駅                       | 3.0            | 49.1          | 48.9          | ▼ | ● | ● | 東武鉄道： 伊勢崎線 (TI-02) | 埼玉県 | 久喜市 | 久喜市 |
|              | 東鷲宮駅                     | 2.7            | 51.8          | 51.6          | ↓ | ● | ｜ | | 埼玉県 | 久喜市 | 久喜市 |
|              | 栗橋駅                       | 5.6            | 57.4          | 57.2          | ↓ | ● | ｜ | 東武鉄道： 日光線 (TN-04)（大宮方面から特急のみ東武日光駅および 東武鬼怒川線鬼怒川温泉駅まで直通運転） | 埼玉県 | 久喜市 | 久喜市 |
|              | 古河駅                       | 7.5            | 64.9          | 64.7          | ▼ | ● | ● | | 茨城県 古河市 | 茨城県 古河市 | 茨城県 古河市 |
|              | 野木駅                       | 4.7            | 69.6          | 69.4          | ↓ | ● | ｜ | | 栃木県 | 下都賀郡 野木町 | 下都賀郡 野木町 |
|              | 間々田駅                     | 3.9            | 73.5          | 73.3          | ↓ | ● | ｜ | | 栃木県 | 小山市 | 小山市 |
|              | 小山駅                       | 7.3            | 80.8          | 80.6          | ▼ | ● | ● | 東日本旅客鉄道： 東北新幹線・■両毛線・■水戸線 | 栃木県 | 小山市 | 小山市 |
|              | 小金井駅                     | 7.5            | 88.3          | 88.1          | ▼ | ● | ● | | 栃木県 | 下野市 | 下野市 |
|              | 自治医大駅                   | 2.6            | 90.9          | 90.7          | ▼ | ● | ● | | 栃木県 | 下野市 | 下野市 |
|              | 石橋駅                       | 4.7            | 95.6          | 95.4          | ▼ | ● | ● | | 栃木県 | 下野市 | 下野市 |
|              | （貨）宇都宮貨物ターミナル駅 | 1.2            | 96.8          | 96.6          | ↓ | ｜ | ｜ | | 栃木県 | 河内郡 上三川町 | 河内郡 上三川町 |
|              | 雀宮駅                       | 5.2            | 102.0         | 101.8         | ▼ | ● | ● | | 栃木県 | 宇都宮市 | 宇都宮市 |
|              | 宇都宮駅                     | 7.7            | 109.7         | 109.5         | ▼ | ● | ● | 東日本旅客鉄道： 東北新幹線・山形新幹線・■日光線 宇都宮ライトレール：■宇都宮芳賀ライトレール線 ⇒宇都宮駅東口停留場 (01) | 栃木県 | 宇都宮市 | 宇都宮市 |
|              | 岡本駅                       | 6.2            | 115.9         | 115.7         | | | | | 栃木県 | 宇都宮市 | 宇都宮市 |
|              | 宝積寺駅                     | 5.5            | 121.4         | 121.2         | | | | 東日本旅客鉄道：■烏山線 | 栃木県 | 塩谷郡 高根沢町 | 塩谷郡 高根沢町 |
|              | 氏家駅                       | 5.9            | 127.3         | 127.1         | | | | | 栃木県 | さくら市 | さくら市 |
|              | 蒲須坂駅                     | 4.5            | 131.8         | 131.6         | | | | | 栃木県 | さくら市 | さくら市 |
|              | 片岡駅                       | 3.9            | 135.7         | 135.5         | | | | | 栃木県 | 矢板市 | 矢板市 |
|              | 矢板駅                       | 6.3            | 142.0         | 141.8         | | | | | 栃木県 | 矢板市 | 矢板市 |
|              | 野崎駅                       | 4.8            | 146.8         | 146.6         | | | | | 栃木県 | 大田原市 | 大田原市 |
|              | 西那須野駅                   | 5.2            | 152.0         | 151.8         | | | | | 栃木県 | 那須塩原市 | 那須塩原市 |
|              | 那須塩原駅                   | 6.0            | 158.0         | 157.8         | | | | 東日本旅客鉄道： 東北新幹線 | 栃木県 | 那須塩原市 | 那須塩原市 |
|              | 黒磯駅                       | 5.5            | 163.5         | 163.3         | | | | 東日本旅客鉄道：■東北本線（白河・郡山方面） | 栃木県 | 那須塩原市 | 那須塩原市 |

- 東大宮駅 - 蓮田駅間で埼玉県上尾市を、栗橋駅 - 古河駅間で同県加須市を通るが、駅はない。
- 2022年度の時点で、JR東日本自社による乗車人員集計[44]の除外対象となる駅（完全な無人駅）は、蒲須坂駅のみである。

1. ↑  田端駅経由の路線は東北本線の本線。運転系統では京浜東北線が経由している。
2. ↑  鶯谷 - 上野 - 尾久は、尾久発着に限り区間外乗車の特例が設けられている。通常の乗車券では鶯谷方面から尾久経由赤羽方面に乗り換えることはできない（日暮里 - 上野が重複乗車となる）。
3. ↑  大宮駅は旅客線と東北貨物線との分岐・合流駅でもあり、東北貨物線は赤羽駅 - 大宮駅間で旅客線と併走する。
4. ↑  烏山線は一部を除き宇都宮駅を始発・終着とする。

### 過去の接続路線
いずれも、「宇都宮線」愛称制定以前に廃止。東京都内（都電など）については省略。
- 大宮駅：西武大宮線
- 蓮田駅：武州鉄道（初代）
- 間々田駅：乙女人車軌道
- 宝積寺駅：宇都宮陸軍航空廠線
- 氏家駅：喜連川人車鉄道
- 矢板駅：東武矢板線
- 西那須野駅：東野鉄道、塩原電車（塩原軌道）、那須人車軌道

### 乗車人員
JR東日本：各駅の乗車人員 より
| 順位 | 2021年度         | 2021年度          | 2019年度         | 2019年度          |
| 順位 | 駅名             | 一日平均 乗車人員 | 駅名             | 一日平均 乗車人員 |
| ---- | ---------------- | ----------------- | ---------------- | ----------------- |
| 1    | 東京駅           | 282,638人         | 東京駅           | 462,589人         |
| 2    | 大宮駅           | 203,160人         | 大宮駅           | 257,344人         |
| 3    | 上野駅           | 122,085人         | 上野駅           | 182,704人         |
| 4    | 赤羽駅           | 78,321人          | 赤羽駅           | 98,370人          |
| 5    | 浦和駅           | 77,670人          | 浦和駅           | 95,865人          |
| 6    | さいたま新都心駅 | 43,683人          | さいたま新都心駅 | 55,782人          |
| 7    | 久喜駅           | 27,759人          | 宇都宮駅         | 37,724人          |
| 8    | 東大宮駅         | 27,727人          | 久喜駅           | 35,347人          |
| 9    | 宇都宮駅         | 27,135人          | 東大宮駅         | 33,531人          |
| 10   | 蓮田駅           | 16,563人          | 小山駅           | 22,471人          |
| 11   | 小山駅           | 16,359人          | 蓮田駅           | 20,804人          |
| 12   | 土呂駅           | 12,925人          | 土呂駅           | 15,861人          |
| 13   | 白岡駅           | 10,407人          | 古河駅           | 13,050人          |
| 14   | 古河駅           | 9,709人           | 白岡駅           | 12,854人          |
| 15   | 栗橋駅           | 9,522人           | 栗橋駅           | 12,297人          |
| 16   | 尾久駅           | 8,780人           | 尾久駅           | 10,360人          |
| 17   | 東鷲宮駅         | 7,687人           | 東鷲宮駅         | 9,750人           |
| 18   | 新白岡駅         | 5,675人           | 新白岡駅         | 6,954人           |
| 19   | 那須塩原駅       | 3,676人           | 那須塩原駅       | 5,291人           |
| 20   | 石橋駅           | 3,682人           | 石橋駅           | 4,860人           |
| 21   | 雀宮駅           | 3,629人           | 雀宮駅           | 4,663人           |
| 22   | 野木駅           | 3,468人           | 野木駅           | 4,619人           |
| 23   | 間々田駅         | 3,319人           | 間々田駅         | 4,225人           |
| 24   | 西那須野駅       | 3,145人           | 小金井駅         | 4,136人           |
| 25   | 小金井駅         | 2,993人           | 西那須野駅       | 3,740人           |
| 26   | 自治医大駅       | 2,667人           | 自治医大駅       | 3,520人           |
| 27   | 氏家駅           | 2,579人           | 氏家駅           | 3,222人           |
| 28   | 矢板駅           | 2,255人           | 矢板駅           | 2,728人           |
| 29   | 黒磯駅           | 2,026人           | 岡本駅           | 2,704人           |
| 30   | 岡本駅           | 1,881人           | 黒磯駅           | 2,316人           |
| 31   | 宝積寺駅         | 1,687人           | 宝積寺駅         | 2,251人           |
| 32   | 野崎駅           | 1,057人           | 野崎駅           | 1,306人           |
| 33   | 片岡駅           | 541人             | 片岡駅           | 730人             |

※無人駅である蒲須坂駅の数値は掲載されていない。

## 今後の予定

### 新駅設置計画
茨城県古河市は、宇都宮線 栗橋駅 - 古河駅間において、南古河新駅（仮称）の設置を検討している。
また、栃木県小山市では、間々田駅 - 小山駅間にある粟宮地区において、新駅を設置する計画がある。
また、埼玉県川口市では、現在京浜東北線しか停車しない川口駅に中距離電車用のホームを増設し、宇都宮線と高崎線を走行する上野東京ラインの電車を2037年以降に乗降車可能とする計画がある。2025年4月には、市とJR東日本がホーム設置に関する基本協定を結んでいる（「川口駅#中距離電車用のホーム設置計画」を参照）。

### 新線直通計画
将来予定されている羽田空港アクセス線の開業時には、宇都宮線との直通運転が予定されている。

### 発車メロディの変更（ご当地化）計画
- 下野市内3駅（小金井駅・自治医大駅・石橋駅）の発車メロディを、「下野市の歌」にする計画がある。同曲は地元の作曲家矢内弘子によるもの[新聞 8]。
- 栗橋駅の発車メロディに地元の作曲家下総皖一が作曲した曲を採用するよう要望がある[49]。現在、地元の団体「下総皖一を偲ぶ会」が採用に向けて動いている。

※過去に蓮田駅ならびに宇都宮駅でご当地メロディを採用した例があったが、蓮田駅は毎年秋に期間限定で、宇都宮駅は栃木DC期間中（2018年4月1日 - 2018年6月30日）の期間限定使用であり、終了後は通常のメロディに戻されている。なお、宇都宮駅でアフターDC期間中に限定使用されていた渡辺貞夫（宇都宮市出身）の「カリフォルニア・シャワー」（2019年4月1日 - ）に関しては継続使用するとの発表がJR東日本よりなされている。また、蓮田駅についても2023年10月3日より通年使用に変更された。